# Arte asquenazí

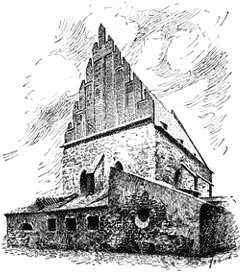
Sinagoga Vieja-Nueva, Praga, 1270. En checo, Staronová synagoga, donde se supone que el Maharal de Praga creó el legendario Golem.

"Asquenaz" (o Ashkenaz—אשכנז) es el nombre hebreo de Alemania. El arte asquenazí fue desarrollado por las comunidades judías del centro y este europeo desde el Medioevo hasta el siglo XX.
Tuvo lugar principalmente en Alemania, norte y este de Francia, norte de Italia, Bohemia y Moravia, Austria, Hungría, Polonia, Ucrania, Rusia y los países bálticos.
En la esfera del arte judío, el arte asquenazí presenta puntos de convergencia con el arte sefardí, dado que ambos desarrollaron singulares tipologías sinagogales y objetos provistos de características estéticas que a menudo trascienden las meras funciones rituales o litúrgicas del judaísmo. Con todo, las manifestaciones artísticas en cuestión presentan ciertas peculiaridades propias de cada grupo y responden a la tradición, el rito y la liturgia de cada uno de ellos. La caligrafía hebrea sefardí, por ejemplo, posee caracteres redondeados que son bien distintos a aquellos que tienden a ser casi cuadrados en el arte asquenazí; y mientras que los motivos islámicos e hispanos no son ajenos al arte sefardí, el arte asquenazí presenta otros que provienen de las culturas germánicas y eslavas.
En el arte asquenazí, la mayoría de las piezas que responden a este principio datan del período comprendido entre el siglo XI y el siglo XVIII. Aunque a menudo confinado al gueto, el arte asquenazí presenta una asombrosa cantidad de afinidades estilísticas con aquellas que tipifican el arte románico, gótico, renacentista, barroco, rococó y demás desarrollados en el continente europeo.
Con la emancipación de los judíos a partir del siglo XIX, el arte refleja los efectos de la Haskalá, la progresiva integración de los judíos en las sociedades europeas y las tensiones que emanan del conflicto entre tradición y modernización en un contexto europeo en plena transformación y que de rural en buena parte tendió a volverse cada vez más industrializado. Los grandes cambios sociopolíticos del siglo XIX también se hicieron sentir en el arte askenazí. Ya a partir del siglo XIX, más especialmente durante el siglo XX, el aspecto colectivo dará cada vez más lugar a la personalidad propia de cada artista.

## Características y desarrollo

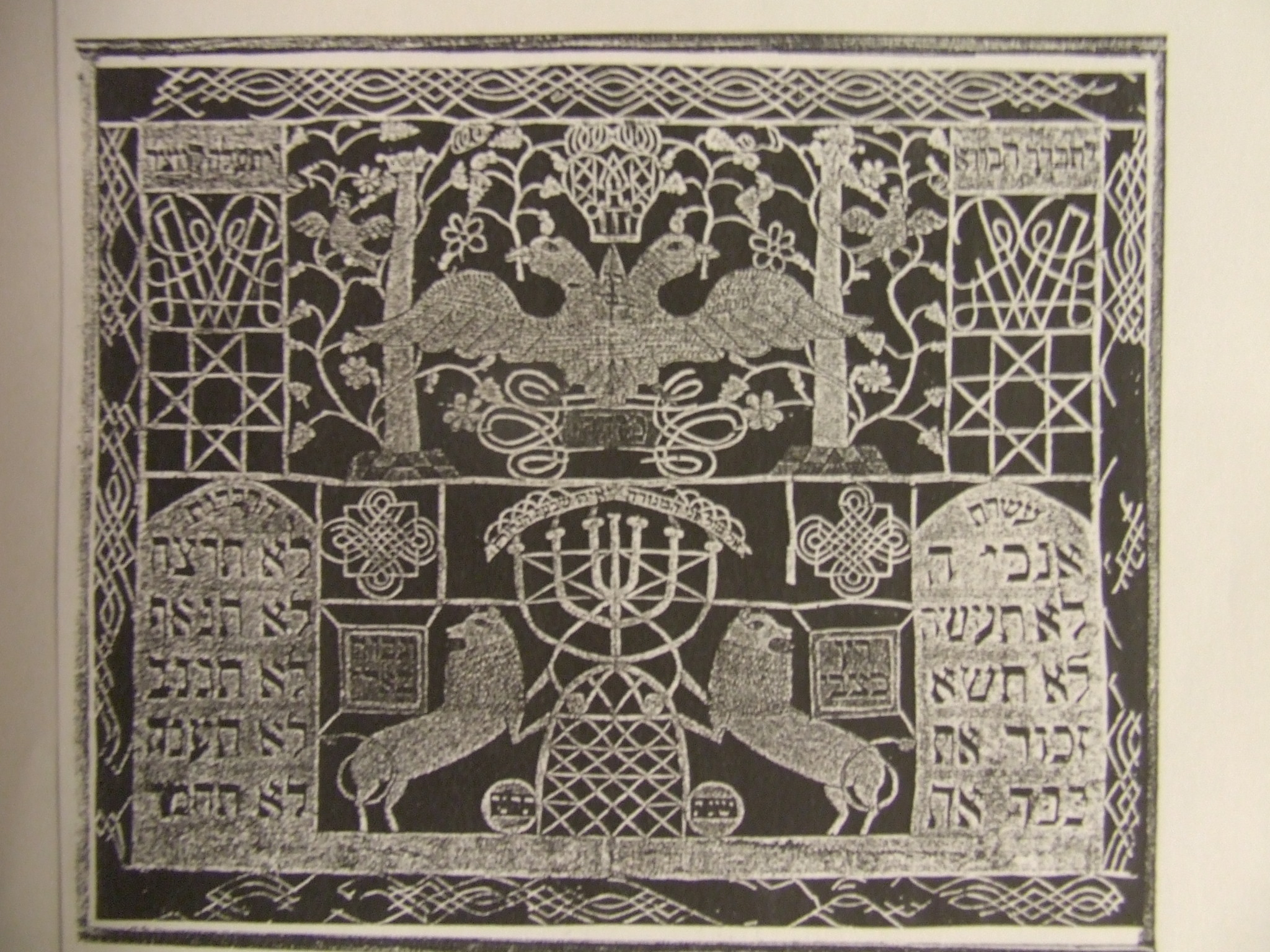
Mizráj (indicador para las plegarias en dirección de Jerusalén), con la Menorá y los Diez Mandamientos en hebreo, recorte de papel, Polonia,.

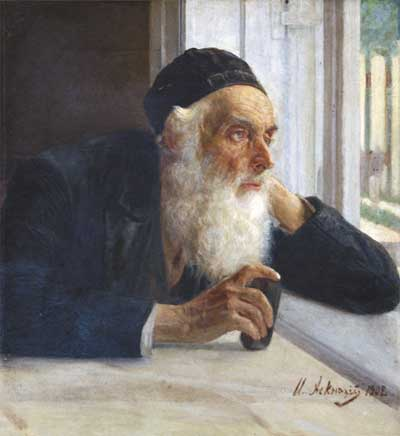
Isaac Asknaziy, Retrato de anciano judío, 1902.

El arte asquenazí suele prescindir de numerosos elementos figurativos, aunque en determinados casos presenta influencias del arte cristiano, e incorpora debido a ello algunos motivos figurativos o adapta los estilos del arte europeo a sus propias necesidades.
Los manuscritos miniados askenazíes presentan escrituras con tipografías hebreas cuadradas e interesantes trabajos en micrografía. También existen manuscritos miniados renacentistas, como la Hagadá de Pésaj de Joel ben Simon, Arba’a Turim de Jacob ben Asher, y la Miscelánea Rothschild.
Entre las sinagogas asquenazíes medievales se destacan aquellas de Erfurt, Worms, Ratisbona y Praga. Numerosas sinagogas de Europa Oriental fueron construidas en madera y entre ellas notables fueron la Sinagoga Jodorov en Ucrania y la Sinagoga Volpa en Polonia durante los siglos XVII y XVIII. Como resultado del Iluminismo y la Haskalá, la emancipación de los judíos europeos conllevó la edificación de numerosas sinagogas decimonónicas, siendo representativos de ello el Primer Templo Reformista de Hamburgo, la Sinagoga de Épernay, la Nueva Sinagoga de Berlín, la Gran Sinagoga de Varsovia y la Gran Sinagoga de Budapest.
Aunque existieron artistas askenazíes que produjeron objetos de arte ritual entre los siglos XI y XVIII, su entrada en el campo de las artes visuales propiamente dichas tuvo lugar e incluso considerable influencia desde el siglo XIX en adelante. Entre los artistas asquenazíes más importantes figuran Moritz Daniel Oppenheim, Maurycy Gottlieb, William Rothenstein, Leopold Pilichowski, Max Liebermann, Ephraim Moses Lilien, Isidor Kaufmann y Mauricy Minkowski; en el siglo XX se destacan Marc Chagall, Chaim Soutine, Isaachar Ryback, Otto Freundlich, El Lissitzky, Dora Maar, Man Ray, Meret Oppenheim, Jacques Lipchitz y Jacob Epstein.
Las crisis sociopolíticas europeas y el antisemitismo alteraron el curso de la historia del arte asquenazí. De ellos resultaron enormes olas emigratorias dirigidas principalmente hacia el continente americano entre fines del siglo XIX y principios del siglo XX. Otro factor decisivo fue el Holocausto.
En lo que respecta a la influencia del Holocausto en las artes visuales, particularmente significativas son las expresiones de Elsa Pollak, Samuel Bak y Mauricio Lasansky.
Durante y luego de la Segunda Guerra Mundial importante fue la contribución gráfica de Arthur Szyk, artista e ilustrador sionista que realizó trabajos tales para la Hagadá de Pésaj y el Libro de Esther, así como también una memorable estampa conmemorando el Levantamiento del Gueto de Varsovia y algunos diseños gráficos para estampillas del entonces recientemente creado Estado de Israel.

## Arquitectura sinagogal

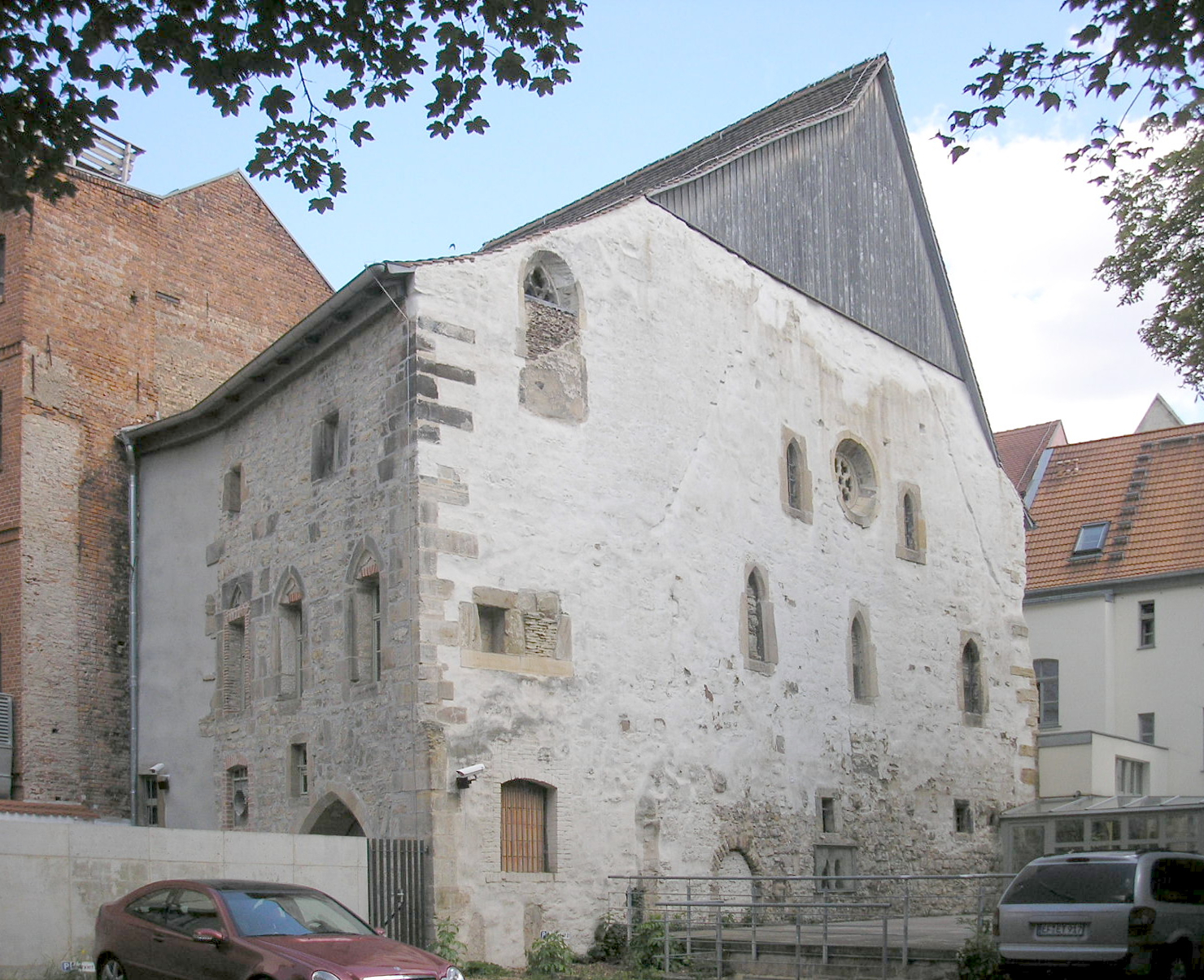
Antigua Sinagoga, Érfurt, Alemania, 1094
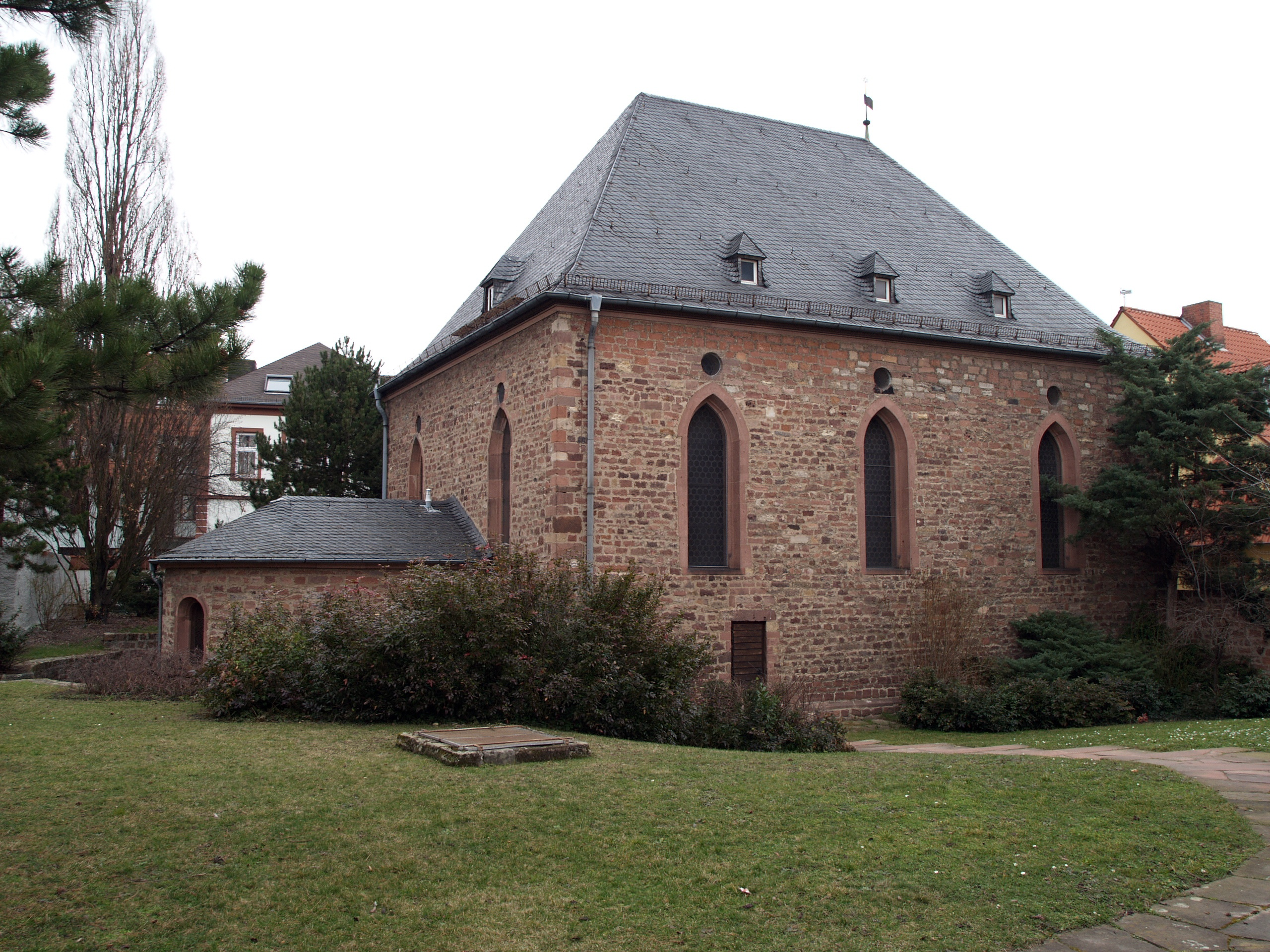
Complejo Sinagogal de Rashi, Worms, Alemania, 1175
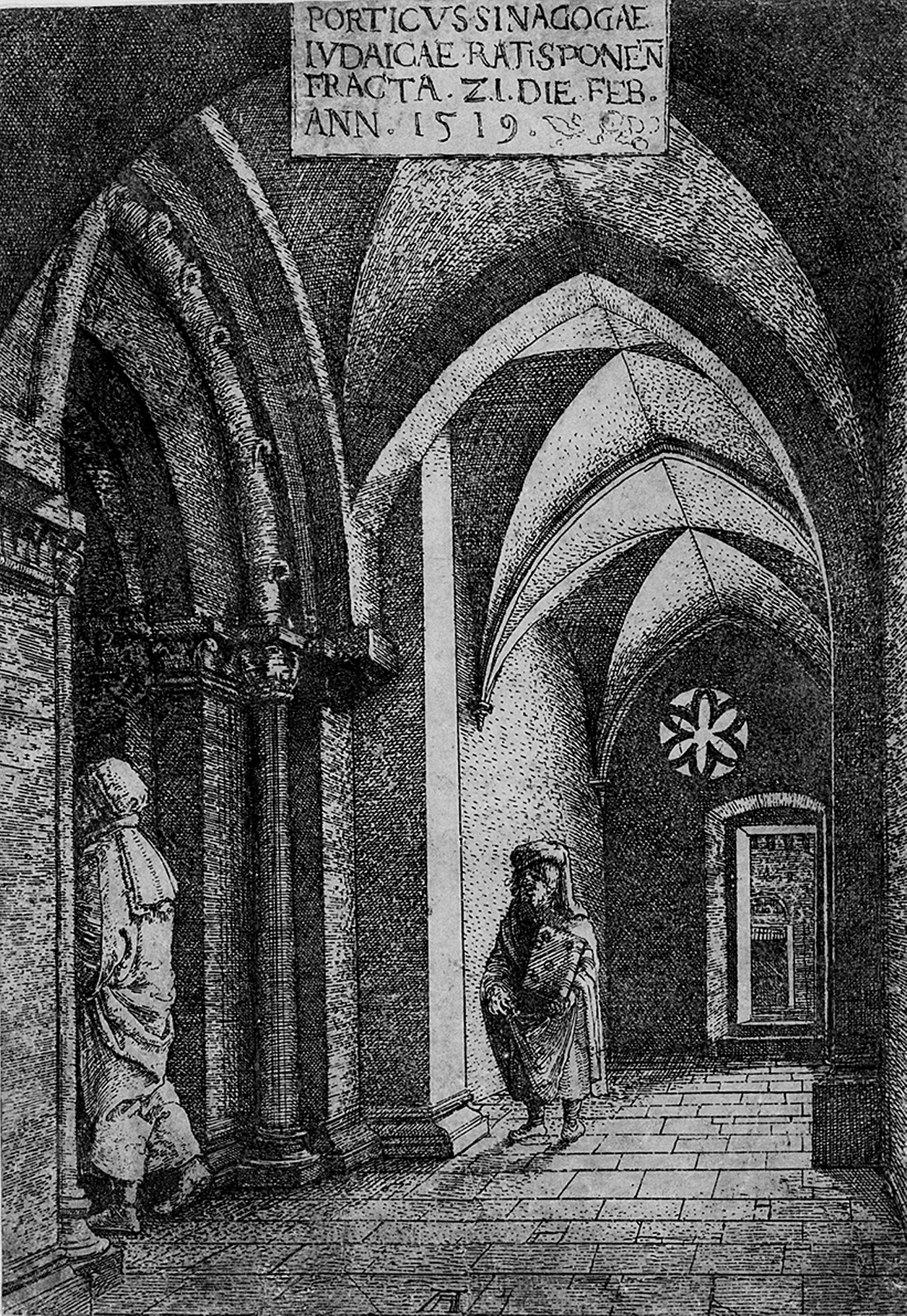
Sinagoga de Ratisbona, Alemania, 1227
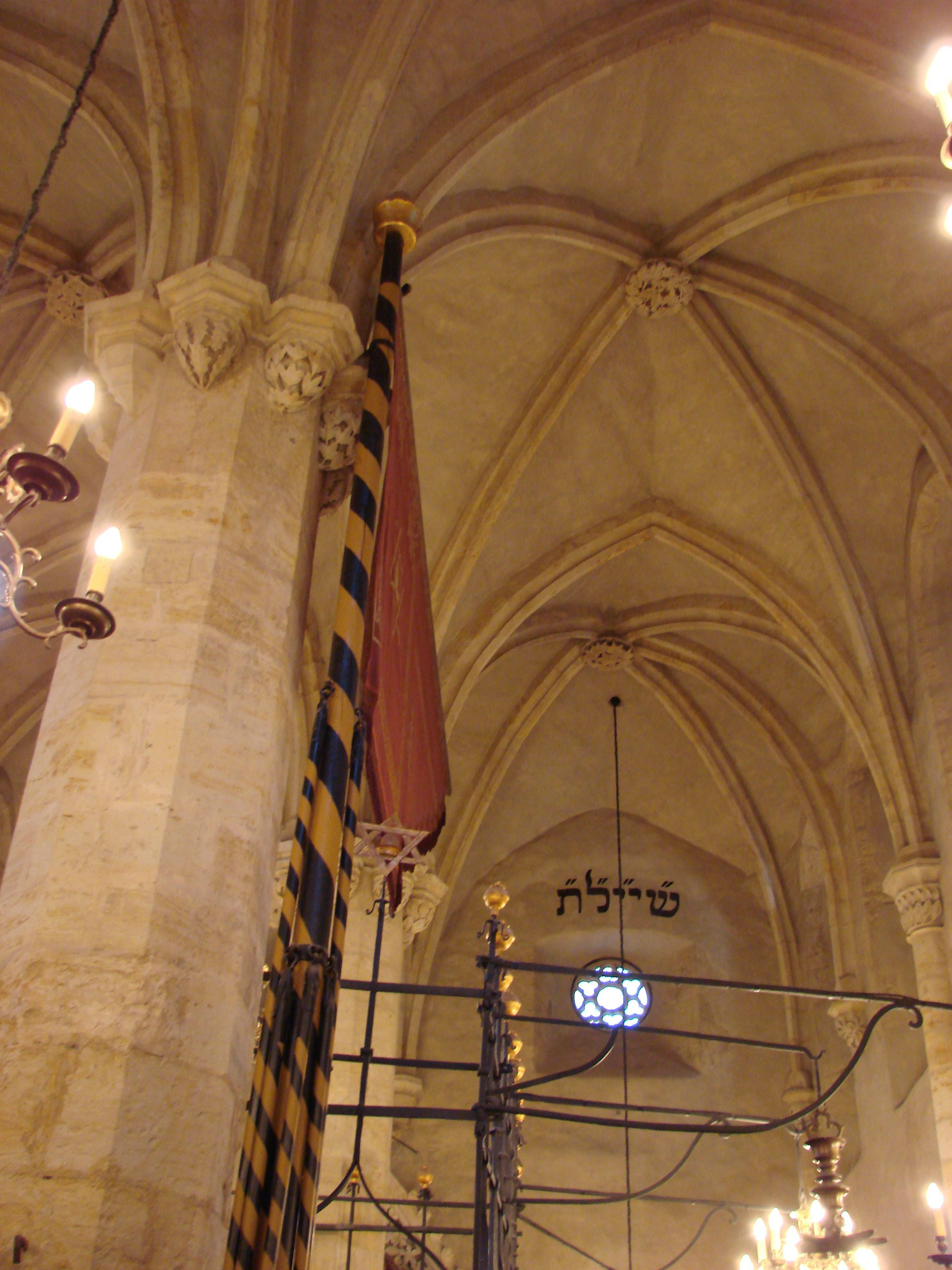
Sinagoga Vieja-Nueva (Esnoga o Alte Neue Synagogue), Praga, 1270.
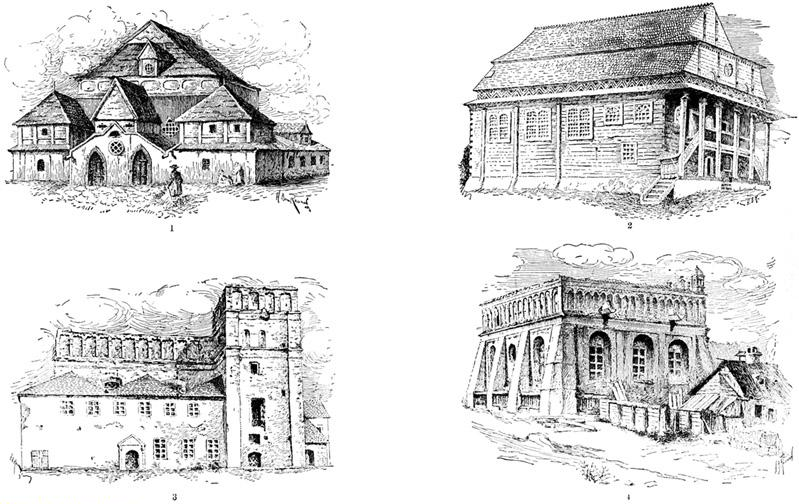
Sinagogas rusas y polacas
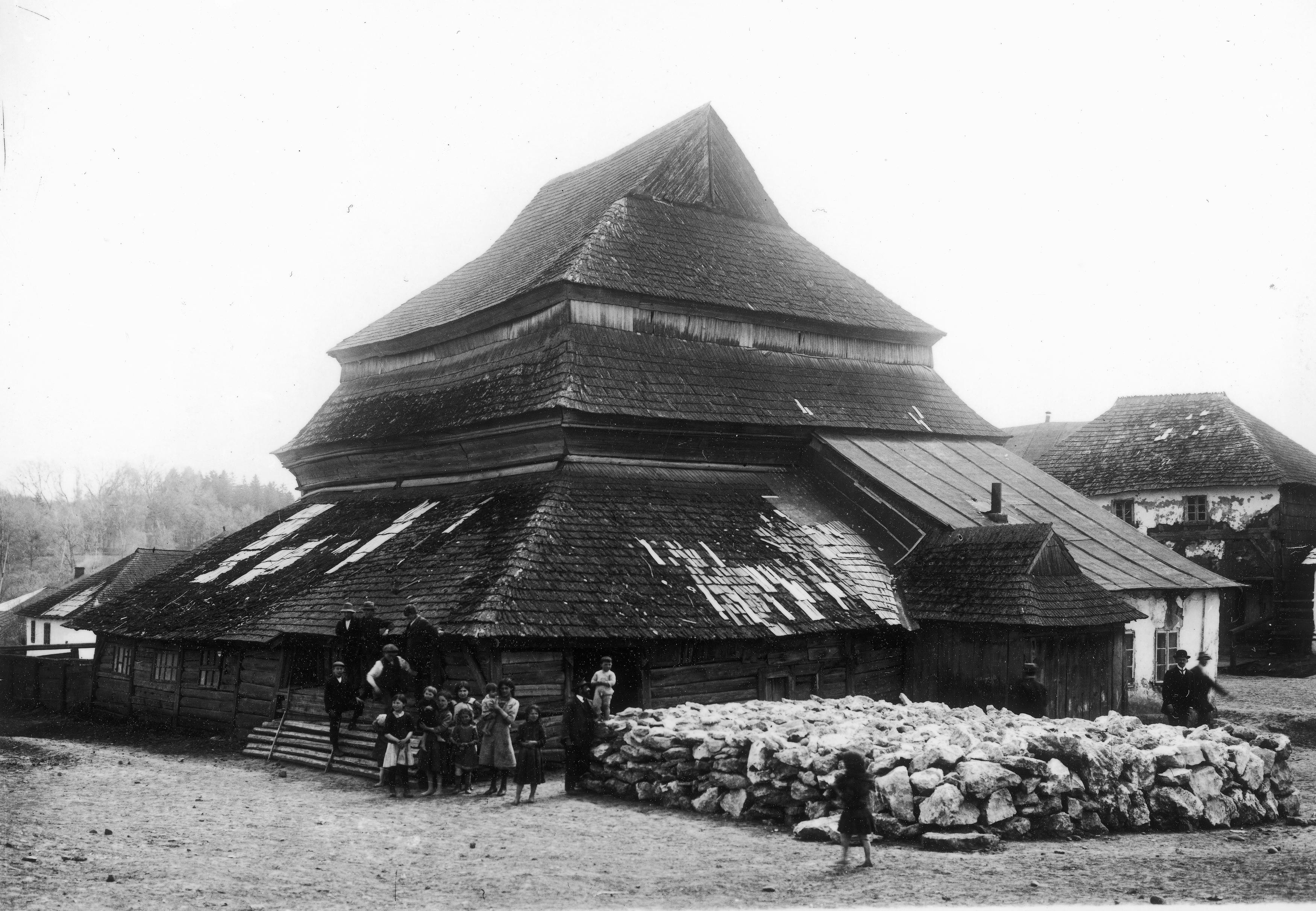
Sinagoga de madera de Gvozdets (Gwoździec), Ucrania, siglo XVII.
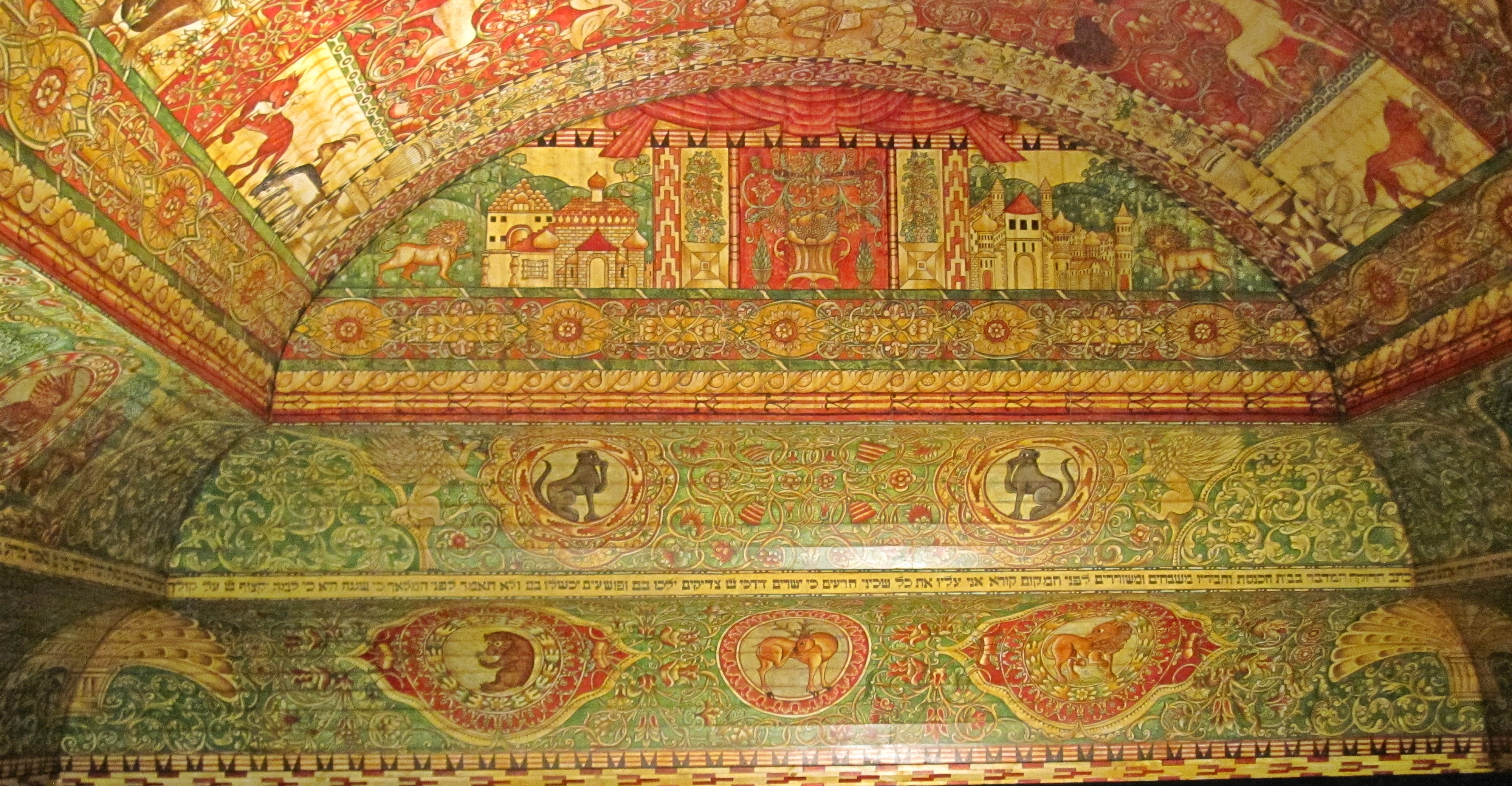
Israel ben Mordejai Lisnicki de Jaryczow, Pinturas del cielorraso abovedado de la Sinagoga Jódorov (ingl. Chodorov), Galitzia, Ucrania, 1652.
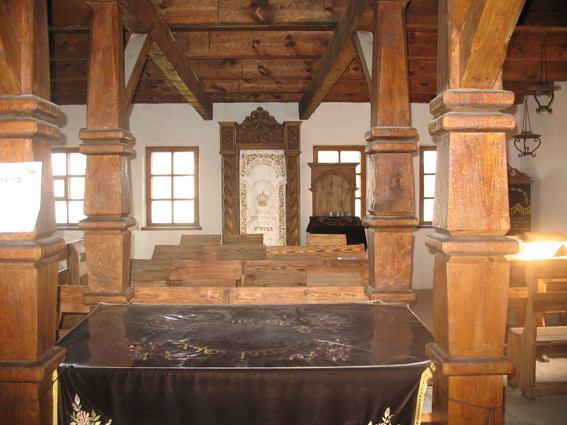
Sinagoga del Baal Shem Tov, Ucrania, c. 1700
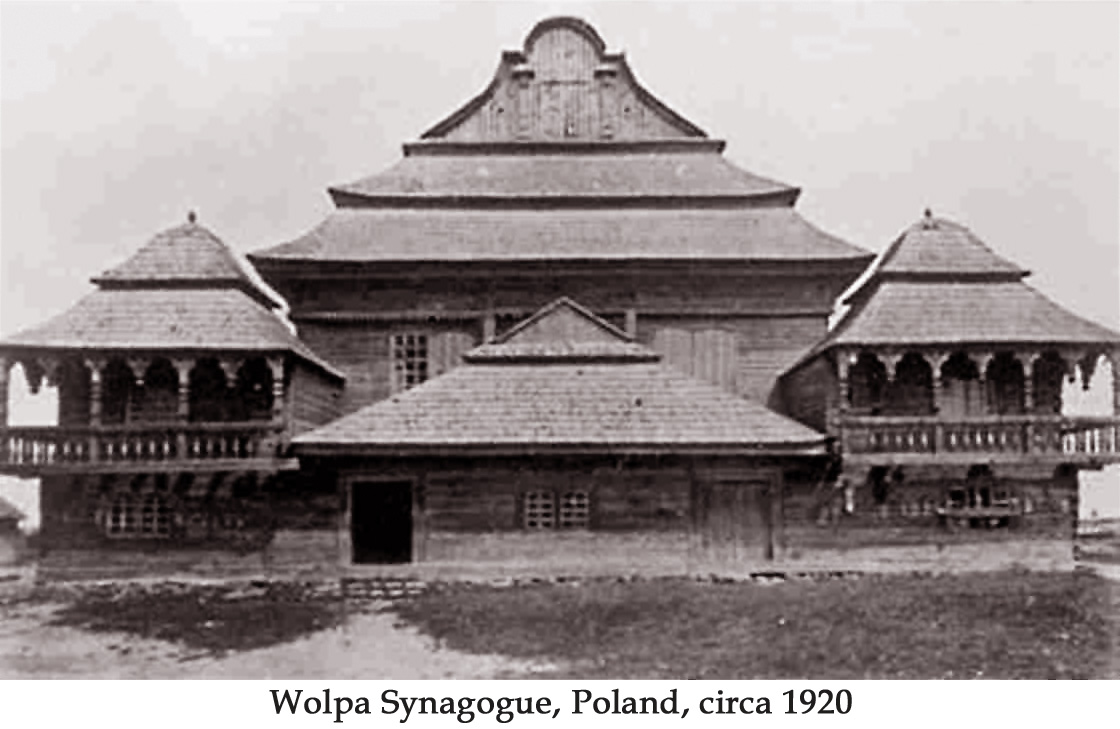
Sinagoga de Wolpa, Polonia (hoy Bielorrusia), 1750.
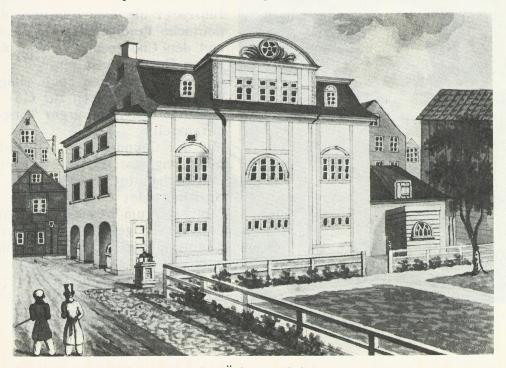
Primer Templo Reformista, Hamburgo, 1818
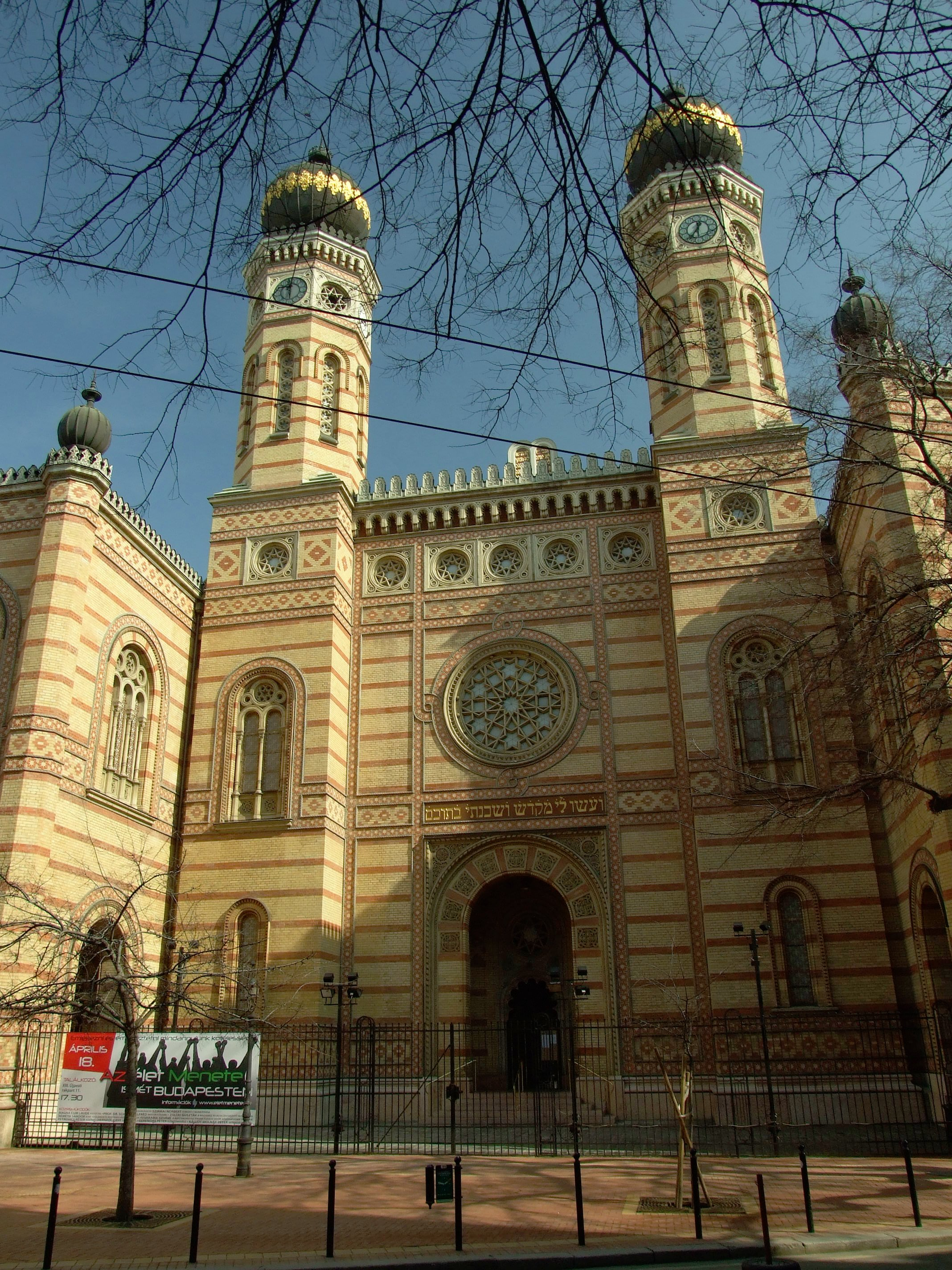
Gran Sinagoga de Budapest, 1854-1859
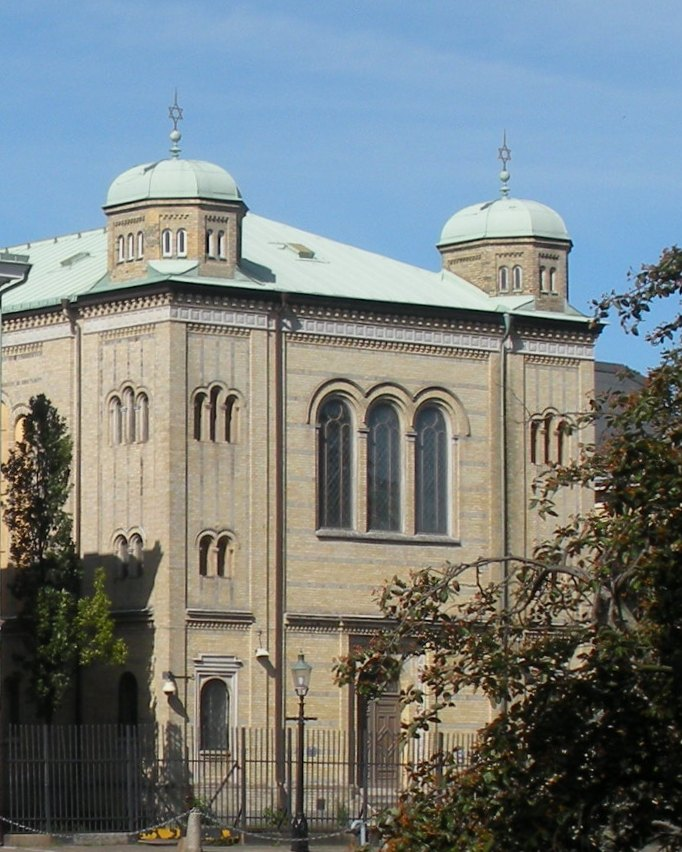
Sinagoga de Gotemburgo, Suecia, 1855
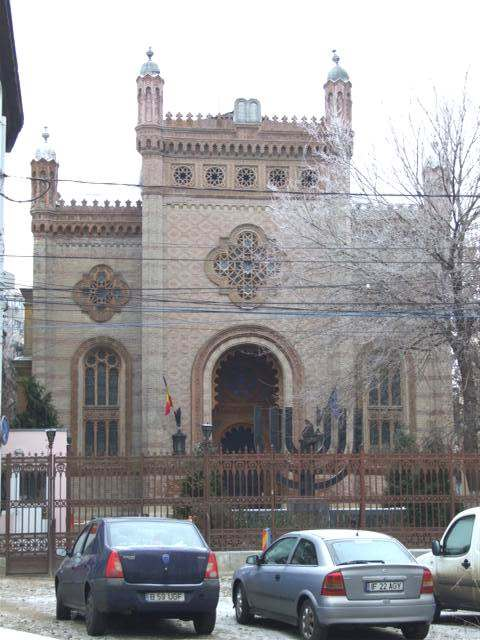
Templo Coral, Bucarest, Rumania, 1857
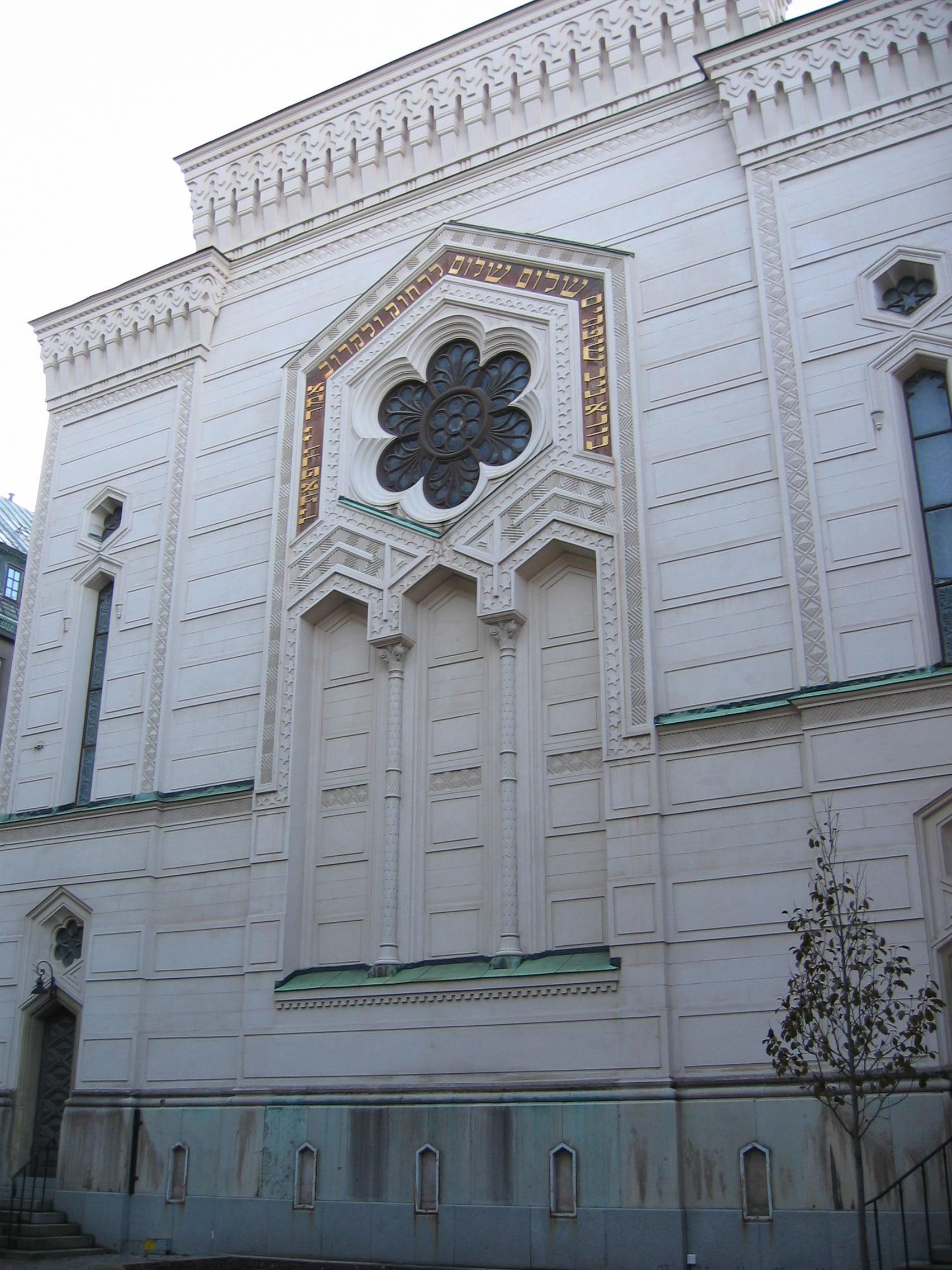
Sinagoga de Estocolmo, Suecia, 1862
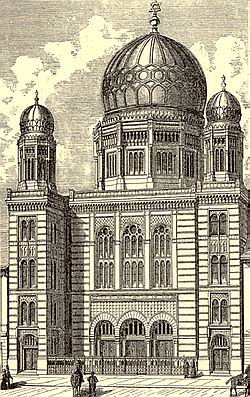
Nueva Sinagoga, Berlín, 1866
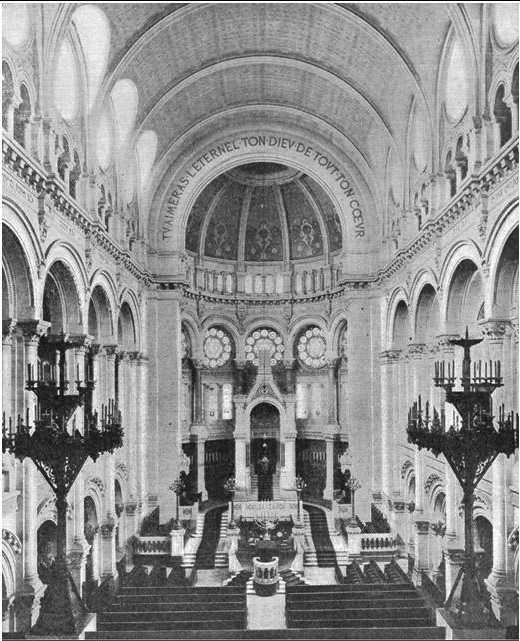
Gran Sinagoga de París, rue de la Victoire, 1867-1874
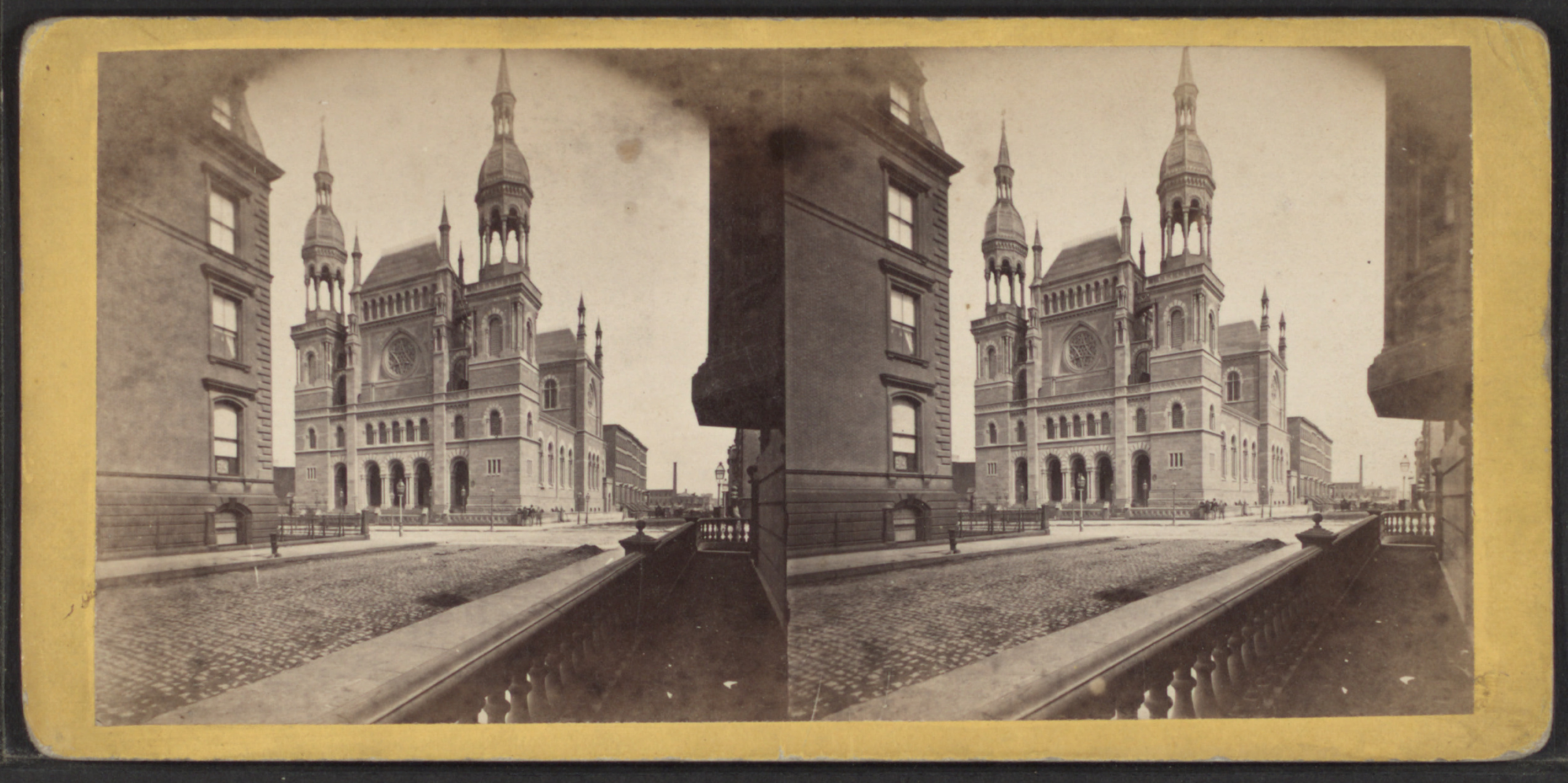
Antigua Sinagoga, Nueva York, 1868.
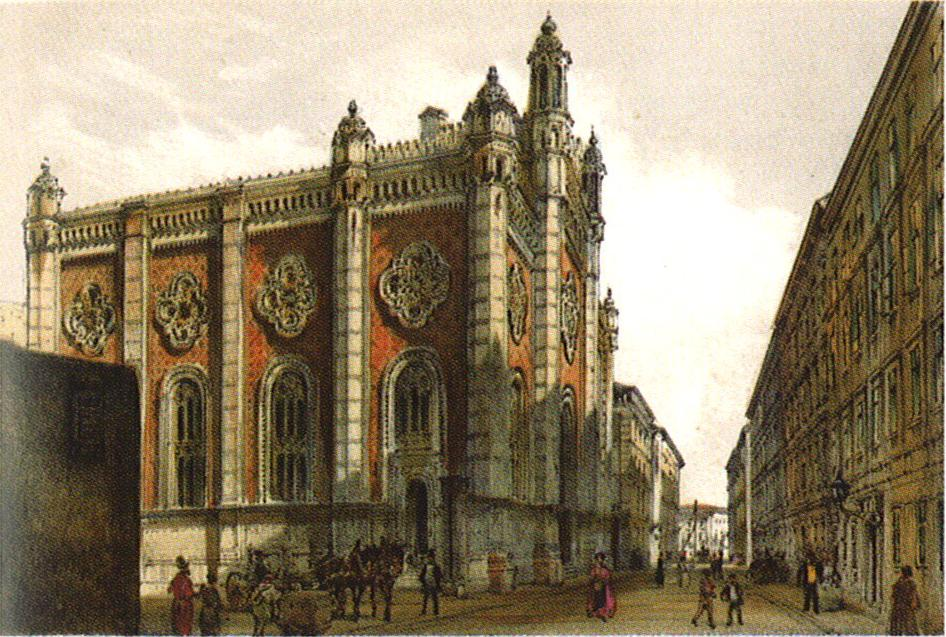
Antigua Sinagoga de Viena, 1868 (destruida en 1938).
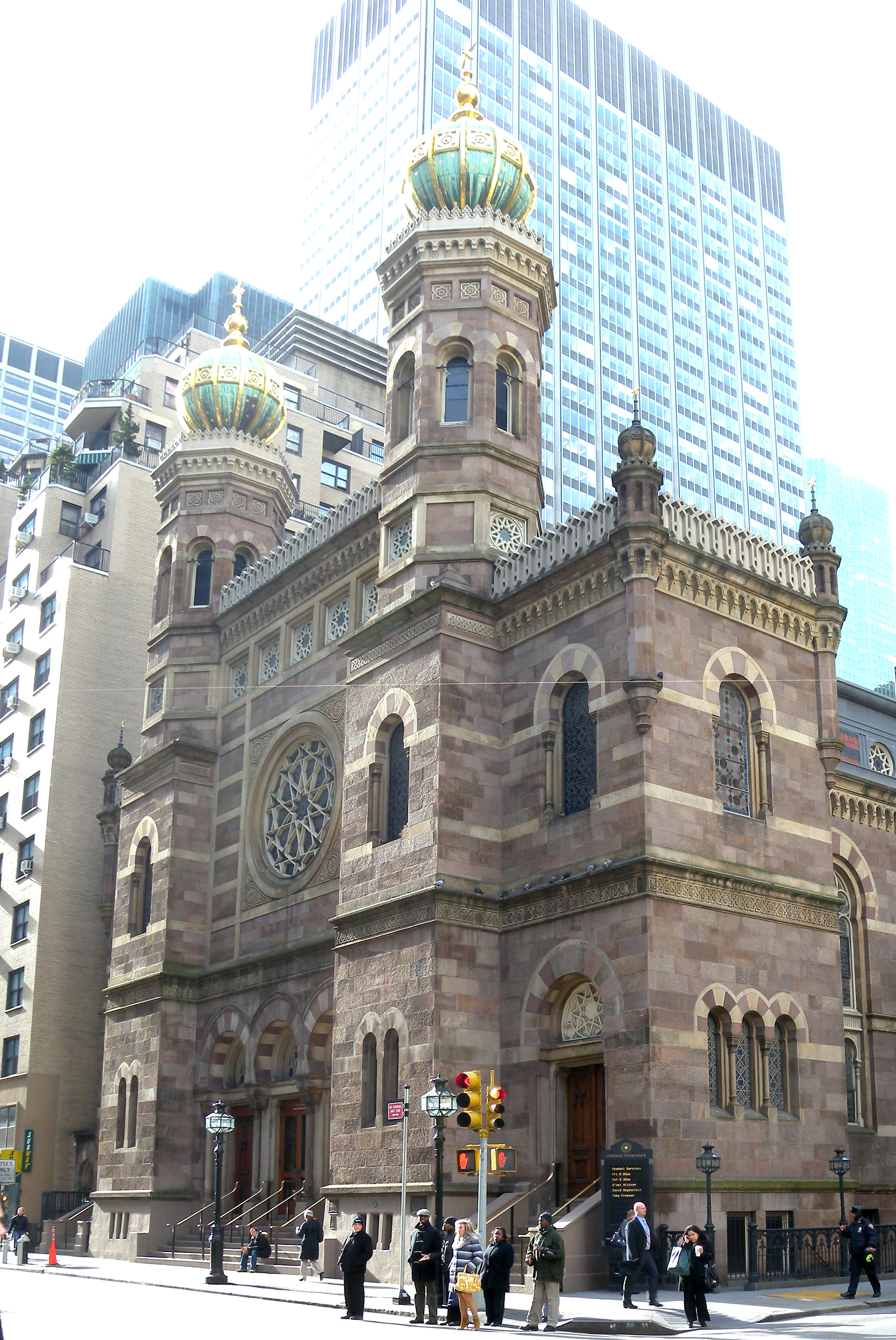
Sinagoga Central, Nueva York, 1872
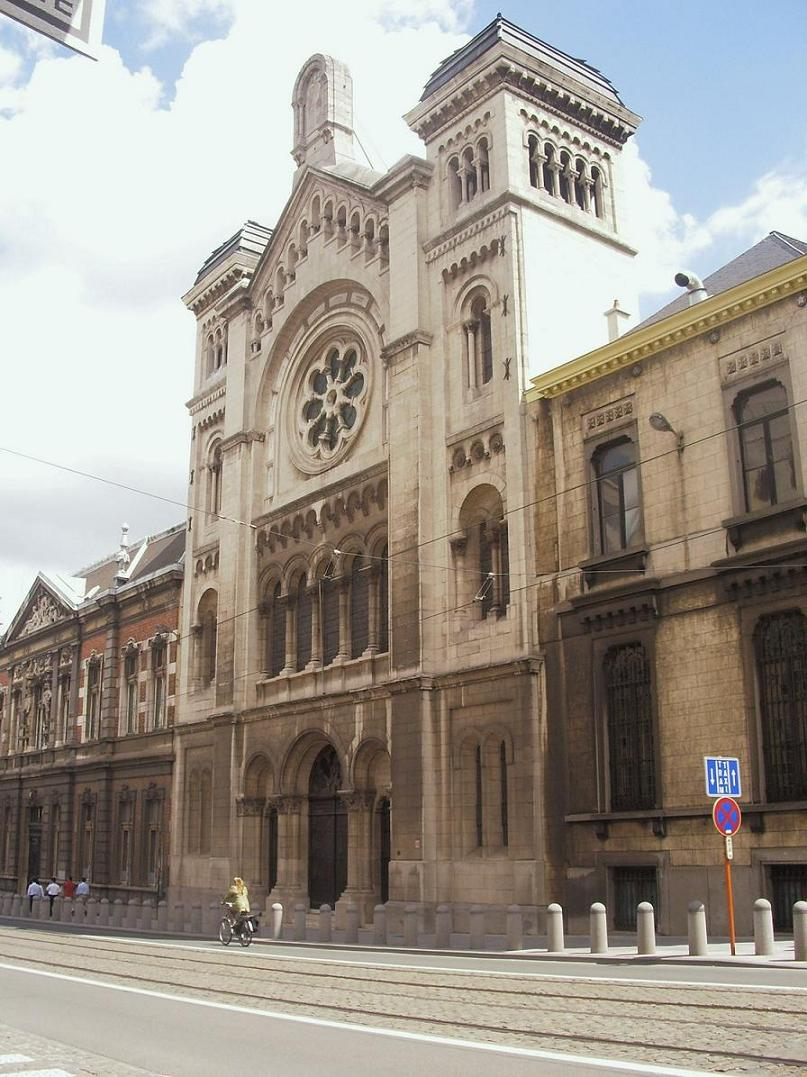
Gran Sinagoga de Bruselas, rue de la Régence, 1878
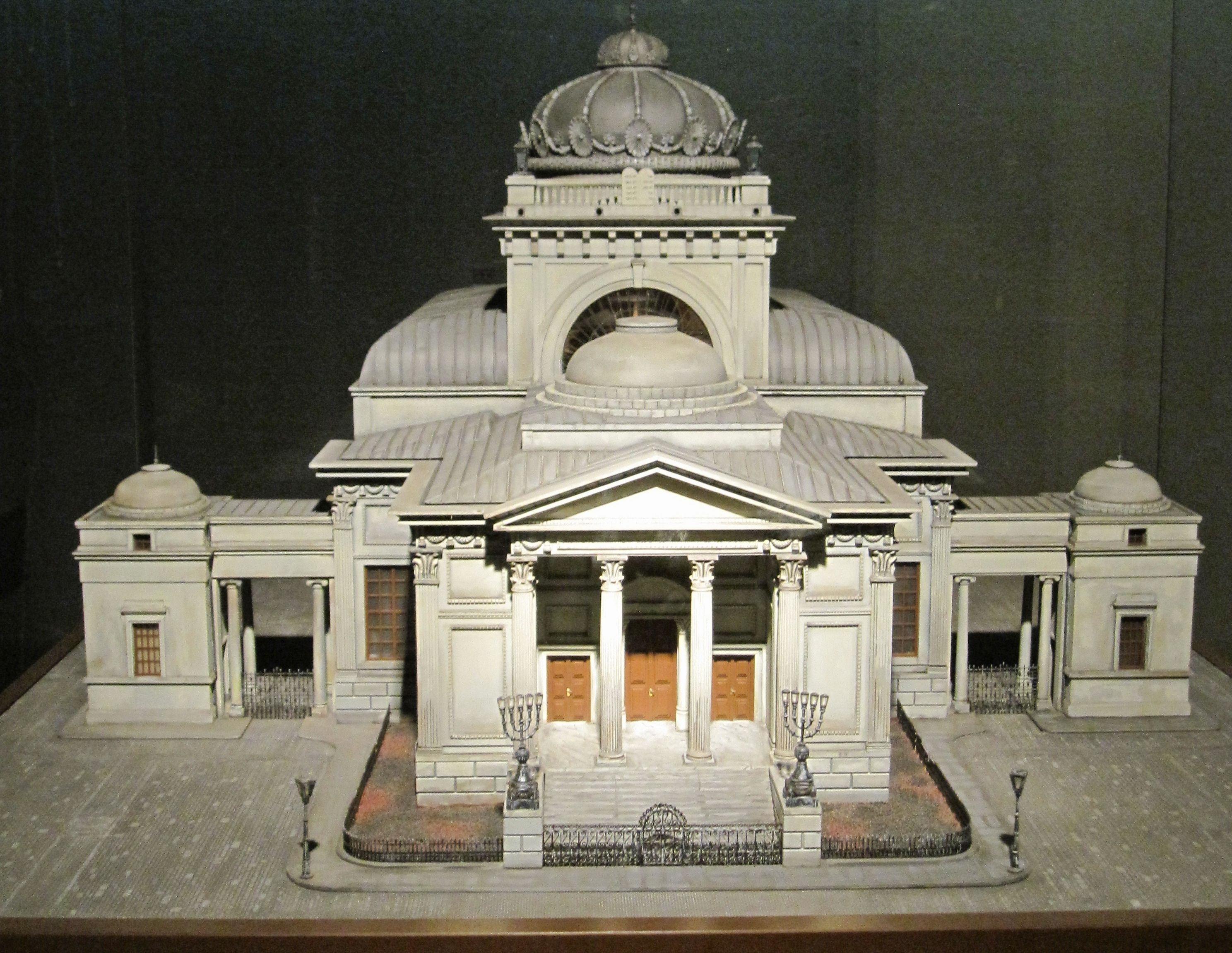
Modelo de la Gran Sinagoga de Varsovia, Polonia, 1875-1878 (dinamitada durante el Holocausto).
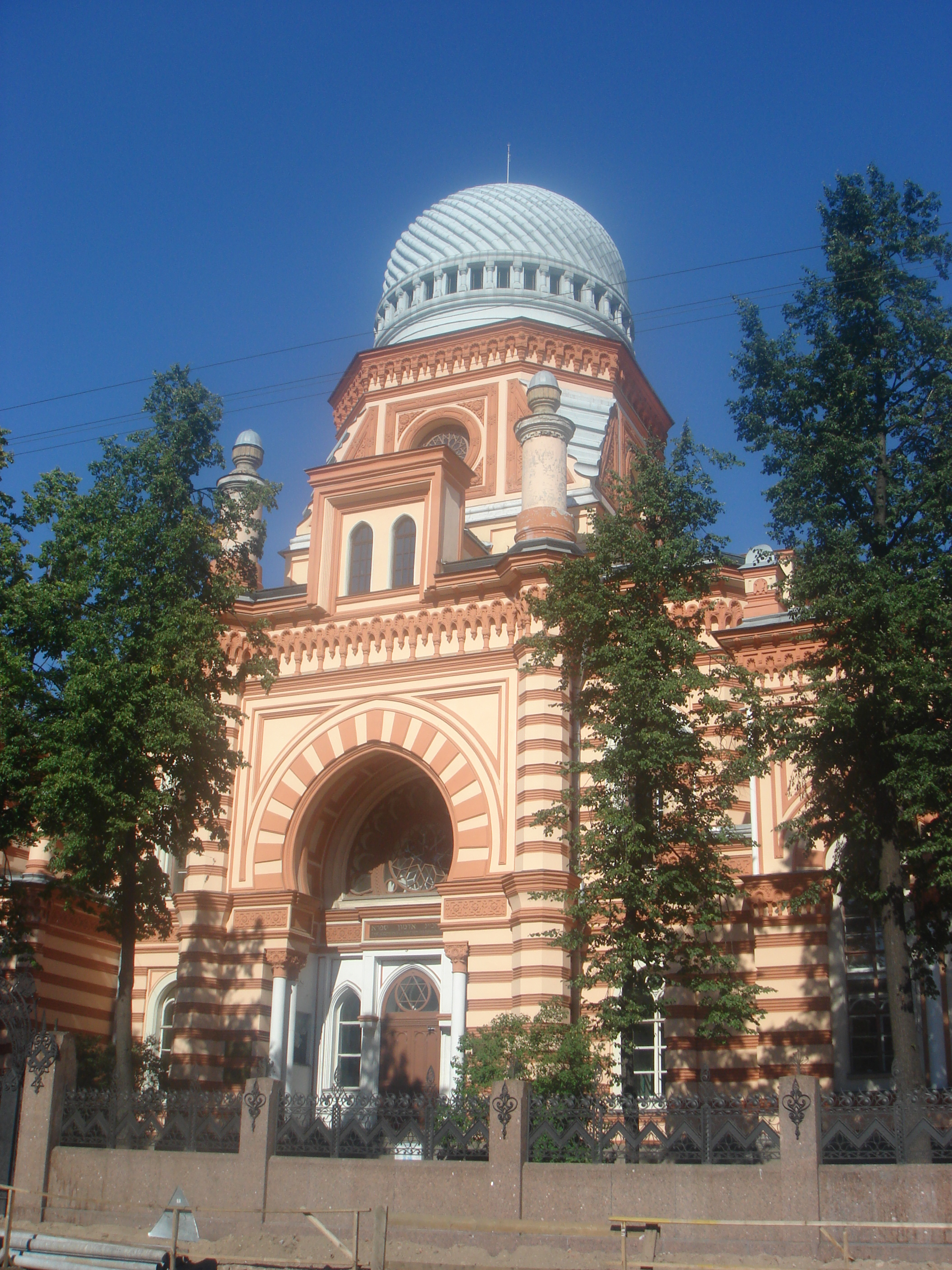
Gran Sinagoga Coral de San Petersburgo, 1880-1888
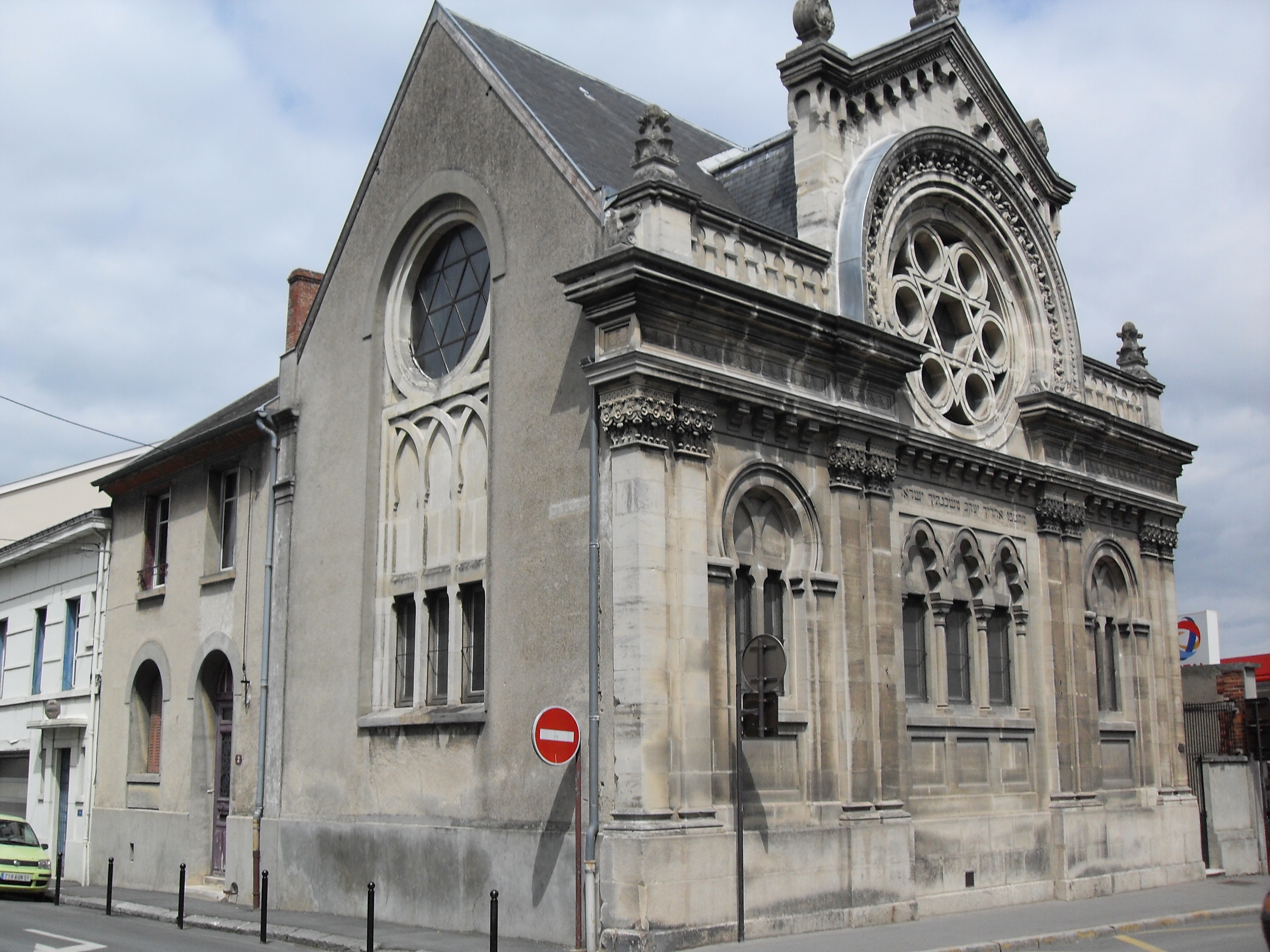
Sinagoga de Épernay, Marne, Francia, 1889-1890
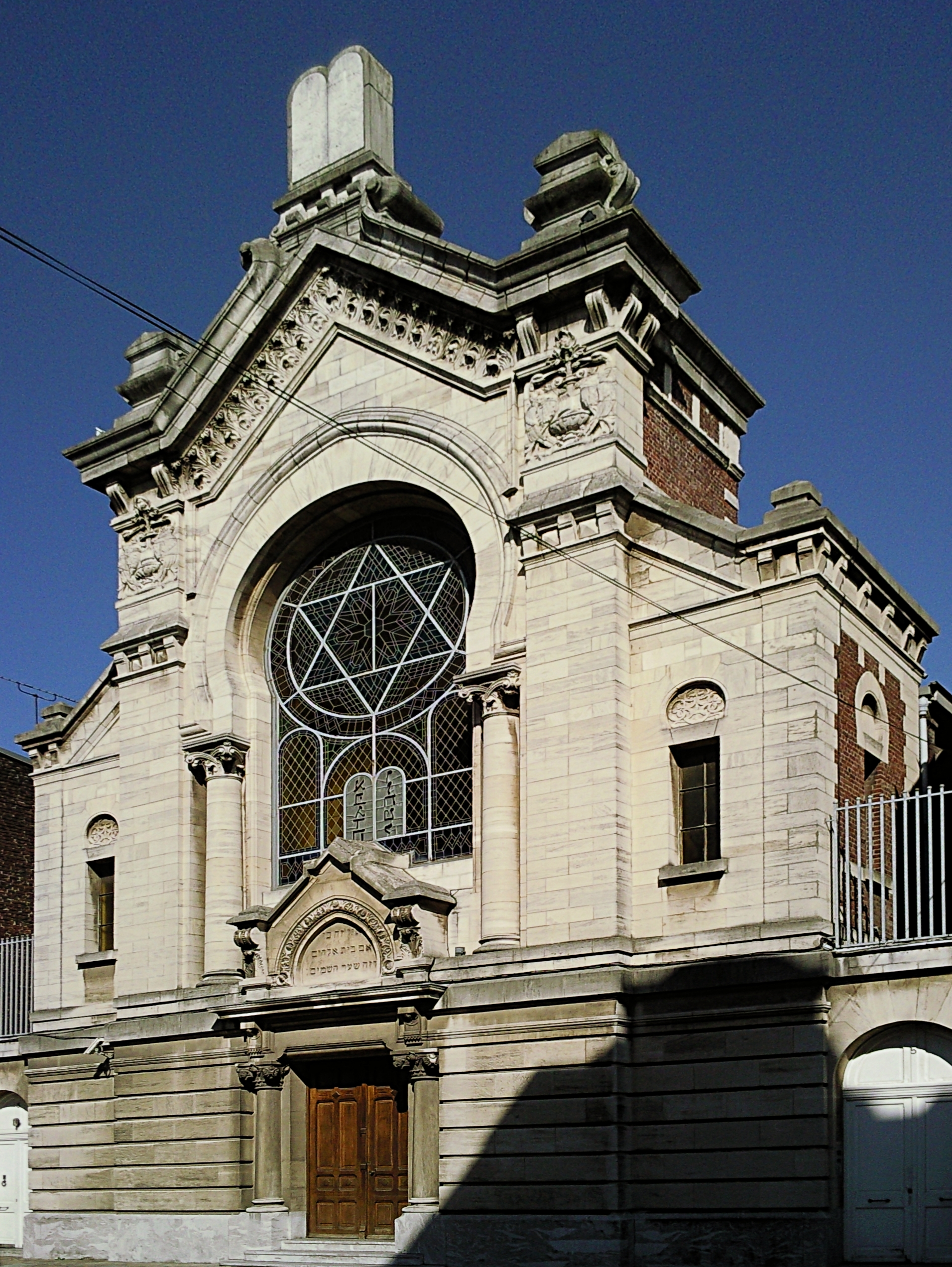
Sinagoga de Lille, 1891
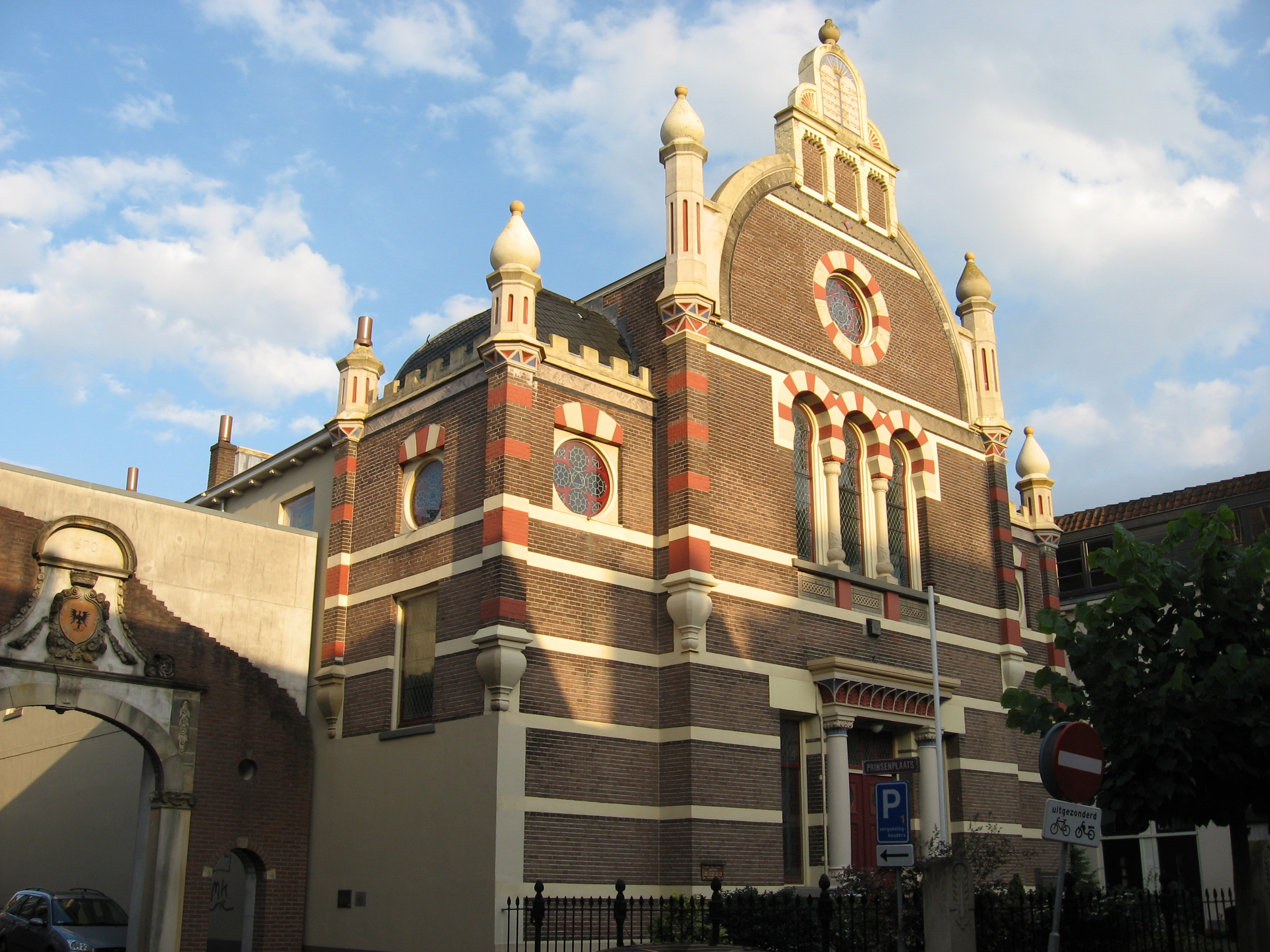
Gran Sinagoga de Deventer, Holanda, 1892
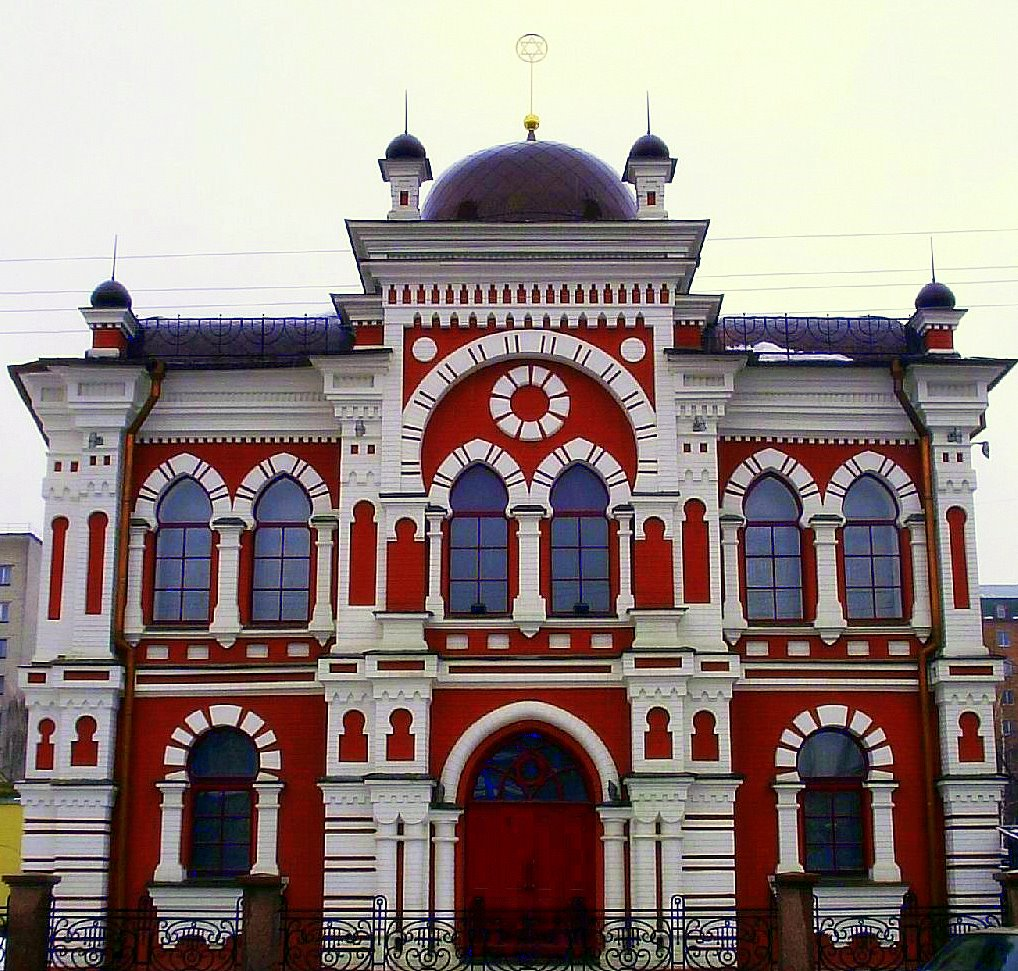
Gran Sinagoga Coral de Kiev, 1895
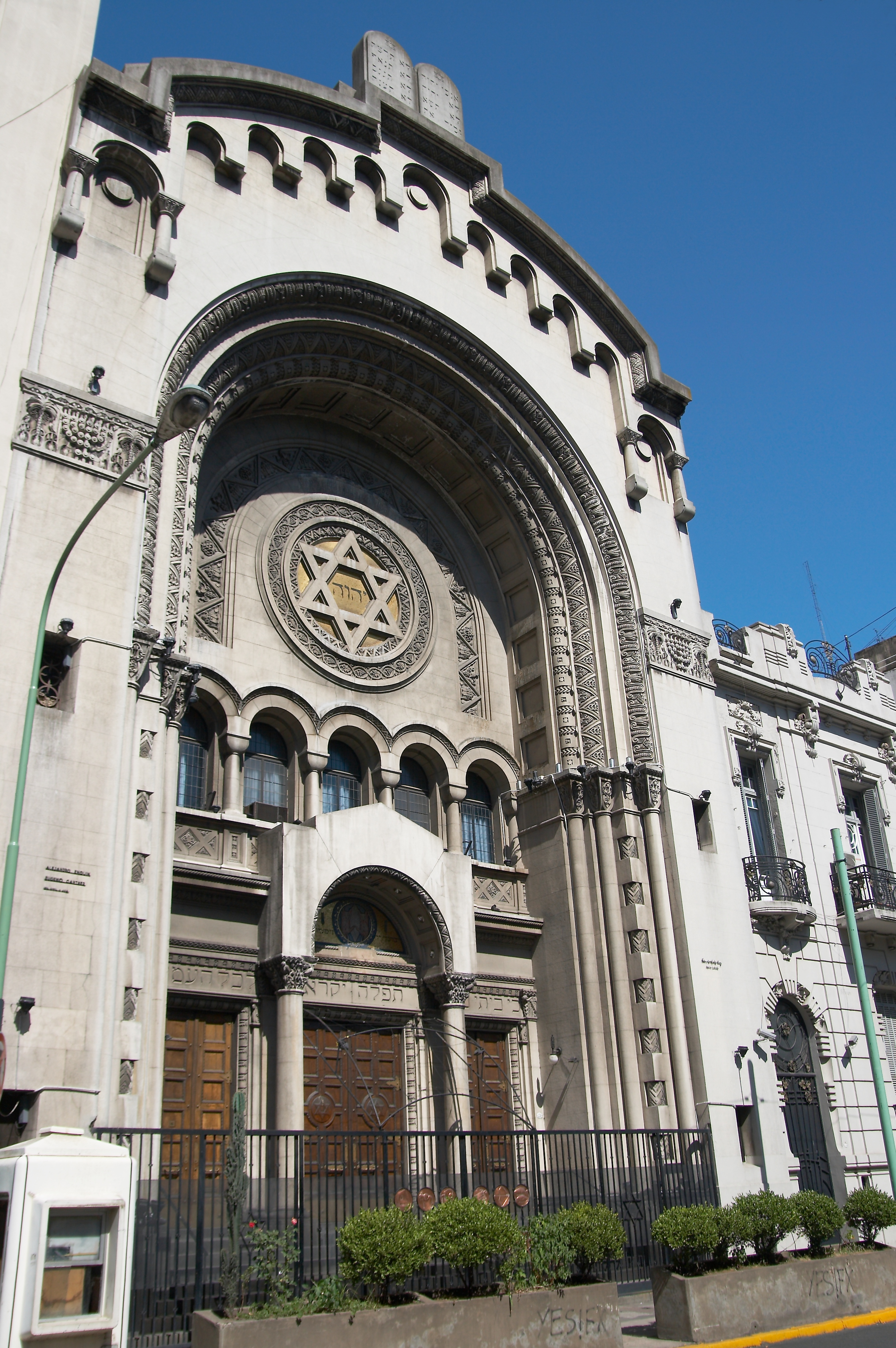
Templo Libertad, Buenos Aires, 1897
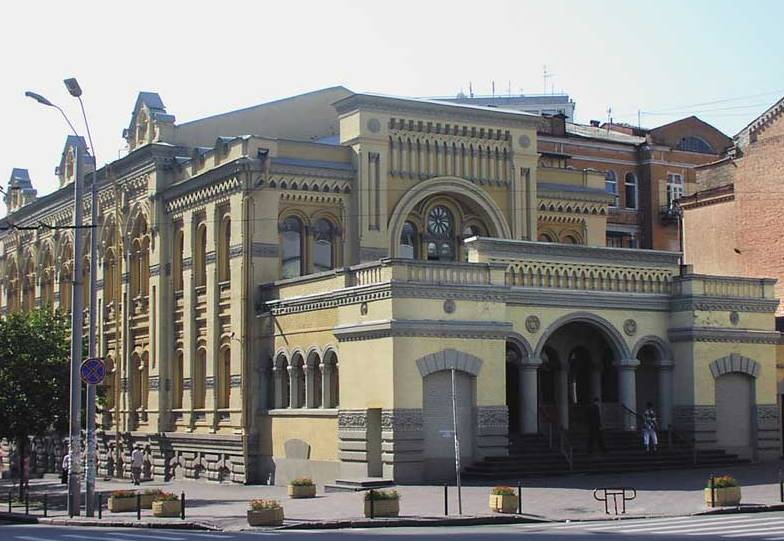
Sinagoga Brodsky, Kiev, 1898
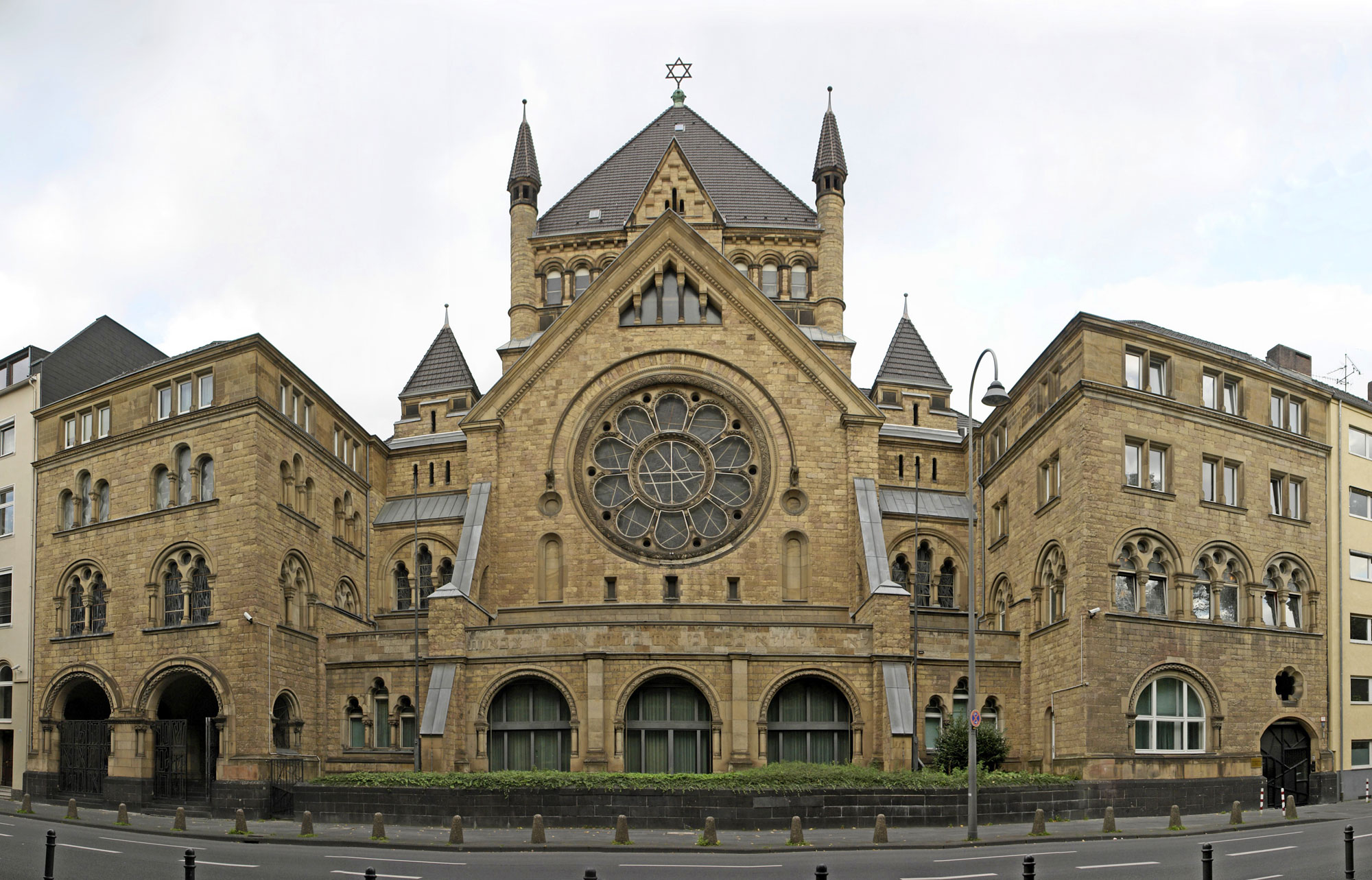
Sinagoga de Colonia, Alemania, 1899
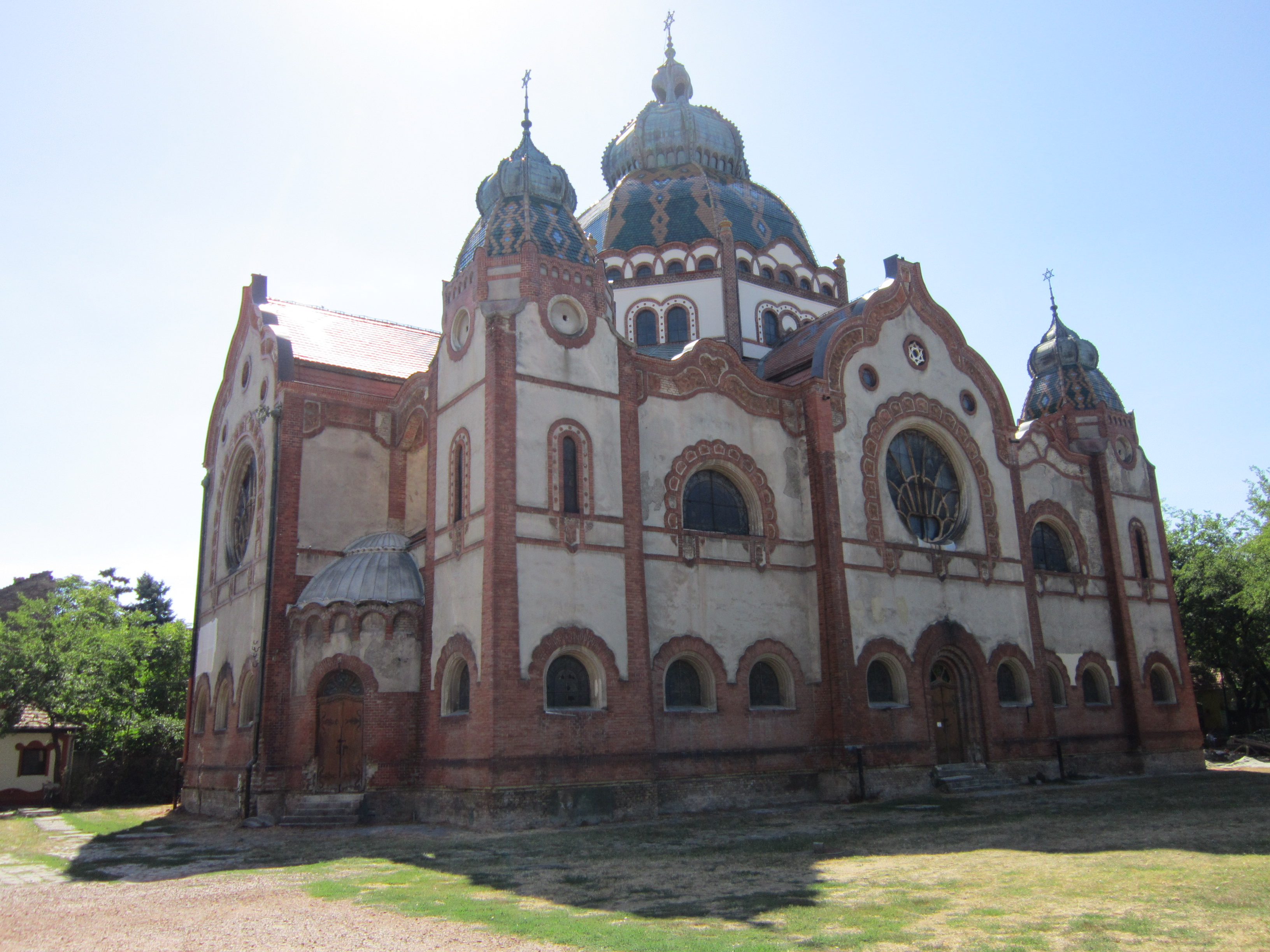
Sinagoga de Subotica, Serbia, 1901-02
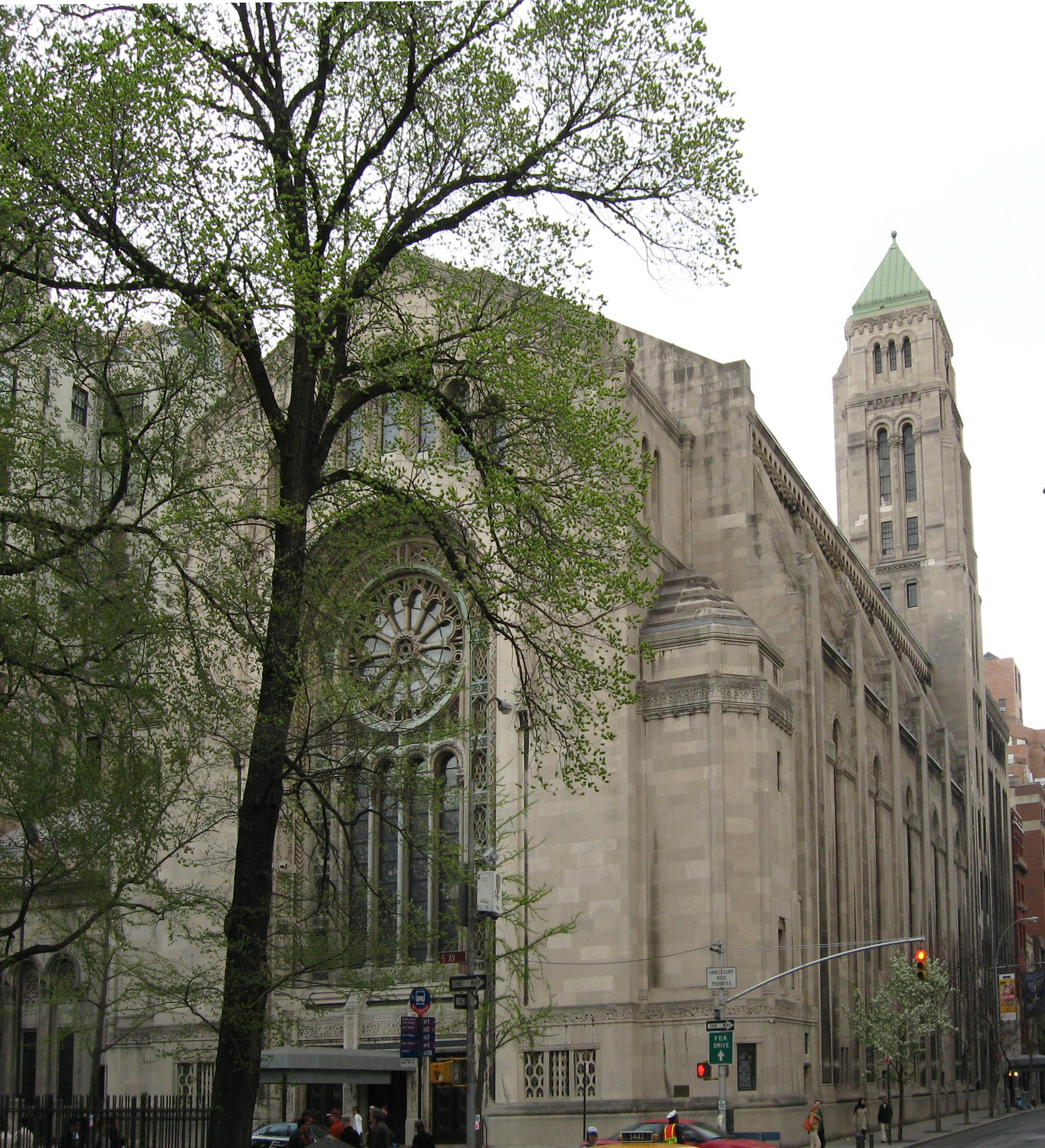
Templo Emanu-El, Nueva York, 1929. Exterior
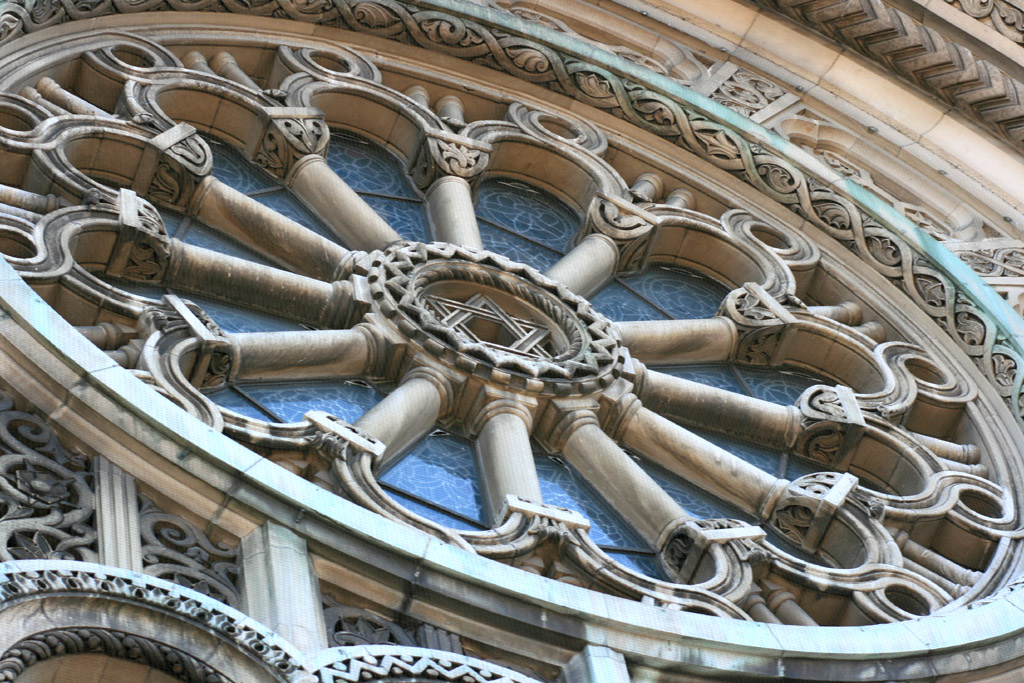
Idem. Rosetón
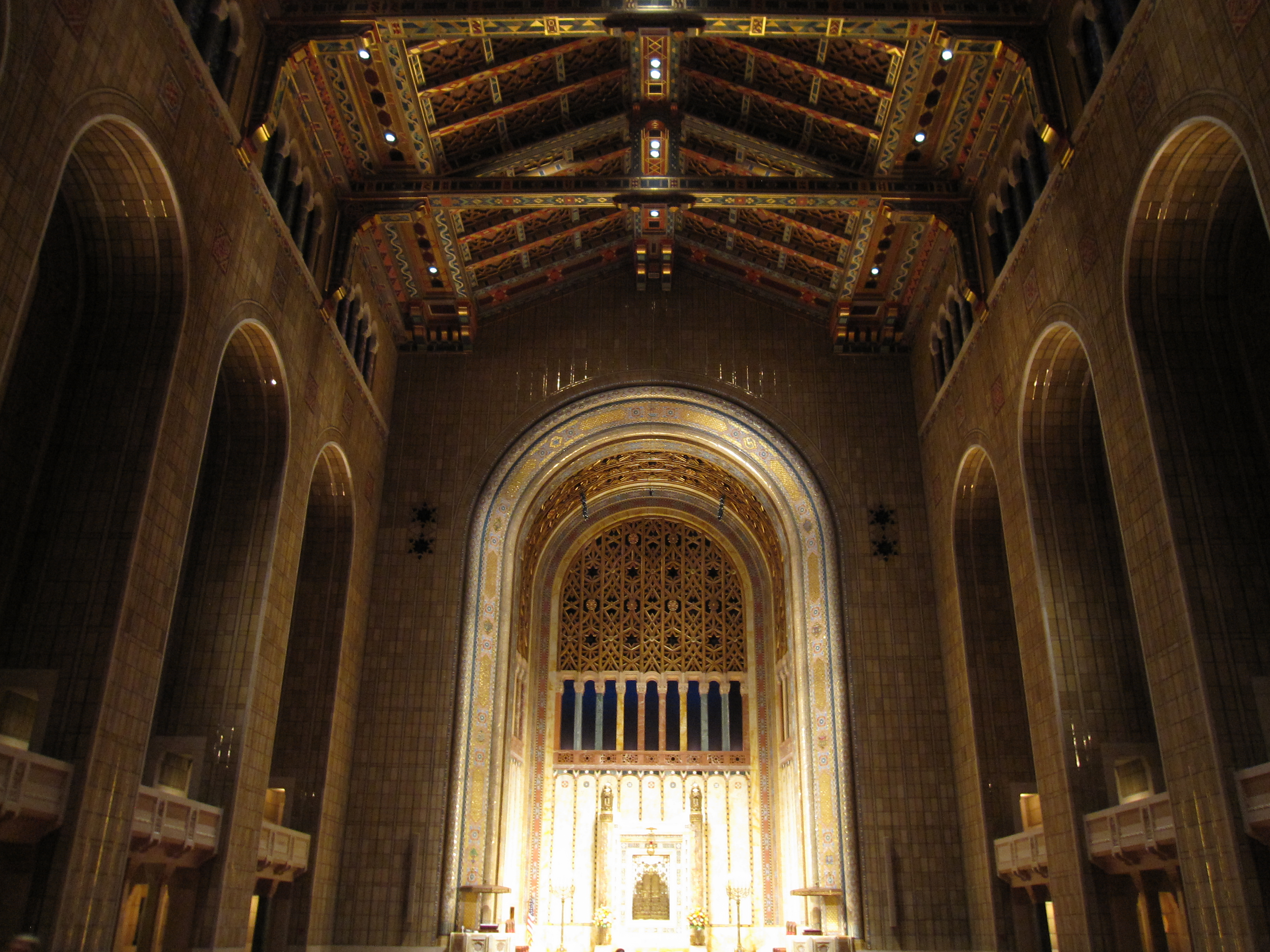
Idem. Interior
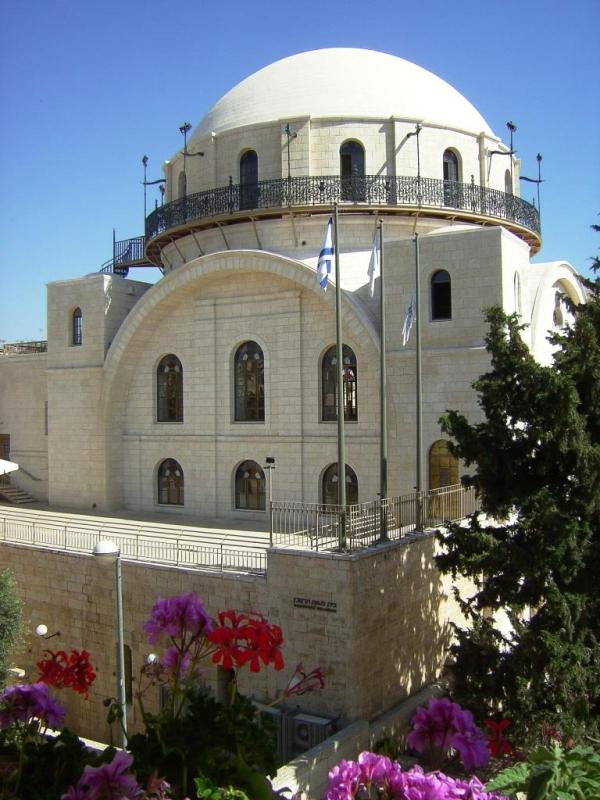
Nahum Meltzer, Restauración de la Sinagoga Hurva, Jerusalén, 2006-2010
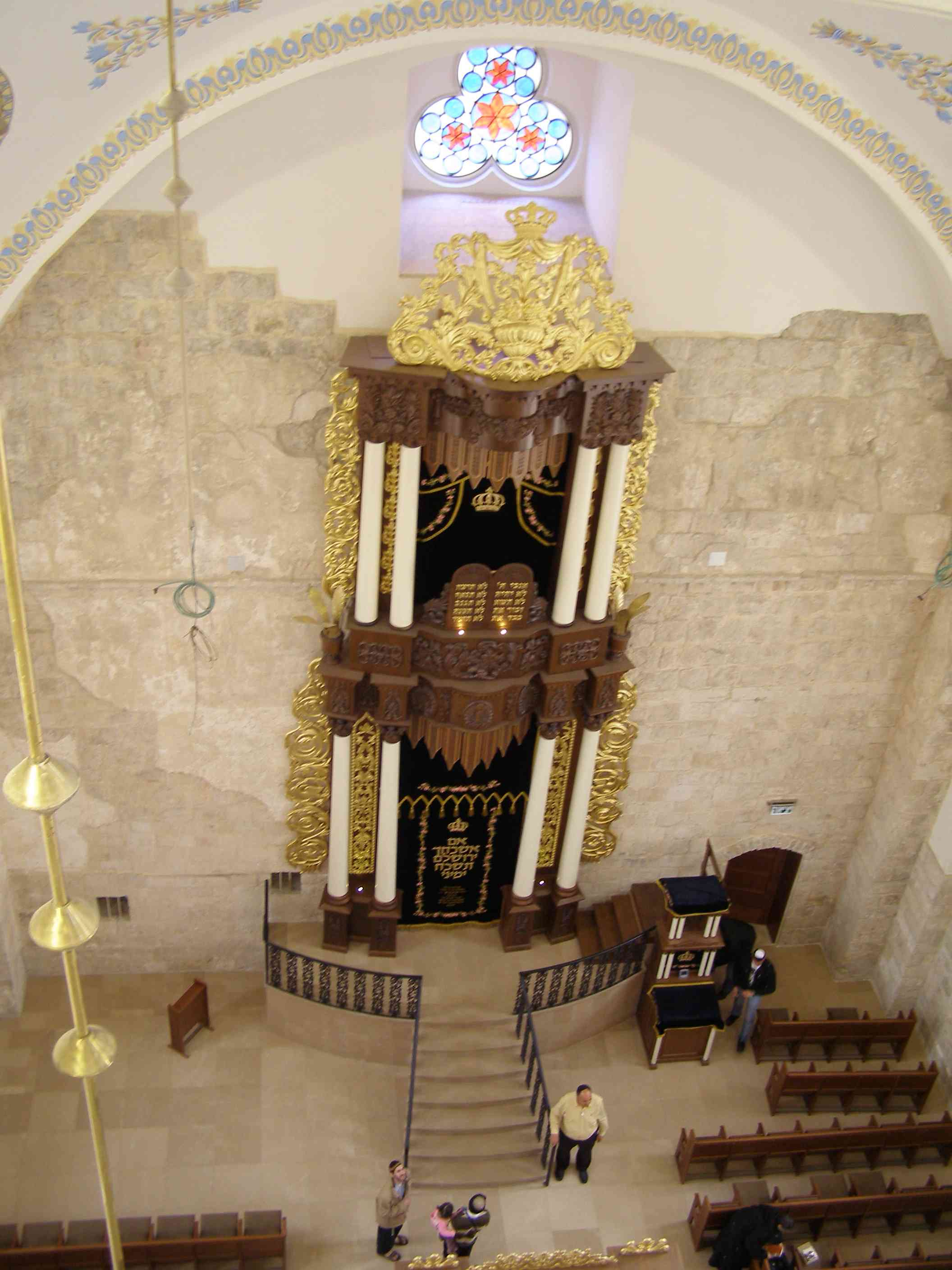
Idem. Arca sacra o Arón Ha-Kodesh, con Los Diez Mandamientos
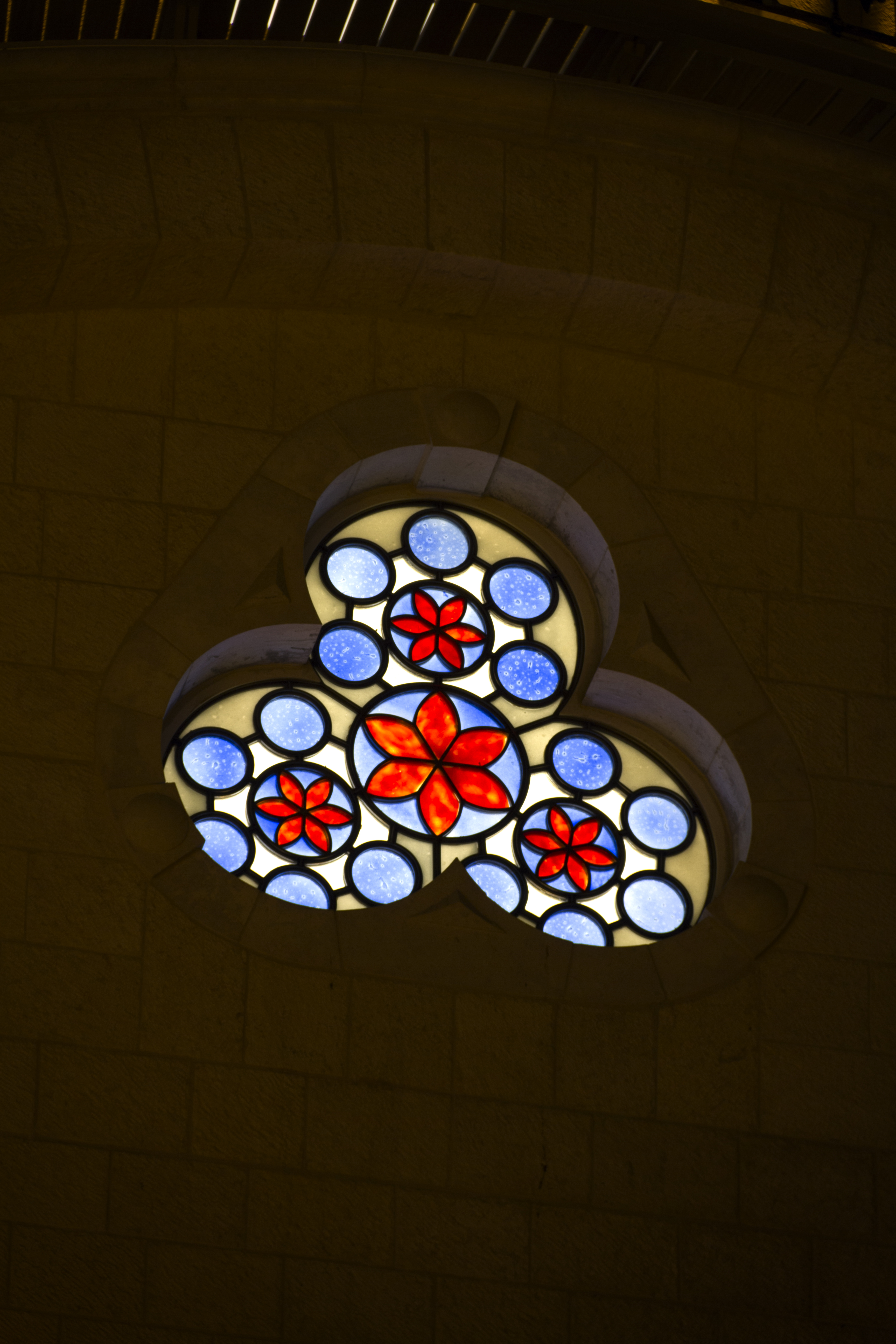
Idem. Pequeño vitral, visto desde interior. Inspirado en el Mapa de Jerusalén como centro de convergencia entre Asia, África y Europa, por Heinrich Bünting, 1581

## Manuscritos hebreos miniados medievales y renacentistas
El arte asquenazí en medida considerable ha sido fiel reflejo del persistente aniconismo que caracteriza al arte judío en general. No obstante existen excepciones. Una de ellas es la Hagadá de los Pajaritos, manuscrito donde las figuras de los hebreos presentan cabezas de ave; ello es interpretado tanto como un gesto piadoso por parte del comitente de dicho manuscrito o ya como una concesión ante la aversión y censura rabínica ante la representación de la figura humana.
Tres autoridades rabínicas son señaladas como responsables de este tipo de proceder en lo que al arte asquenazí respecta: Judá el Piadoso (1140-1217), fundador del jasidismo asquenazí, quien prohibía estrictamente el desarrollo de imágenes figurativas; Meir de Rothenberg (1215-1293) desaprobaba la representación de imágenes en los textos por considerarlas un factor de distracción en el estudio de los mismos; Efraín de Ratisbona (1133-1200) prohibió la representación del rostro humano pero a su vez permitió la representación de animales y aves.
Solo las figuras de los hebreos presentan cabezas de ave en la Hagadá de los Pajaritos, mas ellas no son interpretadas en términos negativos, sino como verdaderas "celebraciones de la identidad judía".
Dado que las figuras de la Hagadá de los Pajaritos en muchos casos no presentan meramente cabezas de ave sino además orejas de mamífero, Mark Epstein las asocia con la heroica figura del grifo, animal fabuloso y simbólico de la idea de redención. Tal asociación no es causal, sino una configuración consonante con las palabras formuladas por 
Kalónimo ben Judá de Mainz en el siglo XI a raíz de las masacres de comunidades judías perpetuadas durante la primera cruzada en 1096: "Para los nobles seres de la congregación de Maíz que son más ágiles que las águilas y más fuertes que los leones". De esta última expresión Epstein deduce que las figuras que representan a los judíos en la Hagadá preservada en el Museo de Israel no son "pajaritos" sino grifos; de ahí que dicho autor se refiera a las mencionadas "celebraciones de la identidad judía". Contradiciendo la interpretación tradicional de Bezalel Narkiss, quien sostenía que los sombreros portados por las figuras masculinas de la Hagadá eran un distintivo discriminatorio e impuesto a los judíos, Mark Epstein sostiene que sombreros amarillos eran ya portados por los judíos asquenazíes antes de que el uso de los mismos les haya sido impuesto por sus gobernantes no judíos hacia mediado y fines del siglo XIV; según Epstein, los judíos usaban sombreros amarillos porque se sentían orgullosos de serlo. Es significativo que en la hasta ahora considerada Hagadá, en la escena donde José recibe a sus hermanos en Egipto, el hijo preferido de Jacob, a diferencia de sus otros hermanos, no porta el sombrero amarillo, dado que se ha asimilado a los egipcios.
El Majzor de Núremberg es otro destacado manuscrito miniado asquenazí realizado en 1331. Se trata de un manuscrito medieval que cubre el ciclo de vida judío por completo y contiene el ciclo anual de plegarias asquenazíes, además de otros tantos poemas litúrgicos y comentarios acerca de las plegarias.
Singular es el caso de los manuscritos miniados hebreos de origen italiano, donde características asquenazíes y sefardíes a menudo coexisten. A este grupo pertenece un ejemplar renacentista del Mishné Torá (Maimónides) iluminado en el norte de Italia hacia 1457, así como otro titulado Miscelánea para eventos del ciclo de la vida, manuscrito también renacentista e iluminado probablemente en Ferrara en el último tercio del siglo XV.
Edward Rothstein nota que mientras los manuscritos con textos religiosos hebreos tienden por lo general a ser abstractos y atemporales, su iluminación los transforma, de modo tal que lo sagrado se vuelve específico tanto en tiempo como en espacio: dado que incorpora al texto religioso en la historia, e incluso, en la propia biografía, es por medio de la iluminación que en el manuscrito miniado "lo sagrado se vuelve personal".
La tradición judía se siente poco a gusto ante cualquier tipo de ilustración que pueda llegar a ser asociada con la idolatría o con la representación de la Divinidad. Esta última, observa Rothstein, permanece en el misterio, mientras que la humanidad es en sí un terreno fértil para la especulación y la ilustración. Rothstein explica que en el judaísmo no son los textos religiosos tradicionales los que se ilustran, sino aquellos textos que narran los episodios épicos del pueblo hebreo: la Hagadá de Pésaj y la Meguilá de Ester en particular son ilustradas con gran entusiasmo y es específicamente en ellas donde los artistas despliegan sus conocimientos e imaginación en materia de conciencia histórica y de experiencia personal.

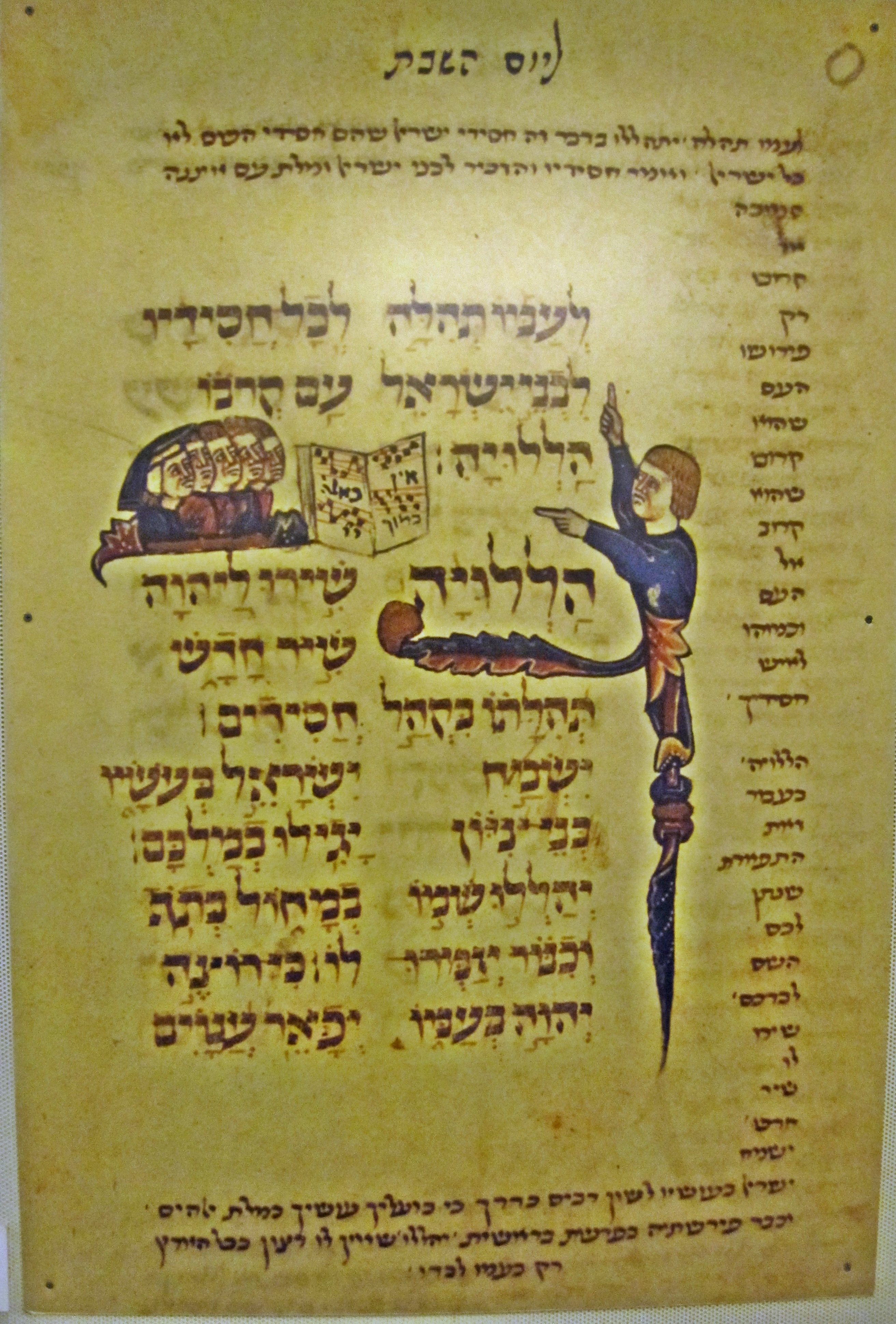
Aleluya, con el Salmo 149, coro a capella y director foliado, manuscrito italo-francés, siglo XIII (Beth Hatefutsoth).
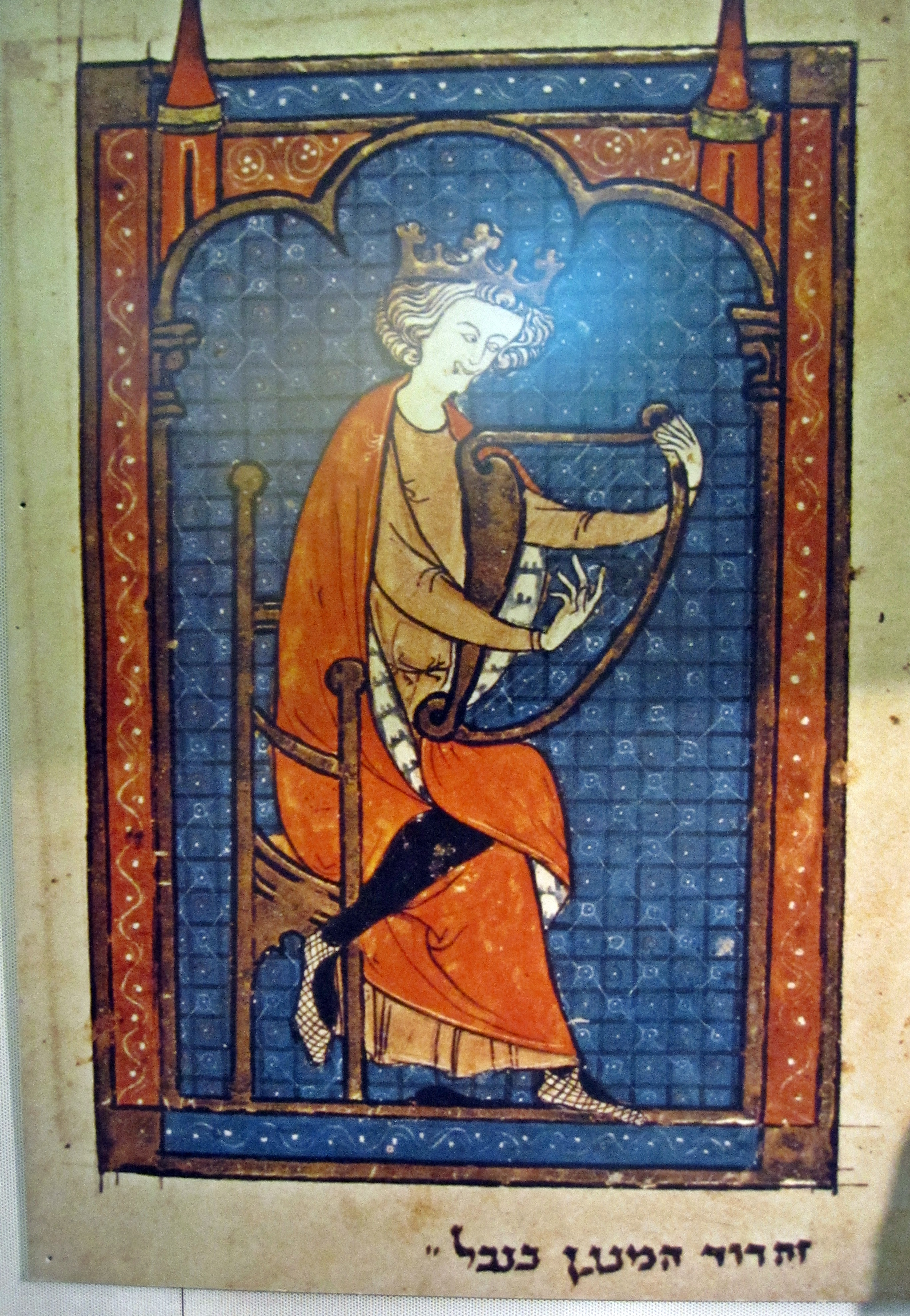
Folio de manuscrito francés con "El rey David tocando el arpa", Troyes, c. 1280 (BH).
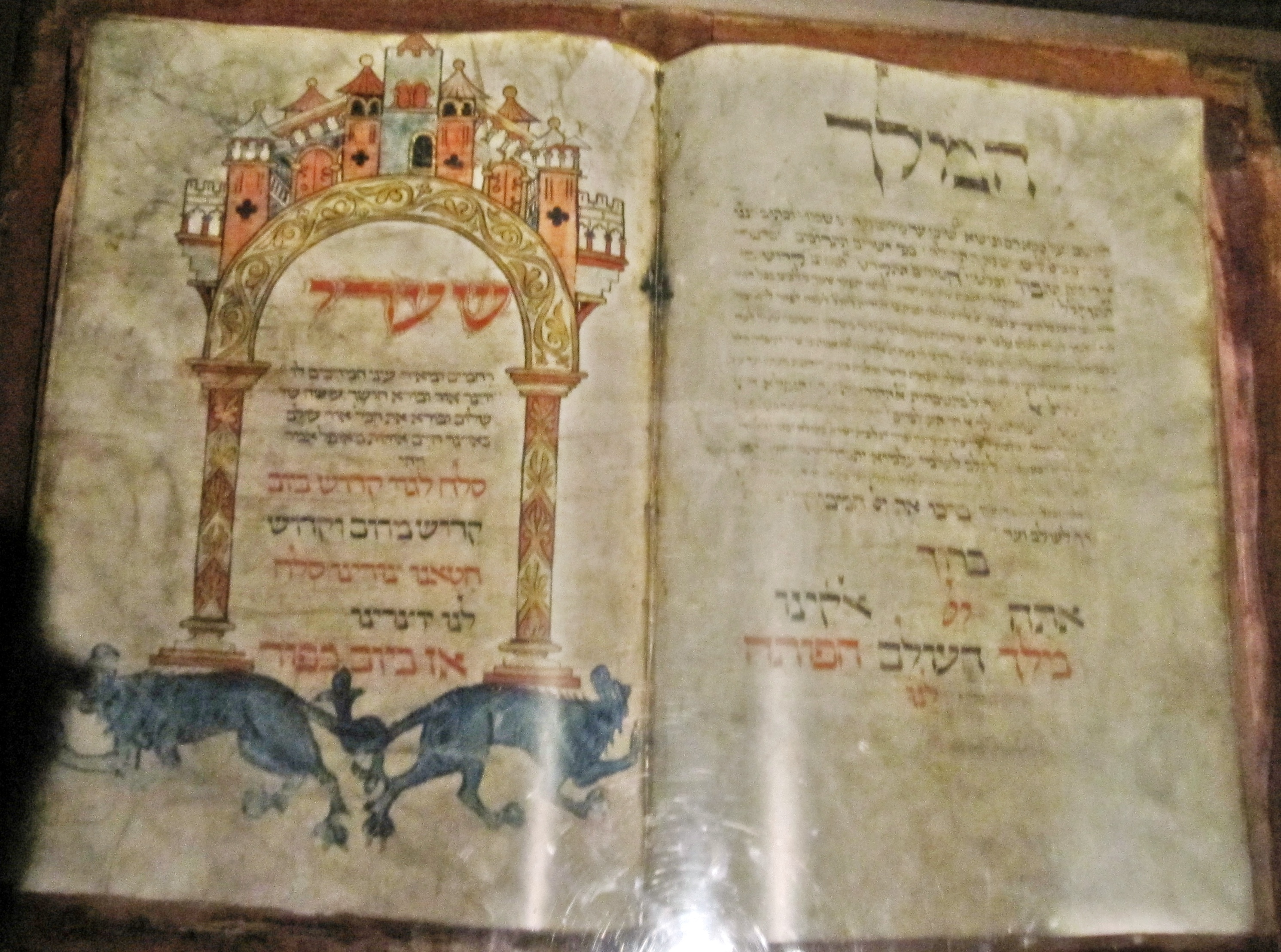
Libro de oraciones de Worms, c. 1285-90. Biblioteca Nacional, Universidad Hebrea de Jerusalén
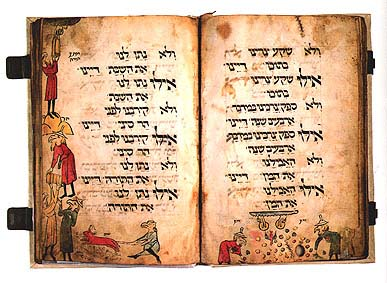
Los hebreos recolectan el maná y reciben la Ley. Hagadá de los Pajaritos (Pésaj), c. 1300.
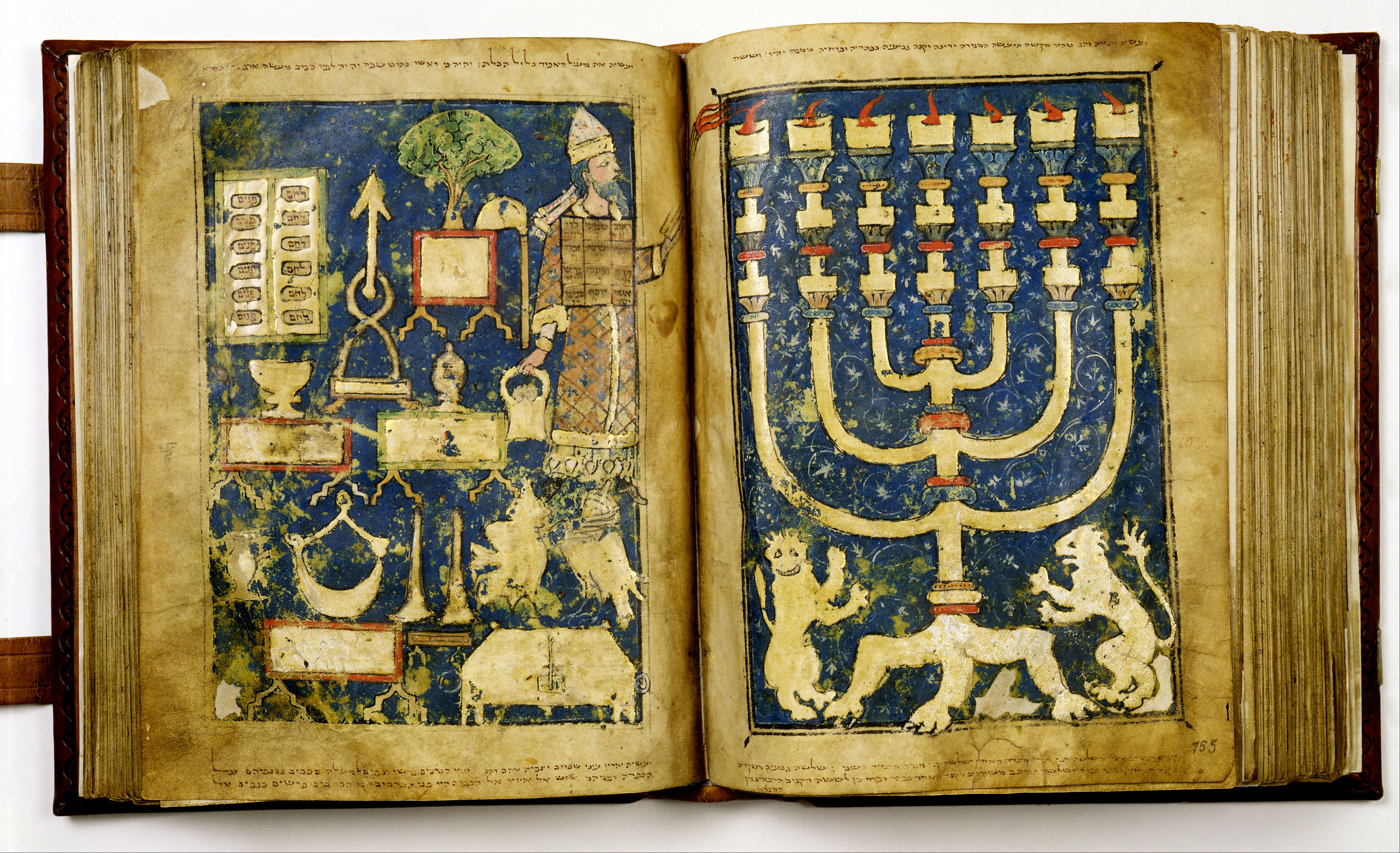
Sumo Sacerdote de Israel con los implementos del Templo de Jerusalén, entre los que destaca la menorá. Pentateuco de Ratisbona, Bavaria, 1300.
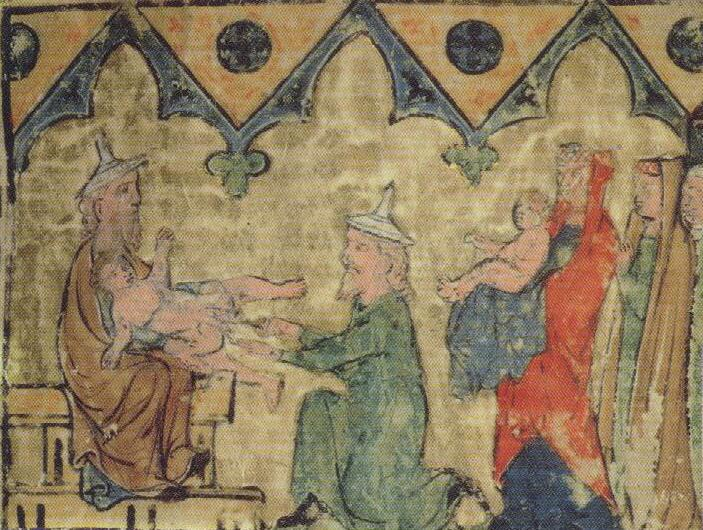
Circuncisión, Pentateuco de Ratisbona, 1300
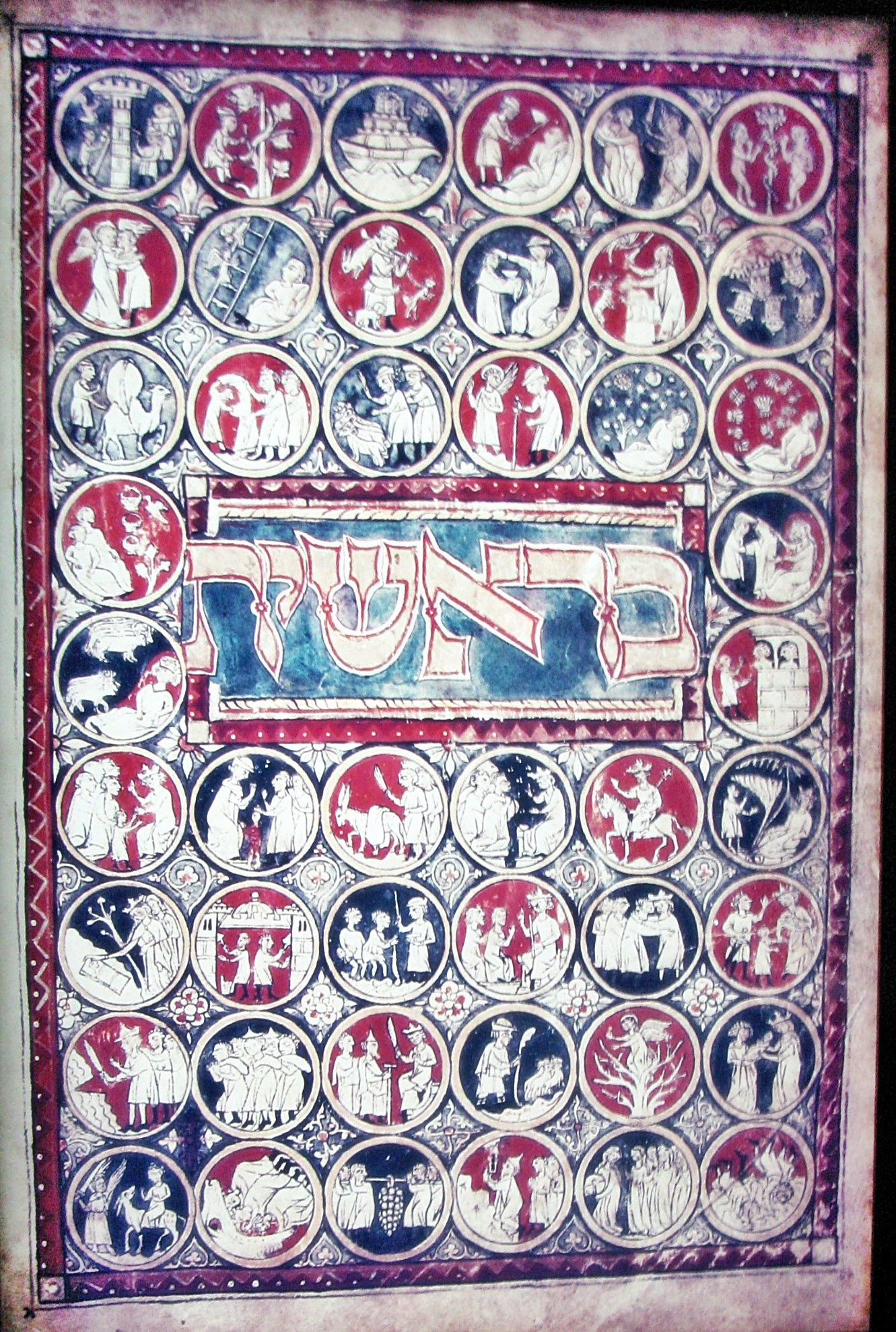
Biblia Schocken, pentateuco, 1300, carátula del libro de Génesis
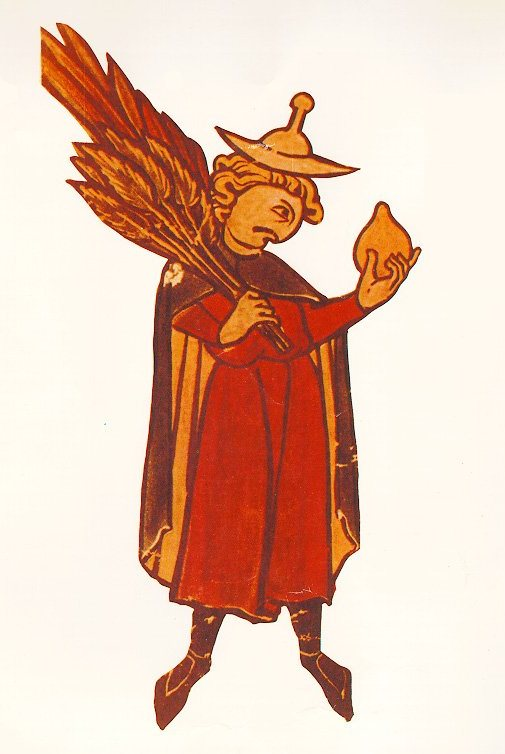
Majzor de Leipzig, Ms. hebreo, c. 1320.
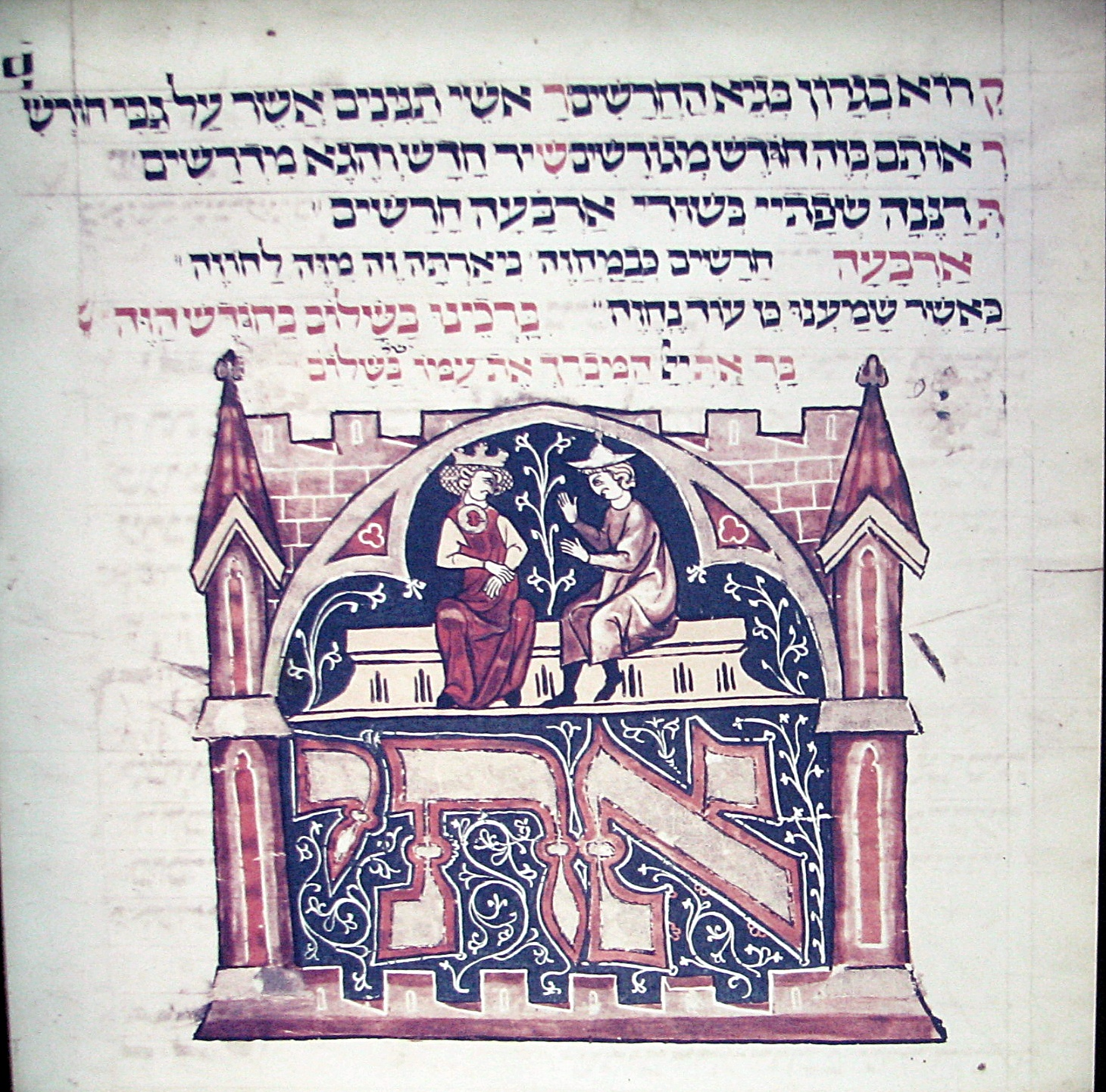
Majzor de Leipzig, pareja de enamorados
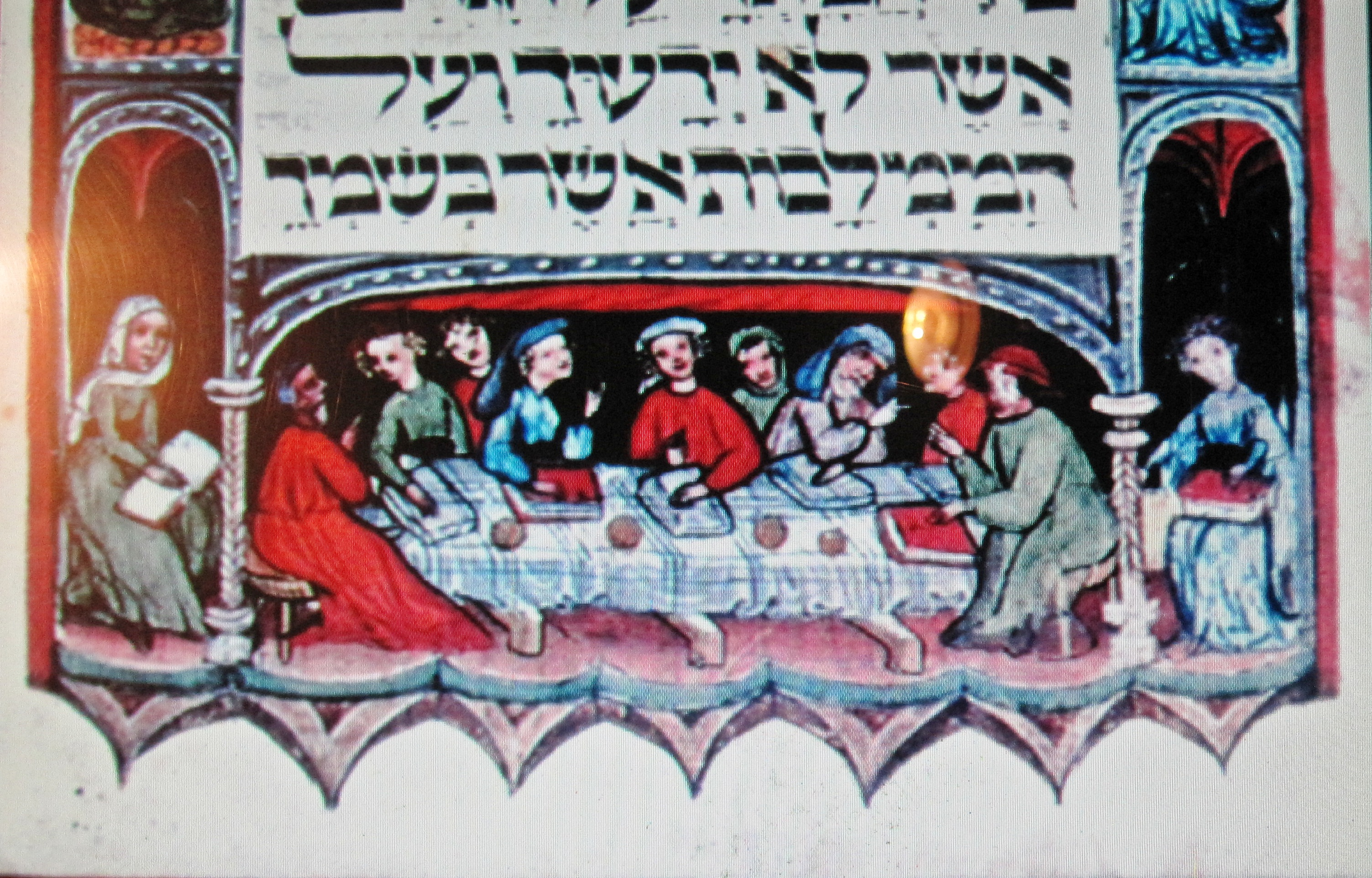
Israel ben Meir de Heidelberg, Hagadá Darmstadt, Alemania, c. 1430.
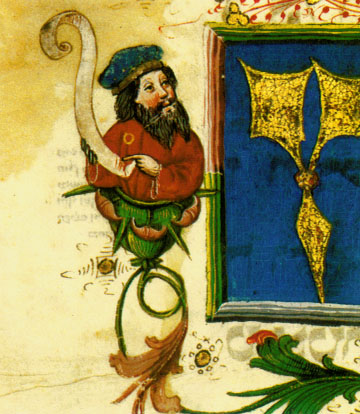
Judío alemán portando el anillo amarillo. Libro de oraciones para Pésaj, manuscrito hebreo, c. 1460-1476.
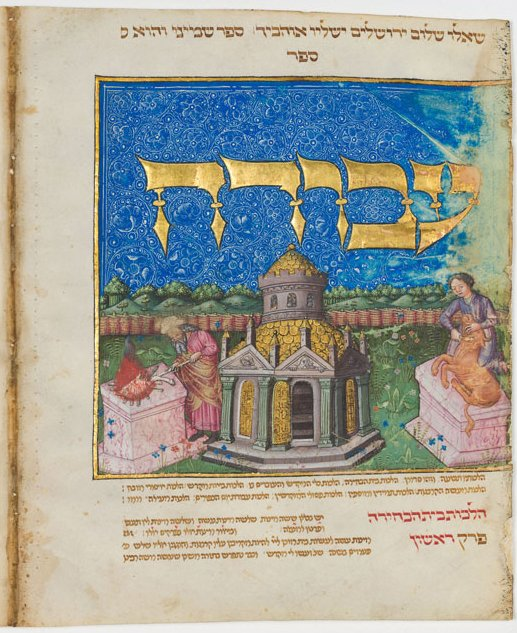
Mishné Torá, manuscrito italo-hebreo renacentista, c. 1457, fol. 41v.

## Judaica y tradición

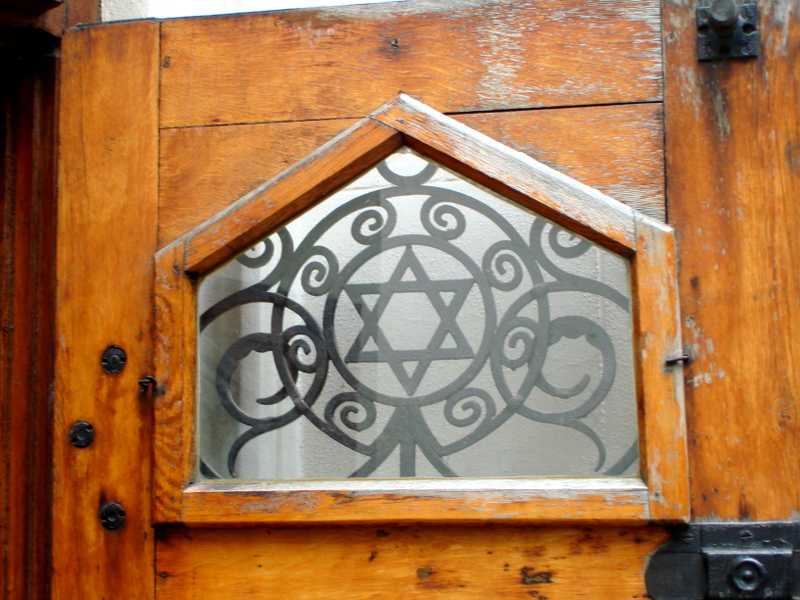
Estrella de David. Reja de hierro con el escudo de armas de la Comunidad Judía de Praga, Sinagoga Maisel, Praga
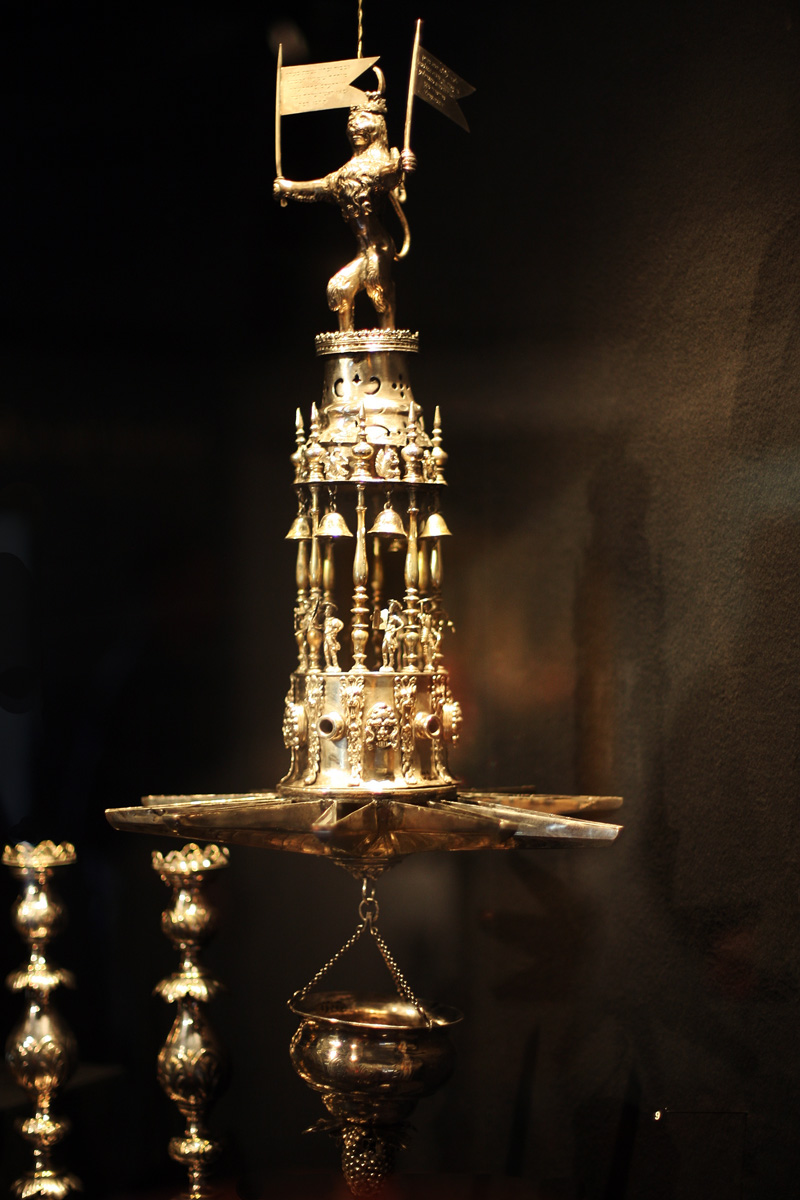
Tradicional Judenstern de las comunidades judeo-alemanas.[47] La lámpara de aceite aquí ilustrada es de plata y fue realizada por Johann Valentin Schüler en Fráncfort del Meno hacia 1680. The Jewish Museum, Nueva York.
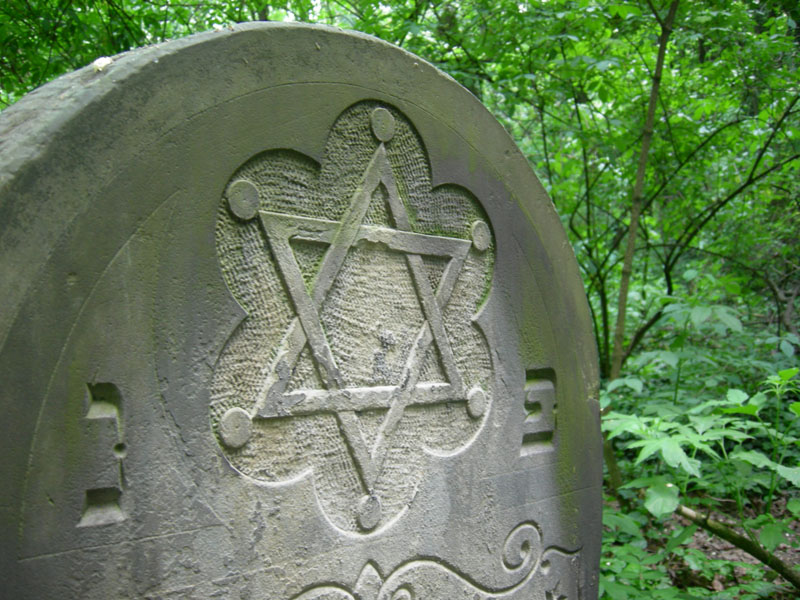
Lápida con estrella de David en el cementerio de Częstochowa, Polonia
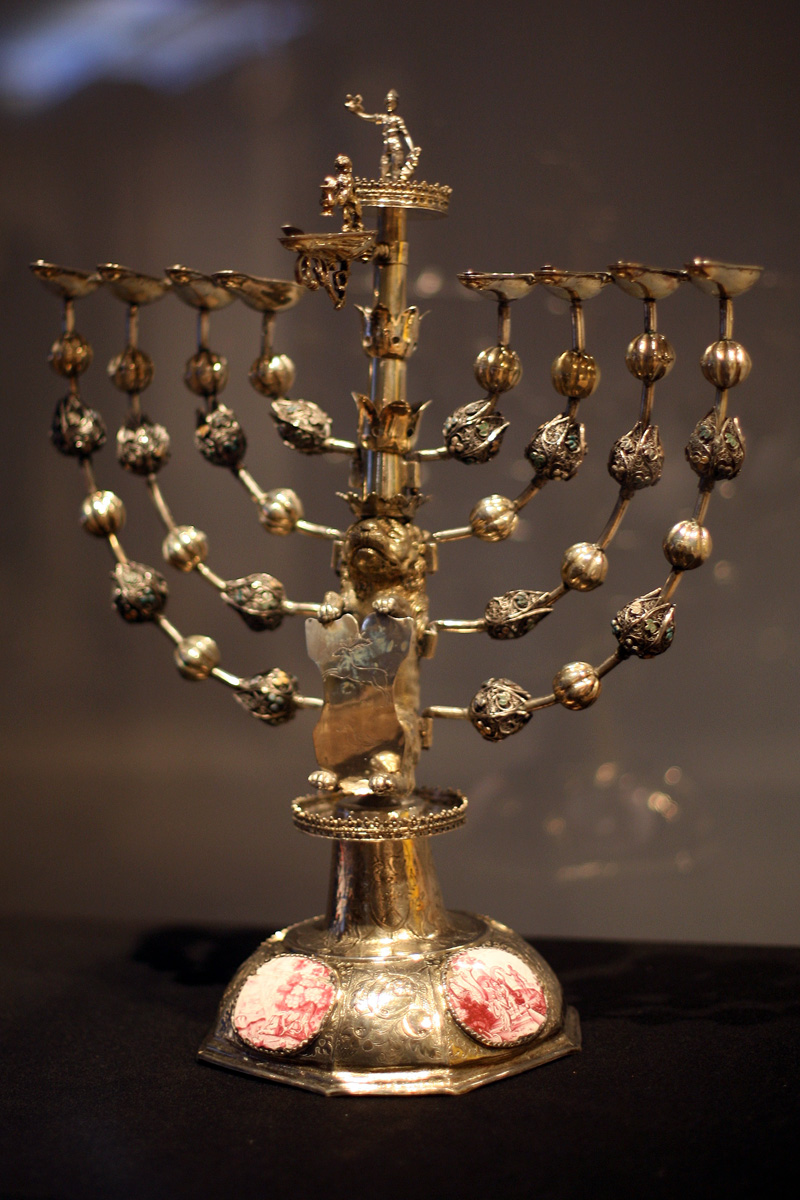
Johann Adam Boller, Januquiá, Alemania, 1706. Empleada especialmente durante la Fiesta de las Luminarias.
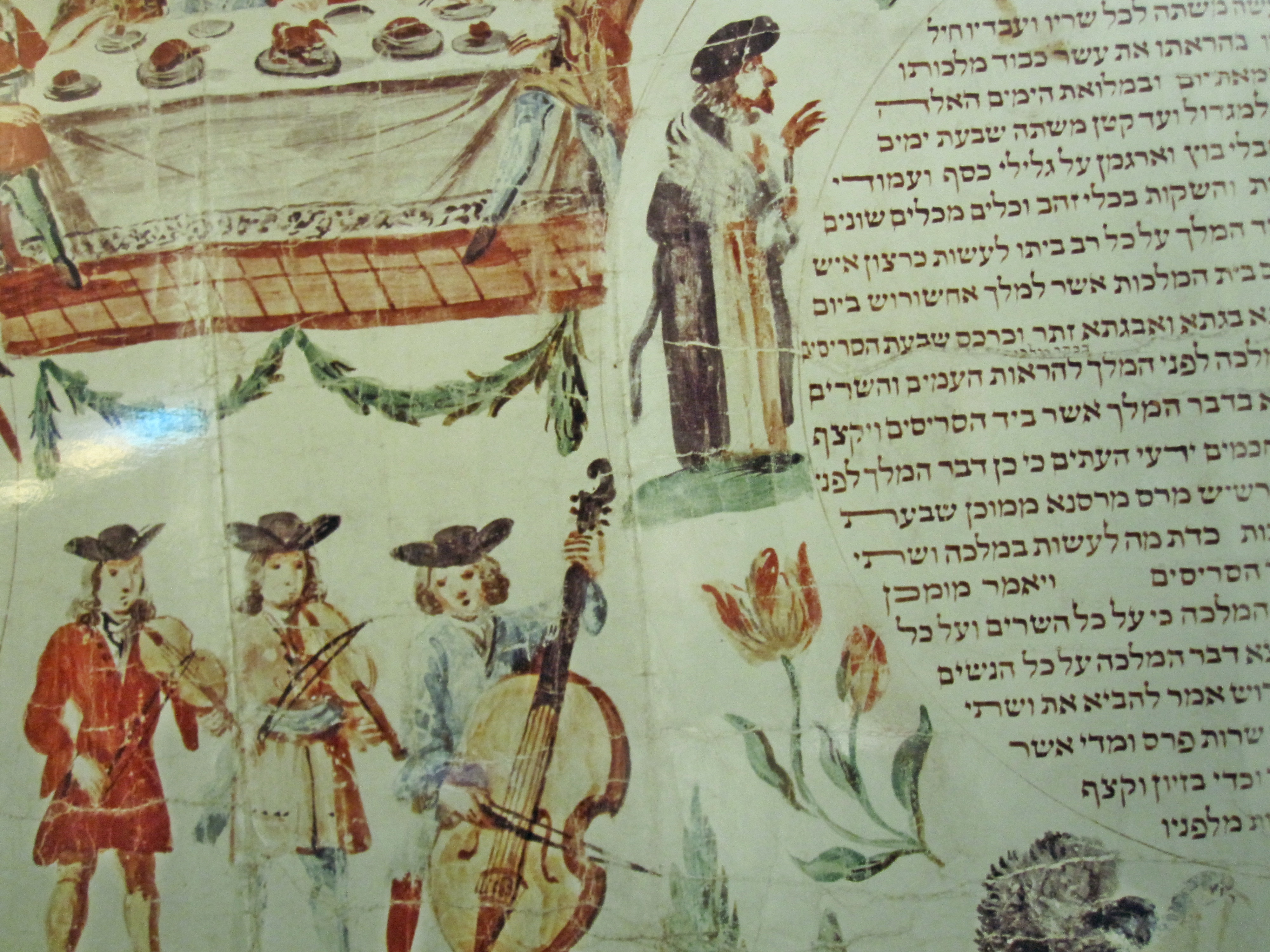
Rollo de Esther empleado en Purim, Alsacia, 1730.
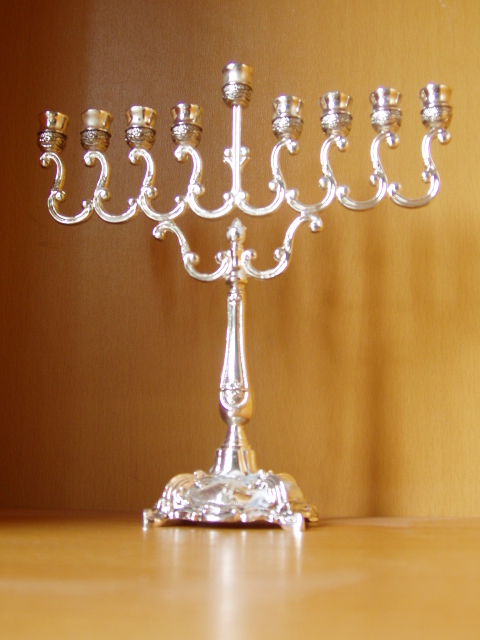
Januquiá, siglo XVIII
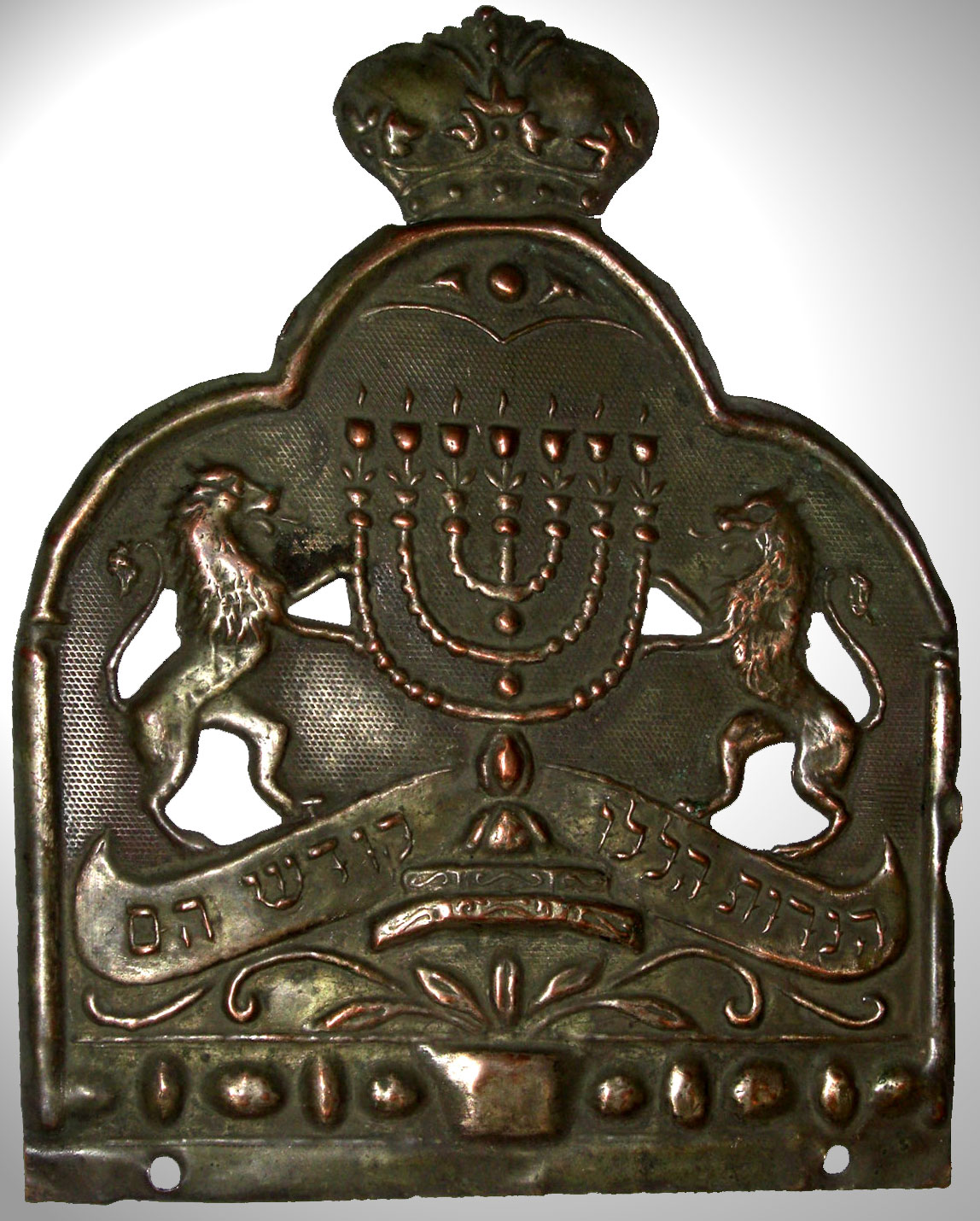
Blasón para Torá con Menorá, Europa, 1750
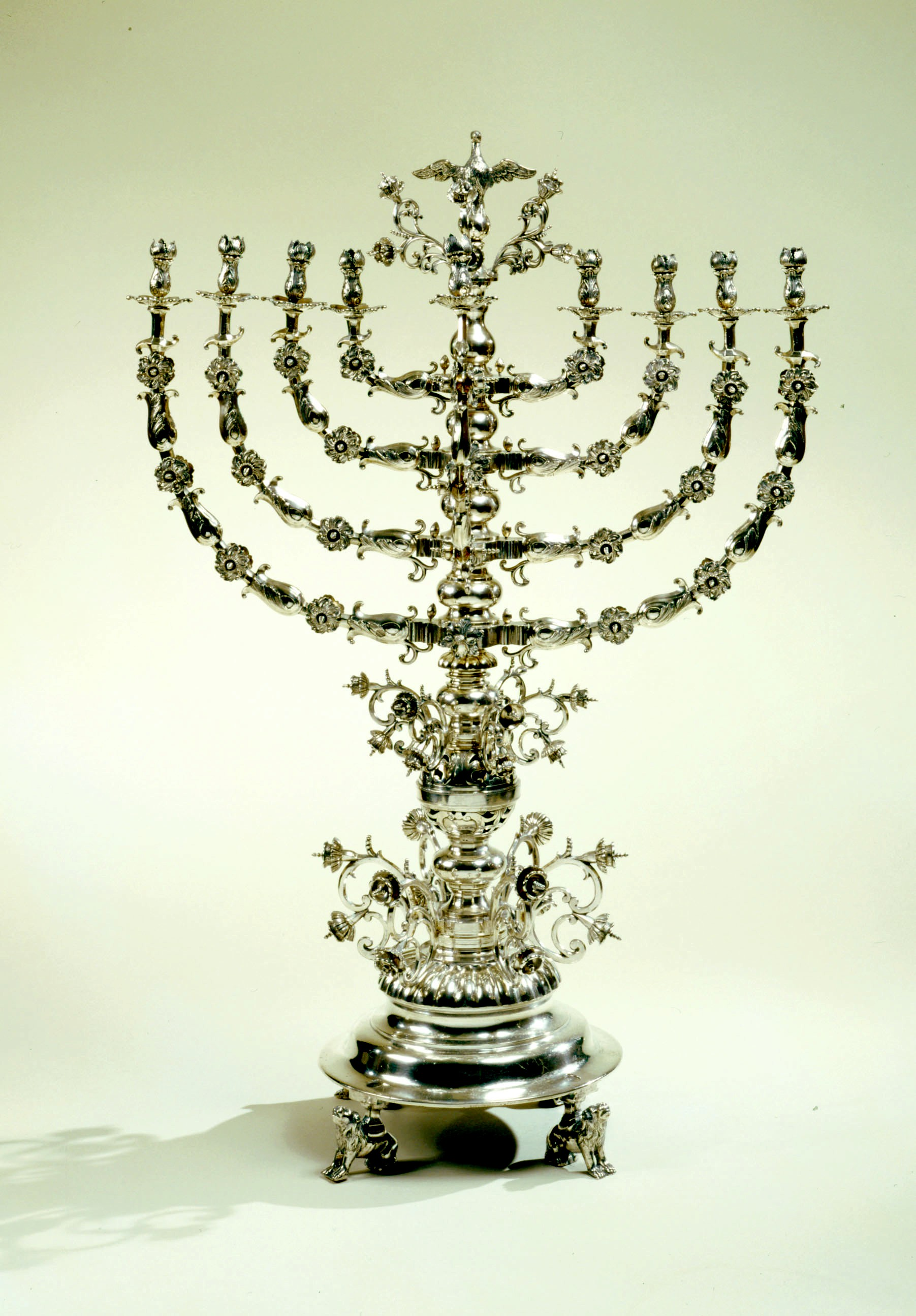
Januquiá, Ucrania, 1867
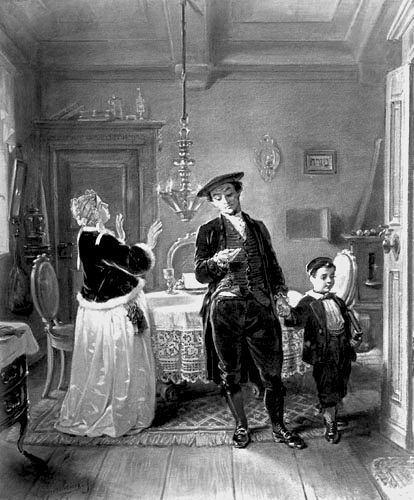
Moritz Daniel Oppenheim, Luminarias de shabat o El inicio del shabat, 1867.
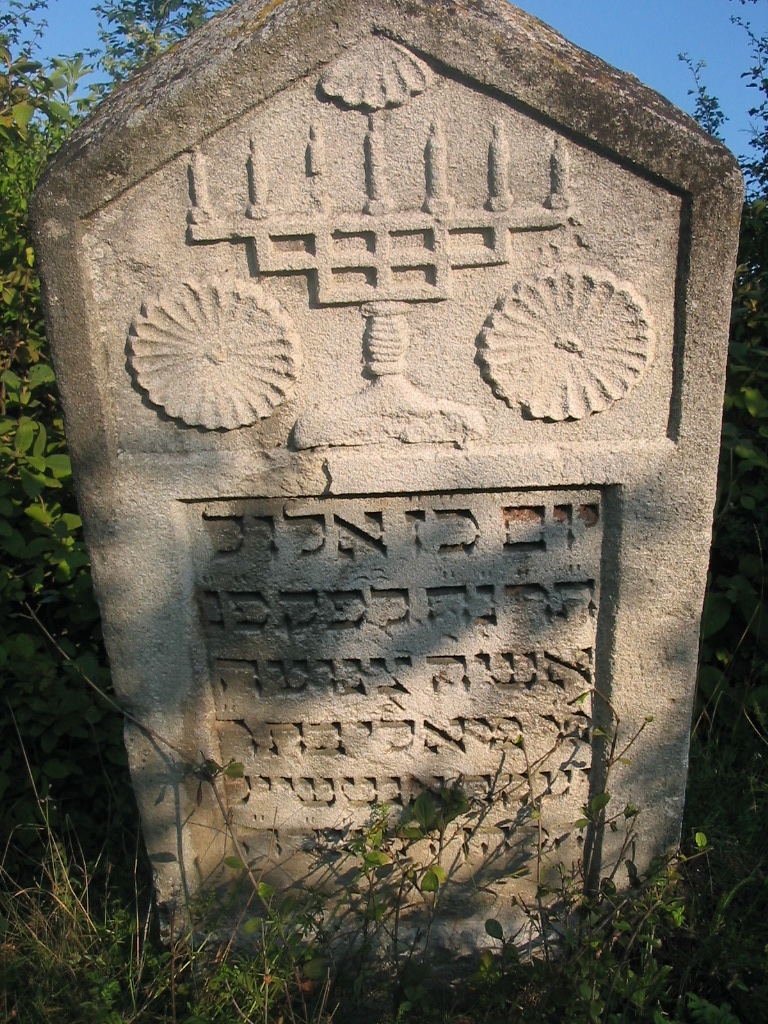
Lápida con menorá e inscripciones hebreas, Bujaj, Ucrania
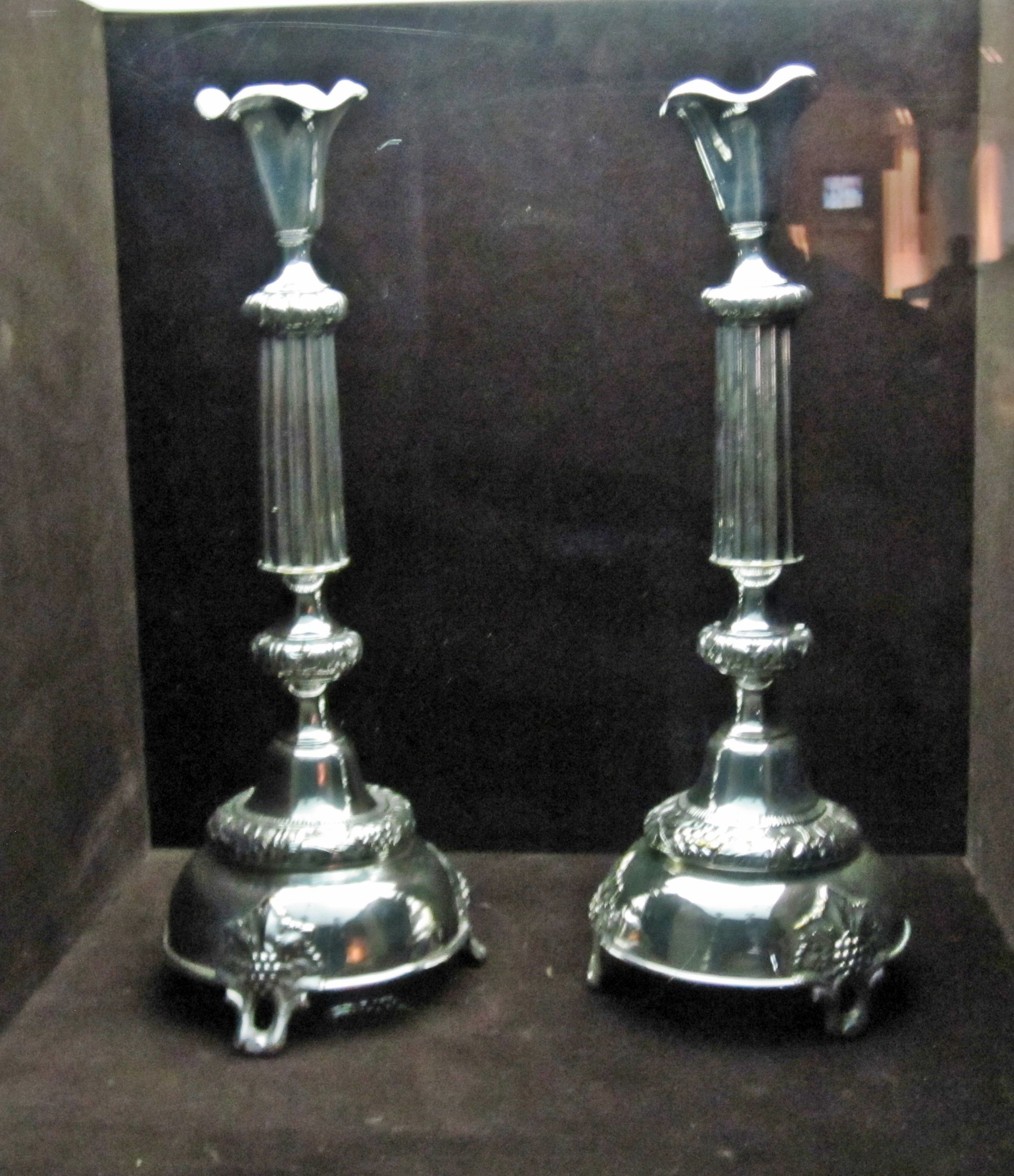
Candelabros para shabat, Polonia, siglo XIX
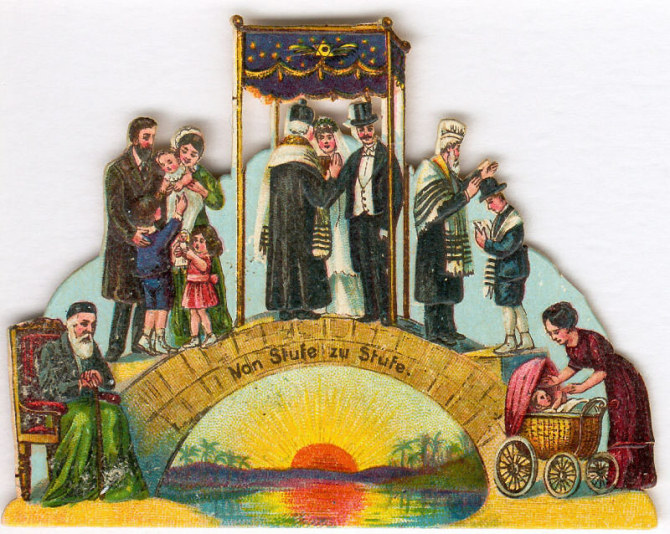
Las etapas de la vida, cromolitografía alemana, c. 1905-1910.

## Haskalá y modernidad

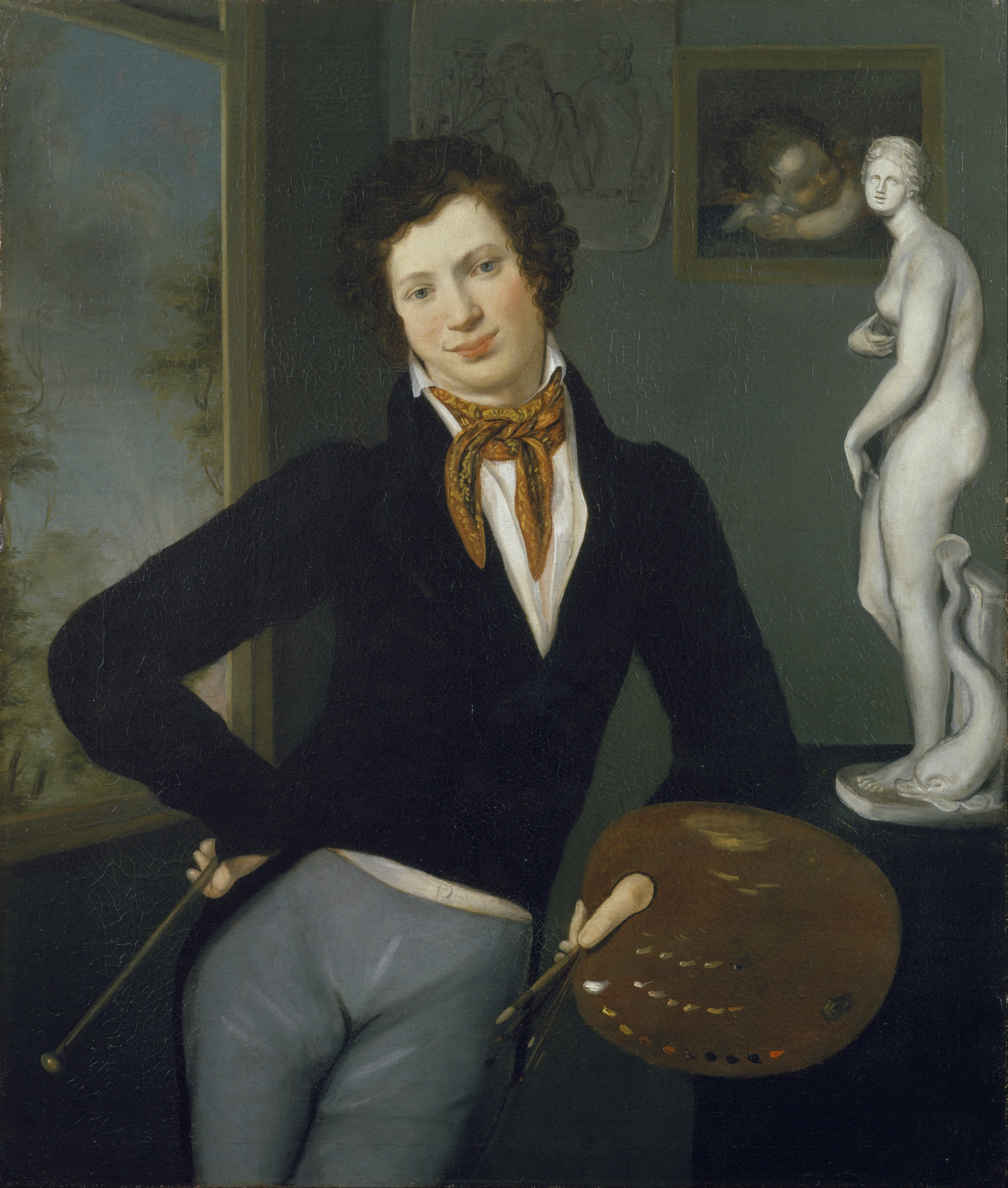
Moritz Daniel Oppenheim, Autorretrato, 1814-16.
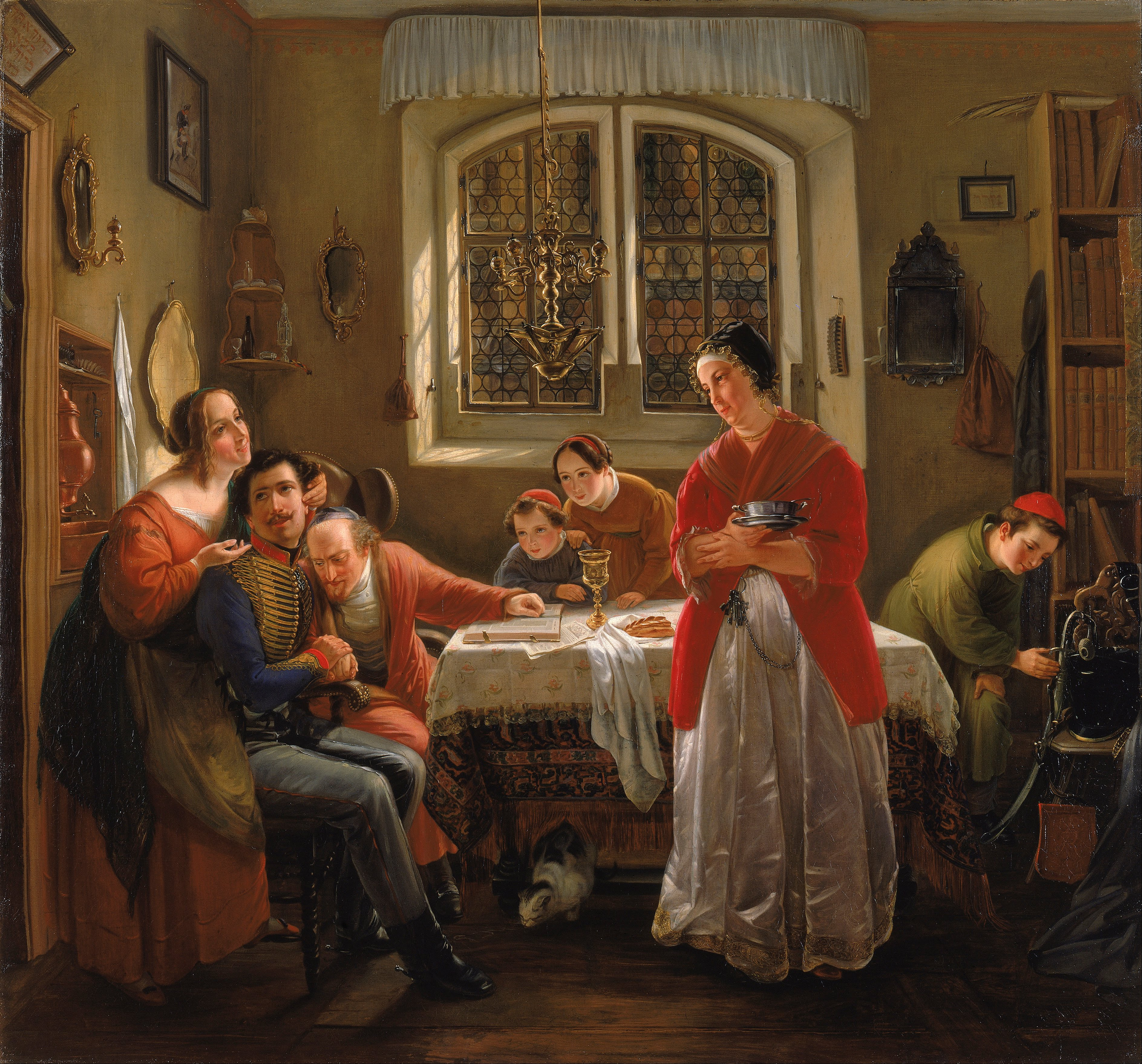
Oppenheim, El regreso del voluntario judío de las Guerras de Liberación a su familia que aún vive según la tradición ancestral, 1833-34. The Jewish Museum, Nueva York.
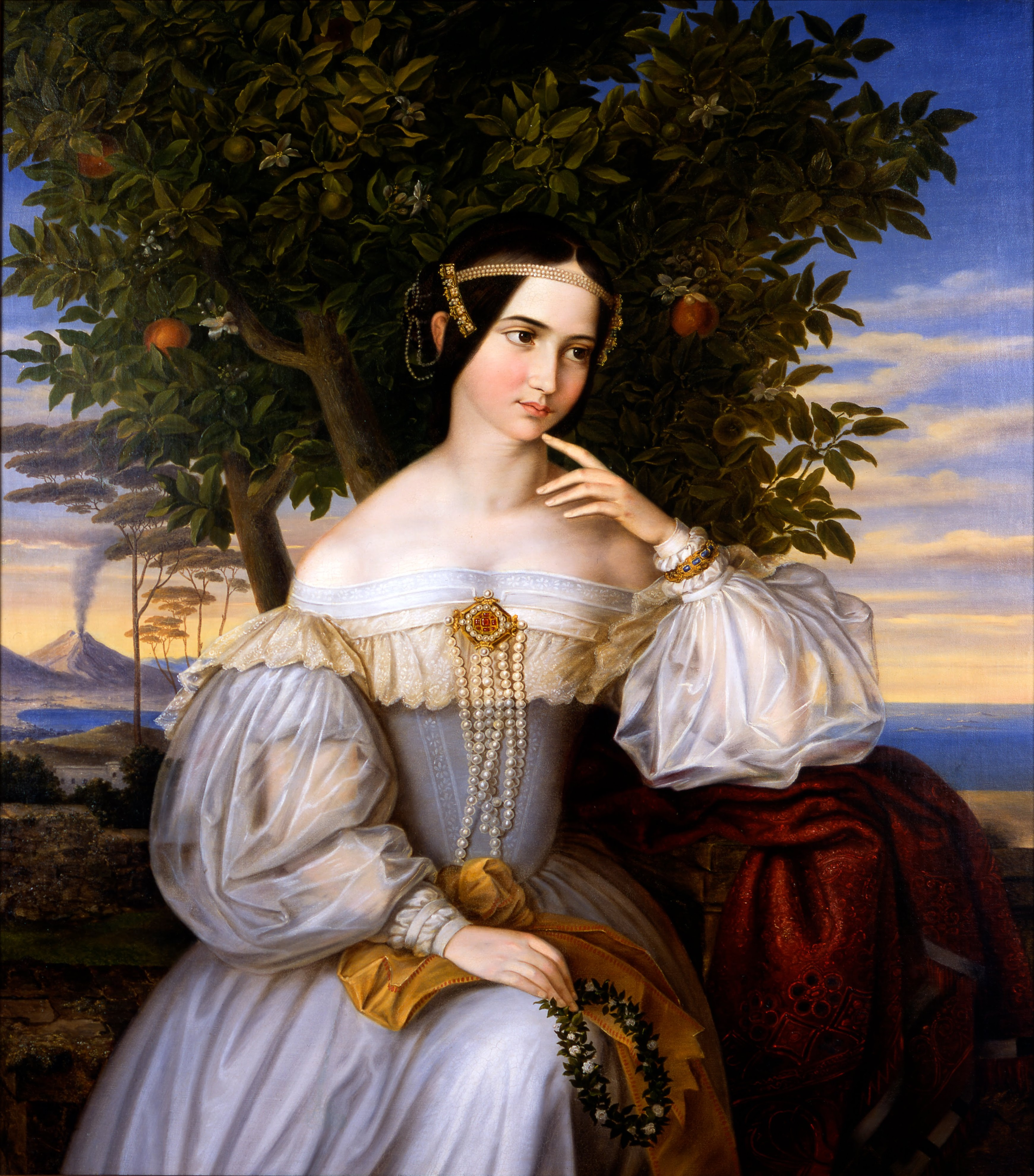
Oppenheim, Retrato de Charlotte de Rothschild, óleo, 1836.
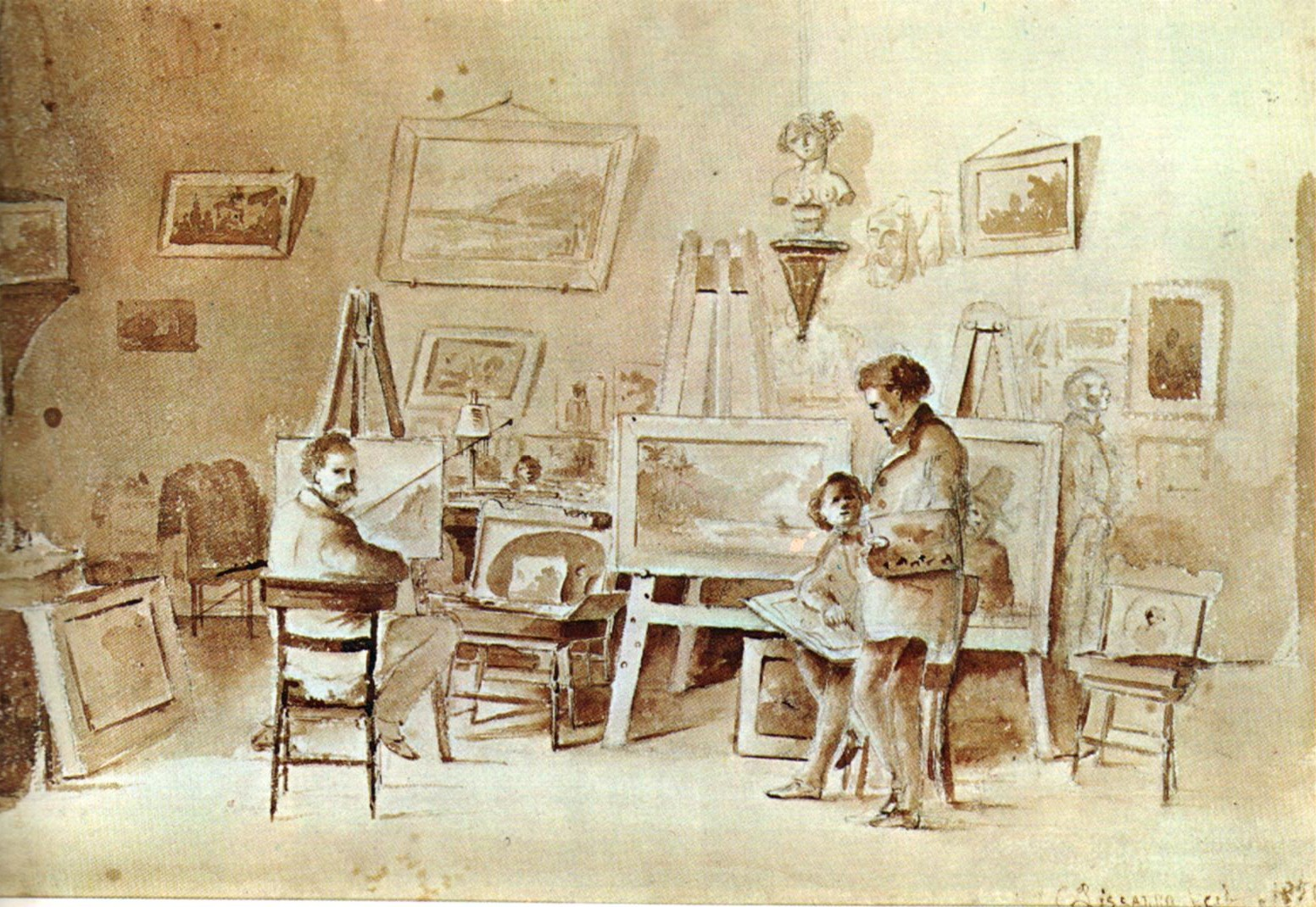
Camille Pissarro, Estudio del Artista en Saint Thomas (Antillas Danesas), 1851. BCV
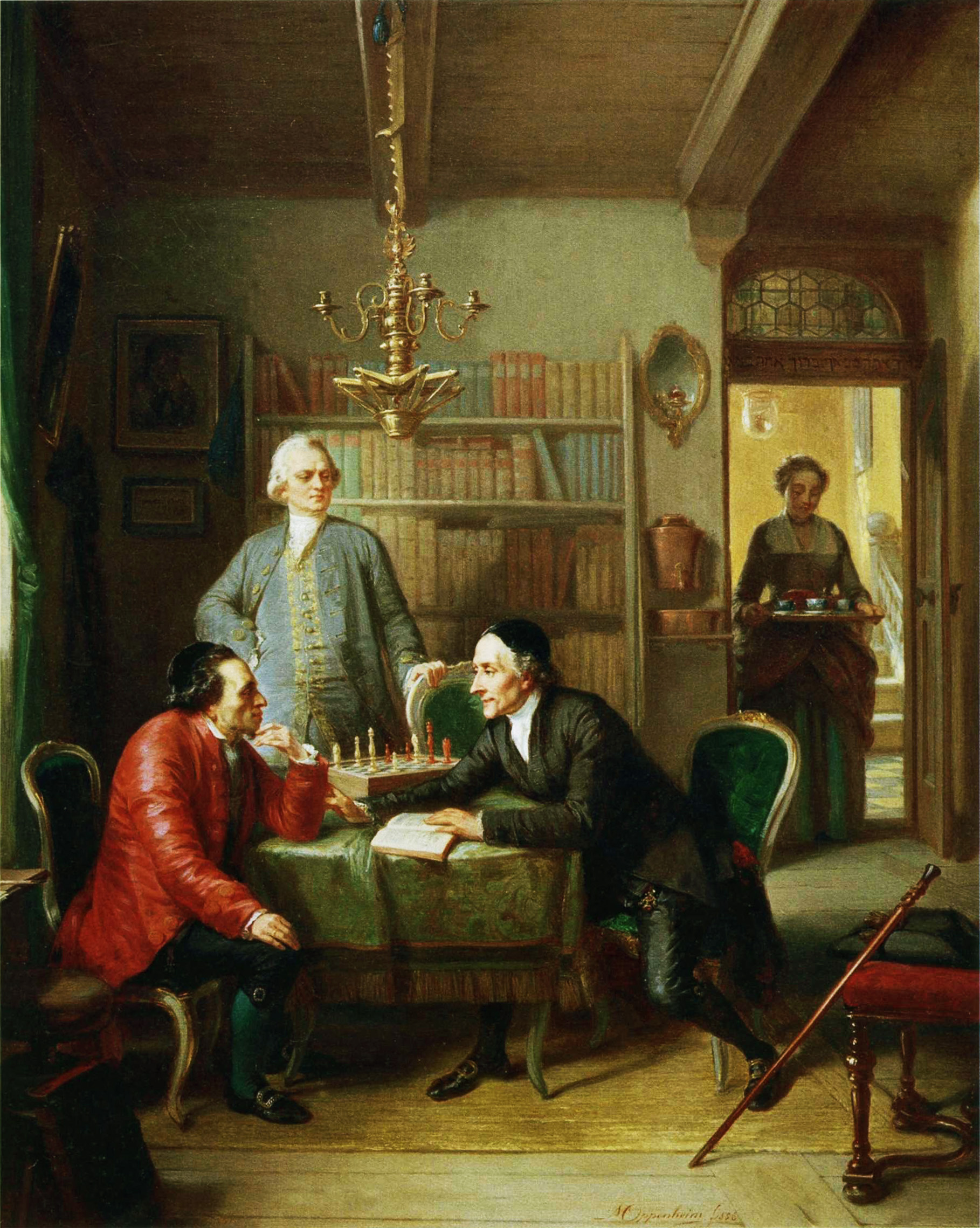
Oppenheim, Lessing y Lavater invitados en casa de Moses Mendelssohn [en Berlín en 1763], 1856.
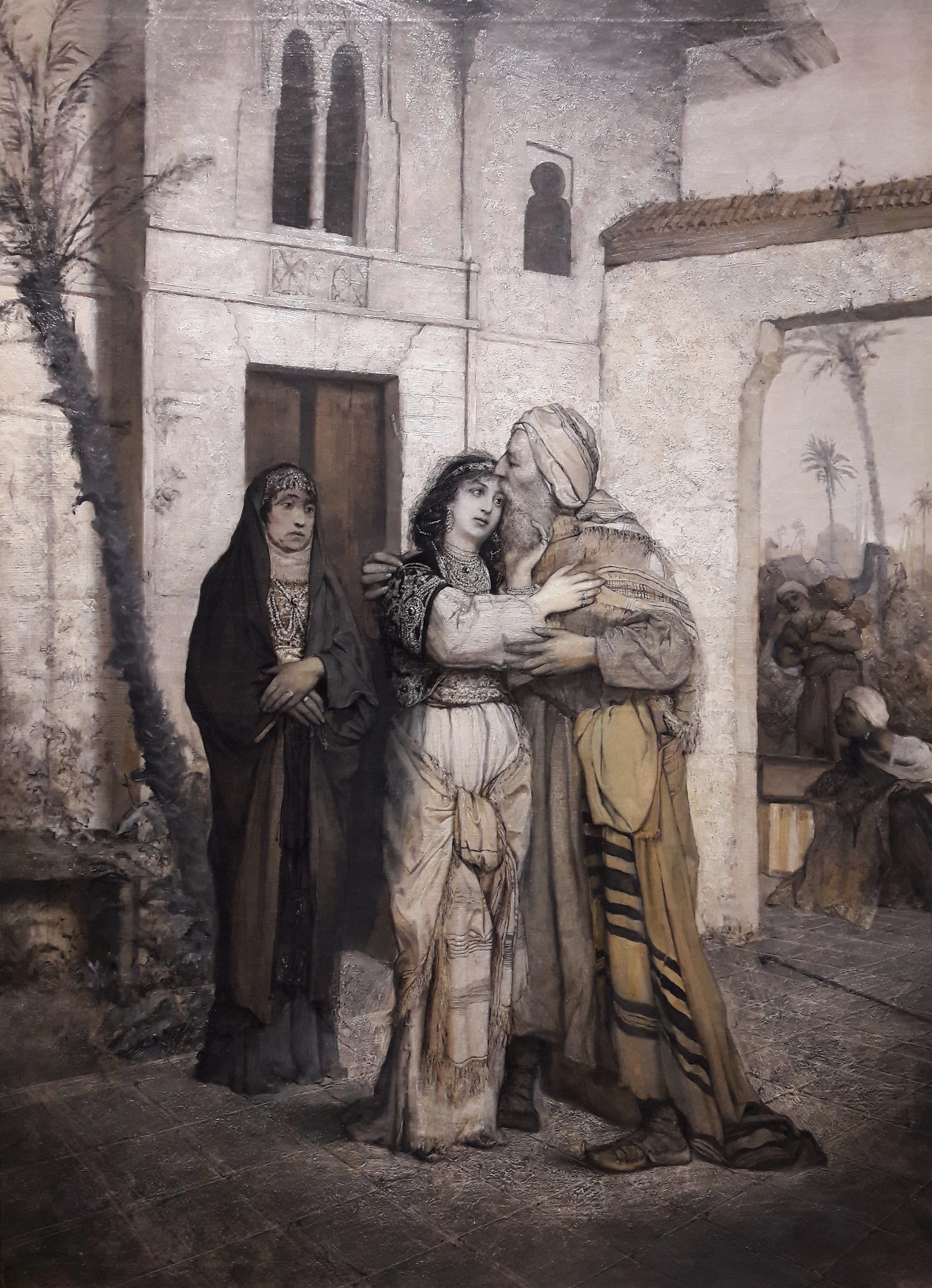
Maurycy Gottlieb, Recha dándole la bienvenida a su padre Nathan, 1867-1877, Museo Nacional de Polonia, Varsovia
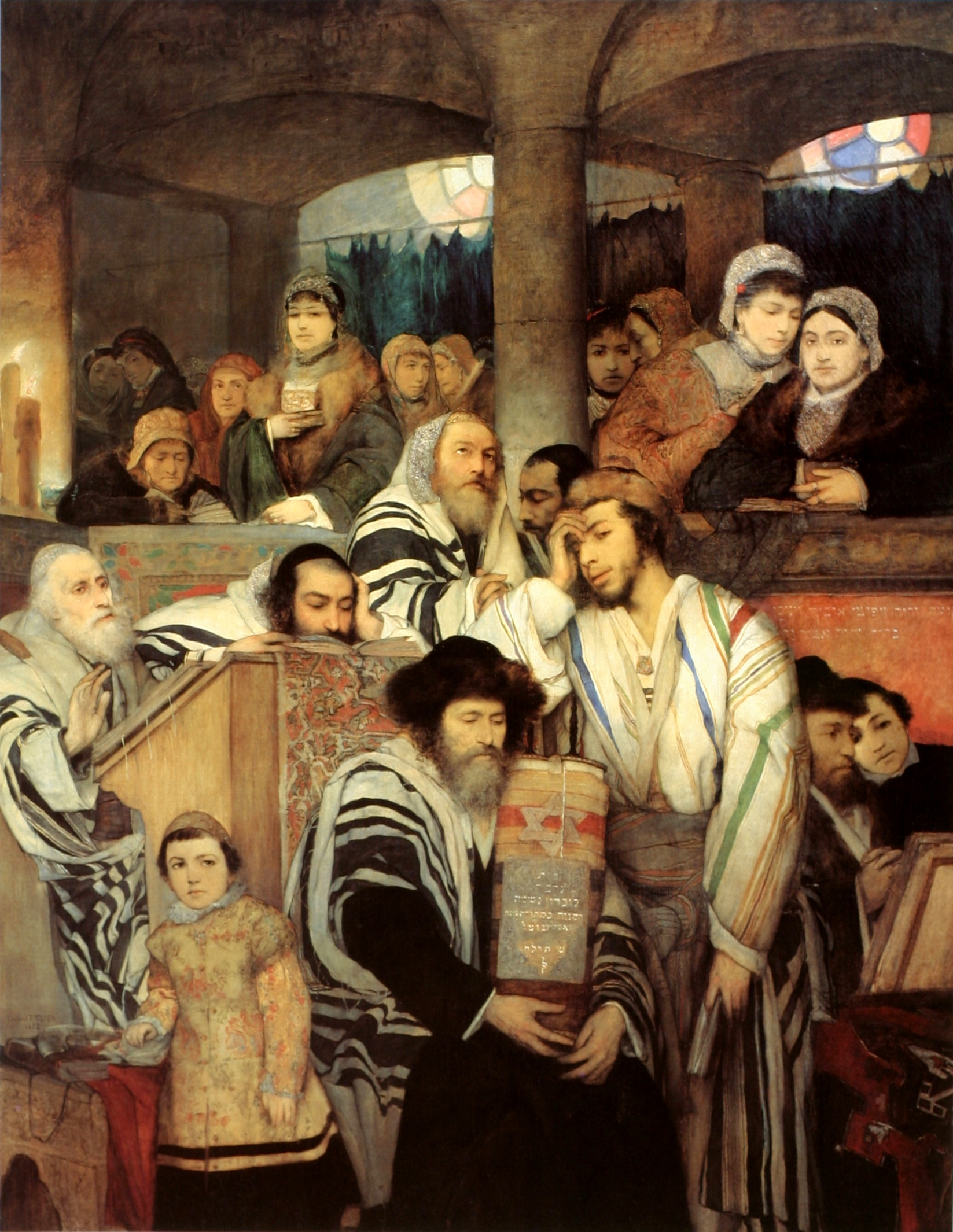
Gottlieb, Judíos rezando en la sinagoga en Yom Kippur, 1878. Museo de Tel Aviv, Israel
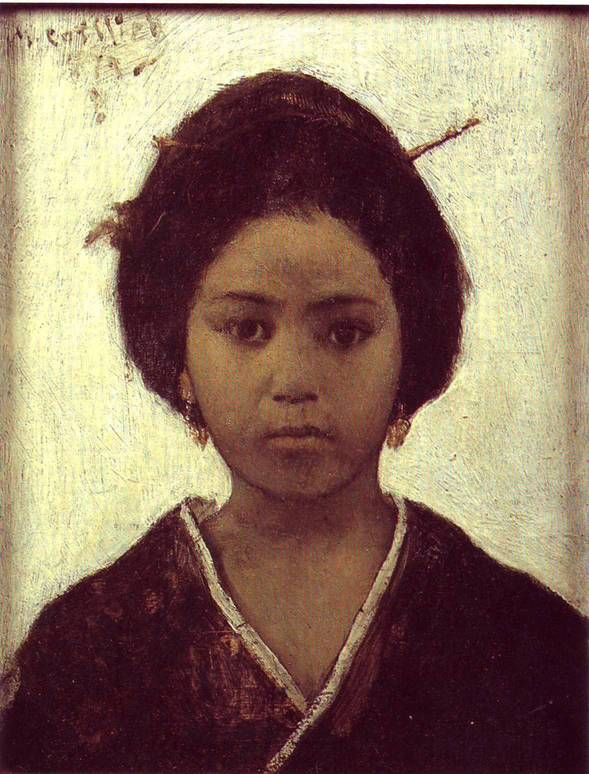
Gottlieb, Retrato de mujer japonesa, 1879
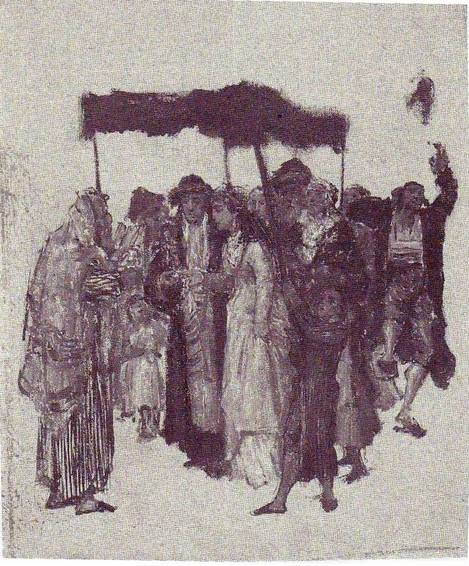
Gottlieb, Boceto para La boda judía, sf.
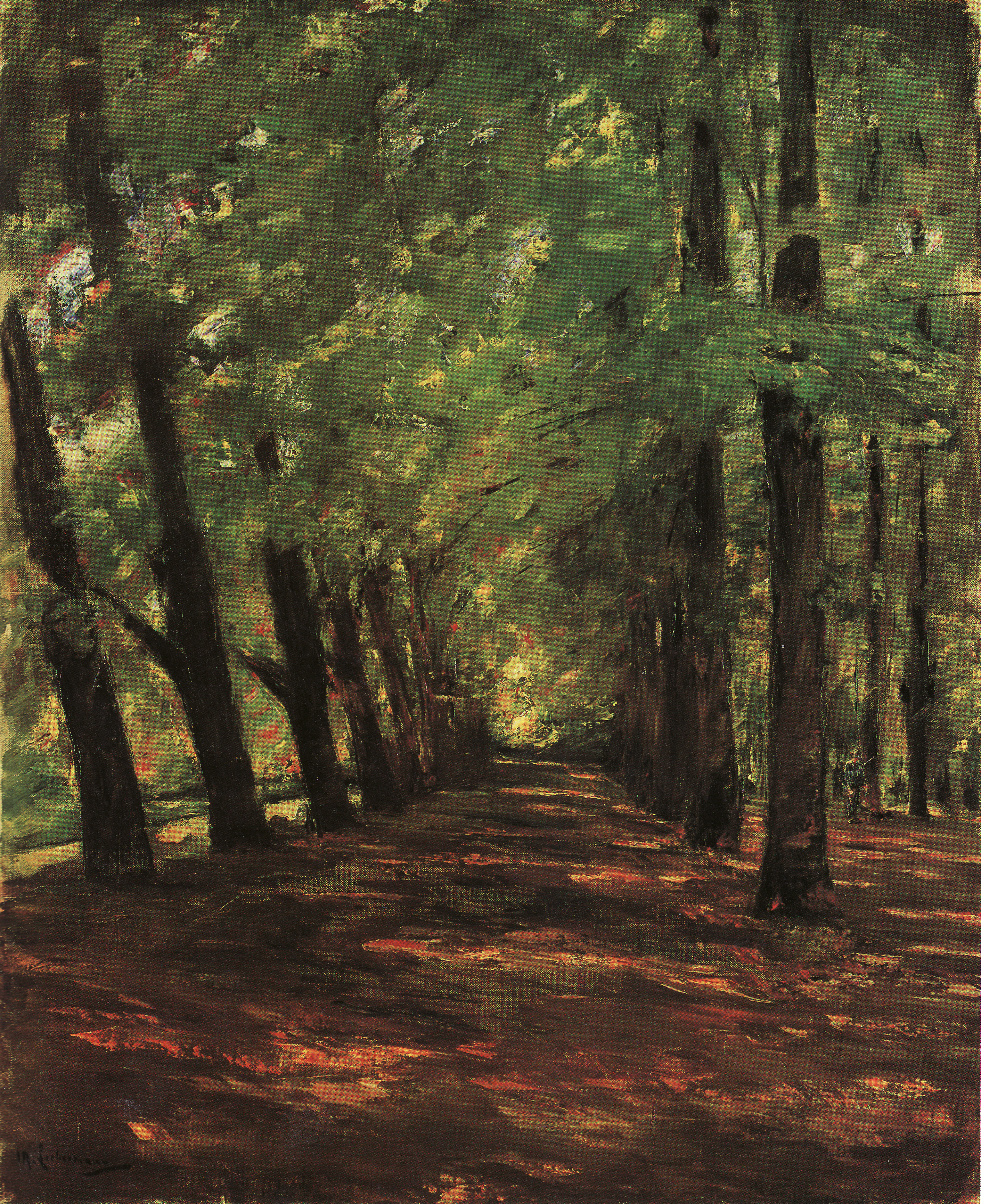
Max Liebermann, Overveen, Holanda, c. 1895
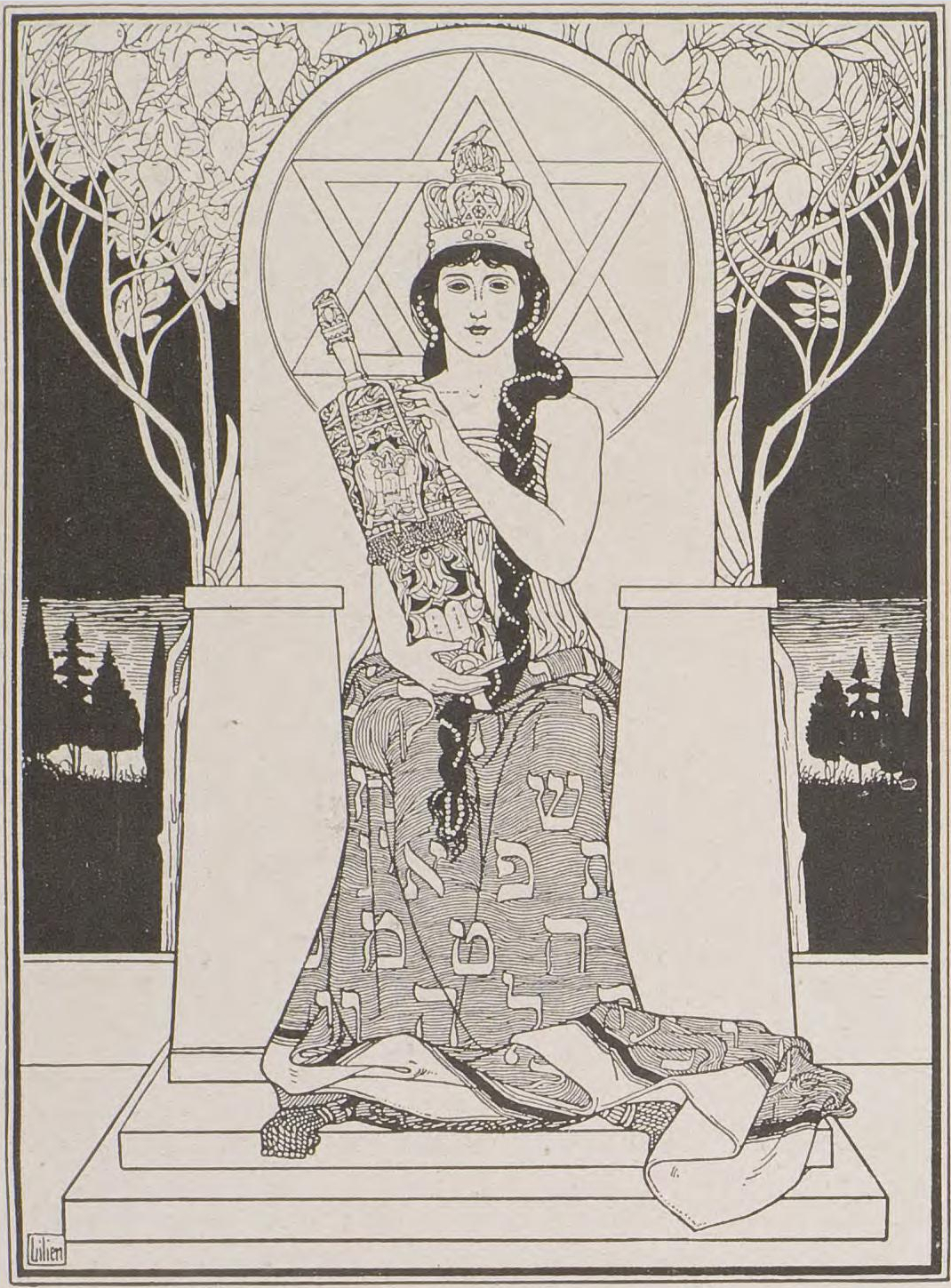
Ephraim Moses Lilien, La reina del Shabat (La fe hebraica), ilustración para Judá, libro de poesías sobre temas bíblicos escrito por su amigo cristiano y pro-sionista Börries von Münchhausen, Berlín, 1900-1.
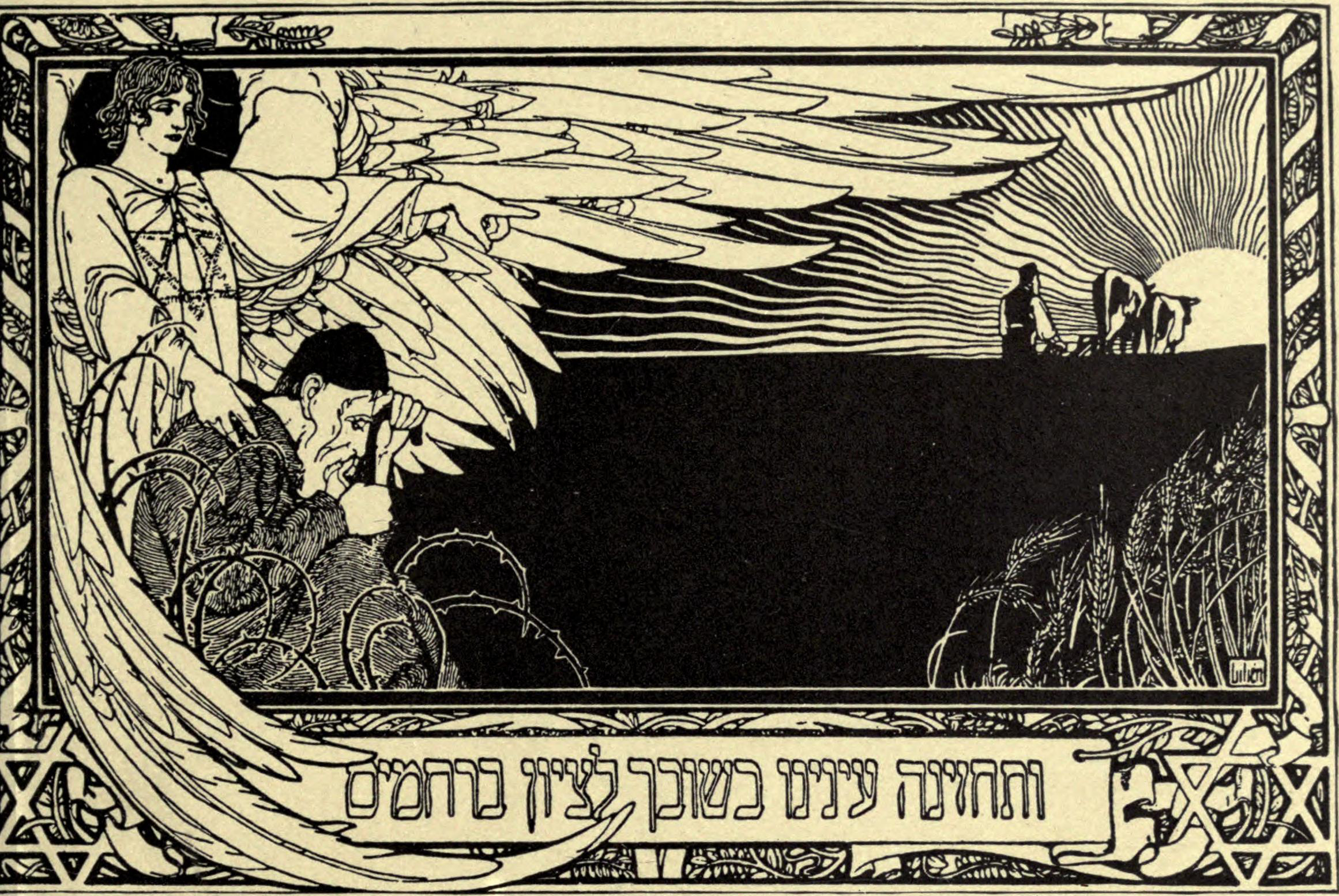
Y nuestros ojos verán con piedad tu retorno a Sion.[56] Estampa para el Quinto Congreso Sionista, Basilea, diciembre de 1901.
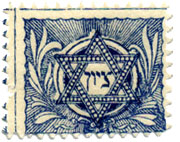
Lilien, Estampilla para el Keren Kayemet (Fondo Nacional Judío), Viena, 1901-2. Su configuración simbólica presenta una estrella de David que contiene la palabra Sion en caracteres hebreos.
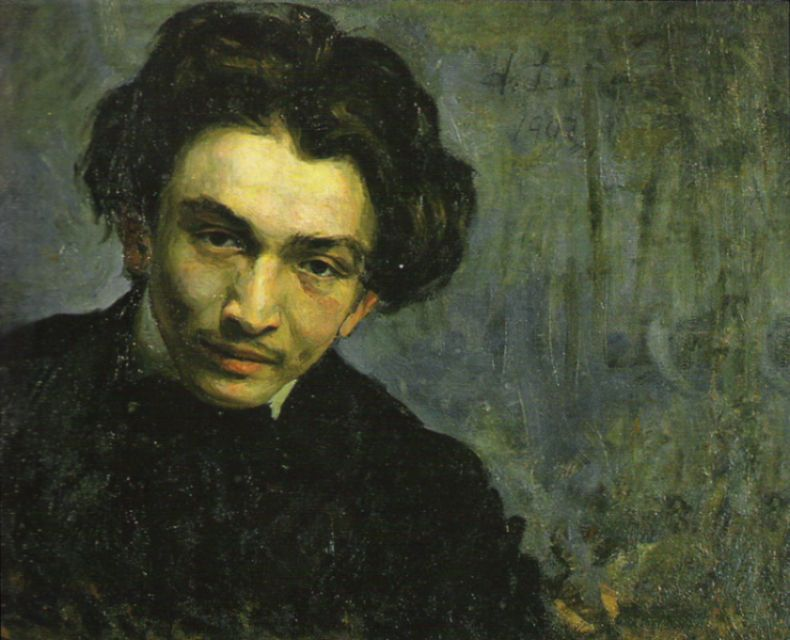
Hirszenberg, Retrato de un poeta judío, 1905.
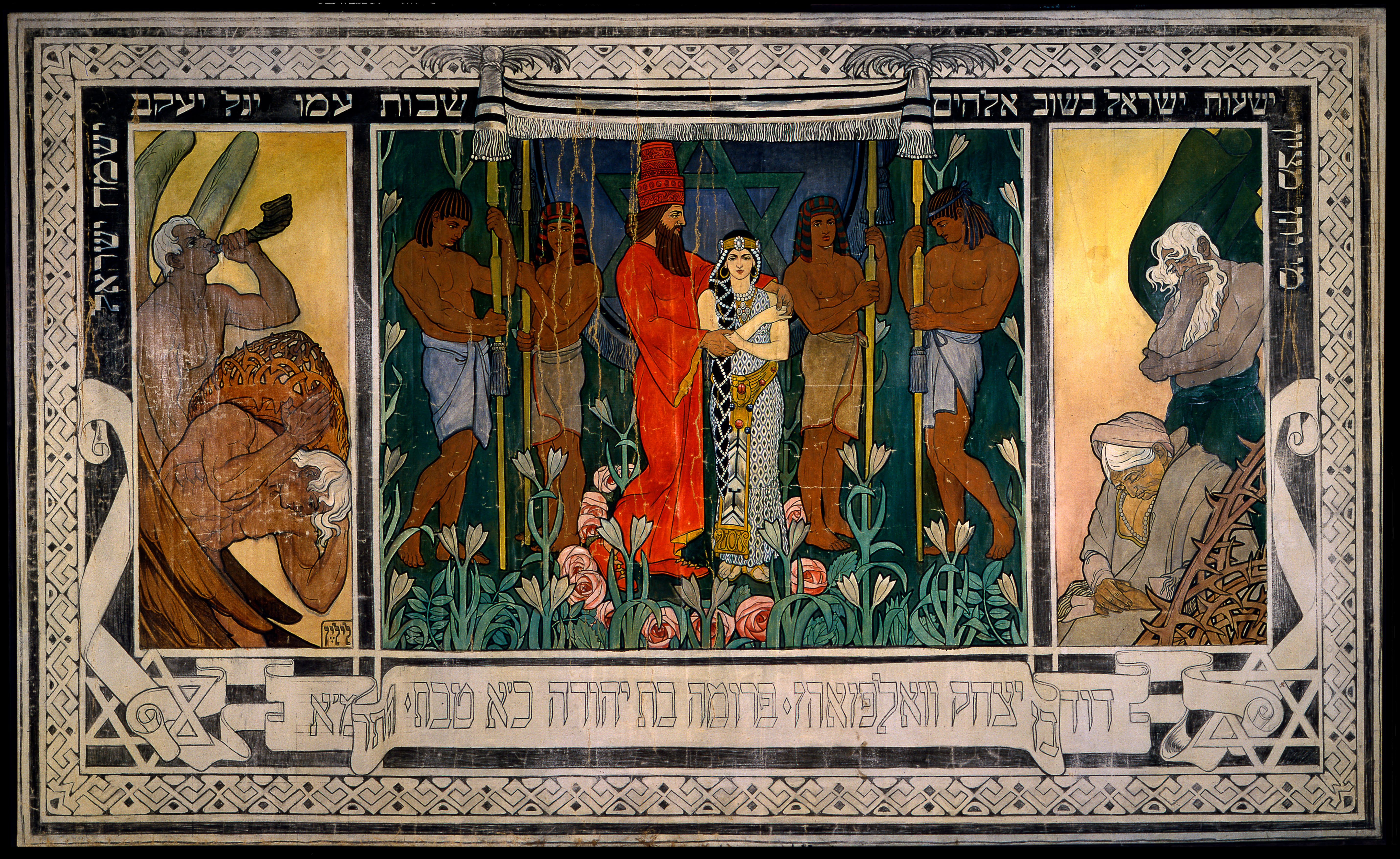
Lilien, Boda alegórica: Salomón y Saba, óleo, 1906
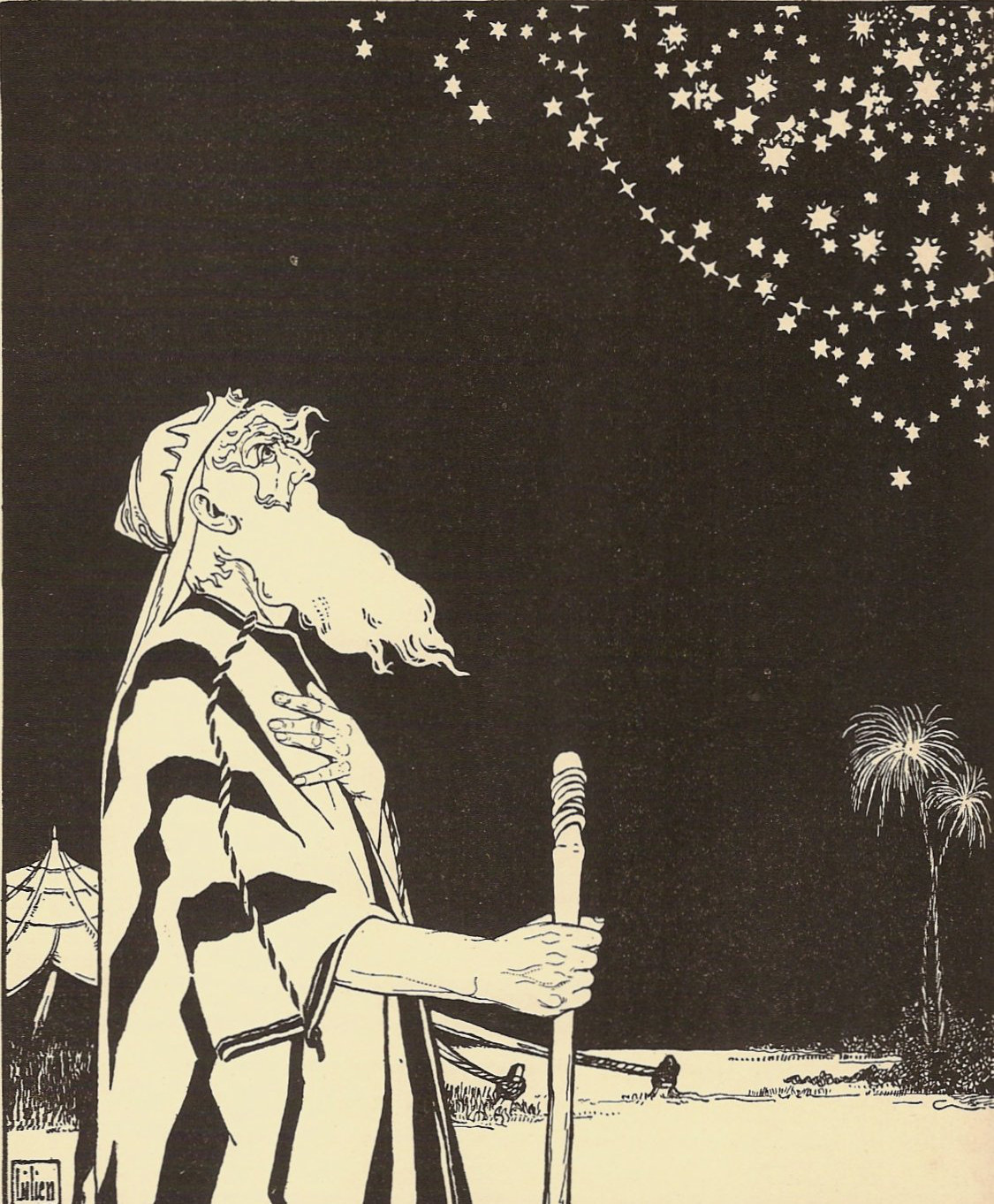
Lilien, Abraham contempla las estrellas, 1908
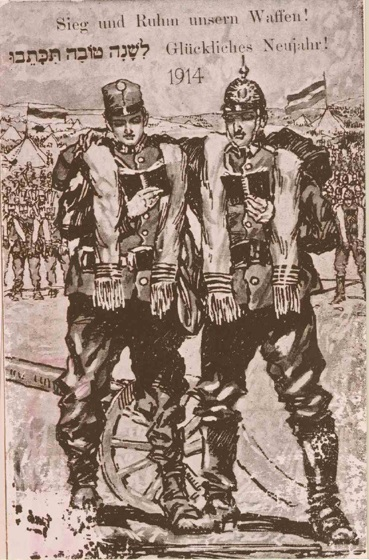
Soldados asquenazíes orando en 1914. Tarjeta de salutación para el Año Nuevo Judío.
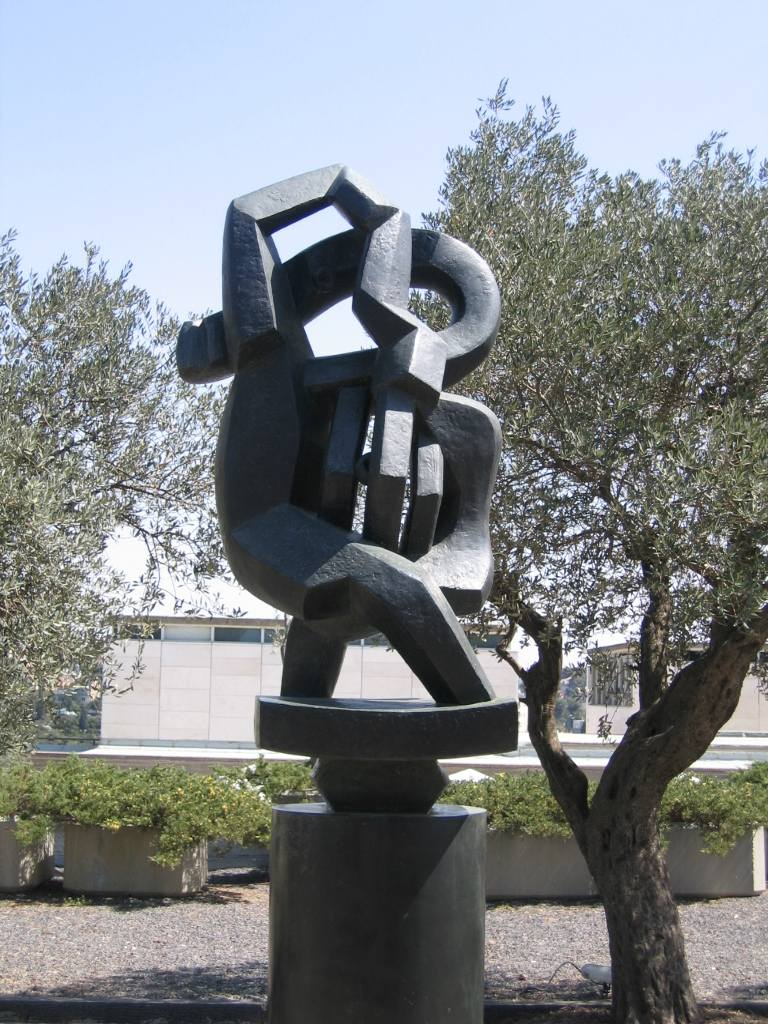
Jacques Lipchitz, Alegría de vivir (La joie de vivre), bronce, 1927. Museo de Israel, Jerusalén
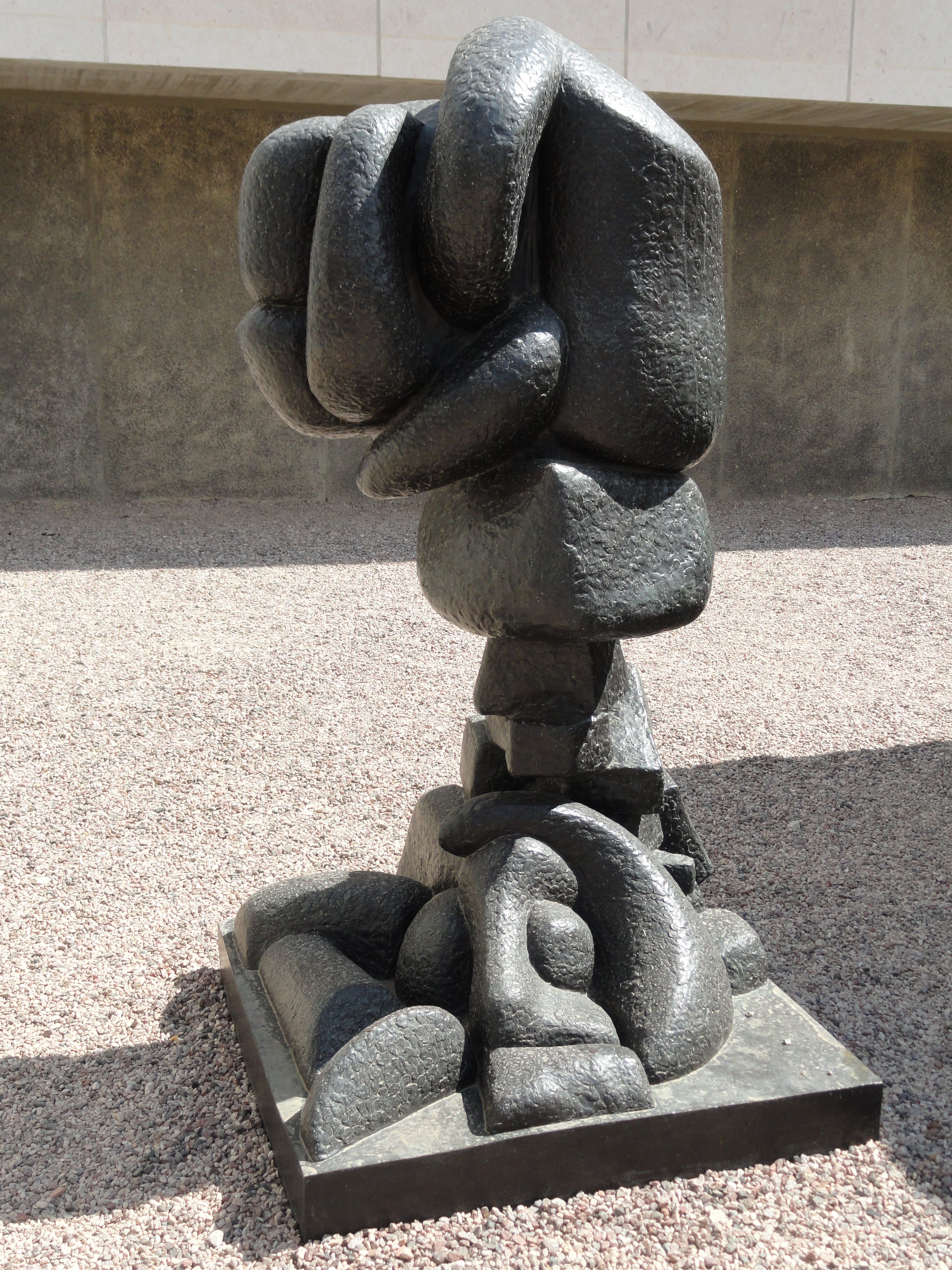
Otto Freundlich, Ascensión, bronce, 1929.[59] Jardín de las Esculturas, Museo de Israel, Jerusalén
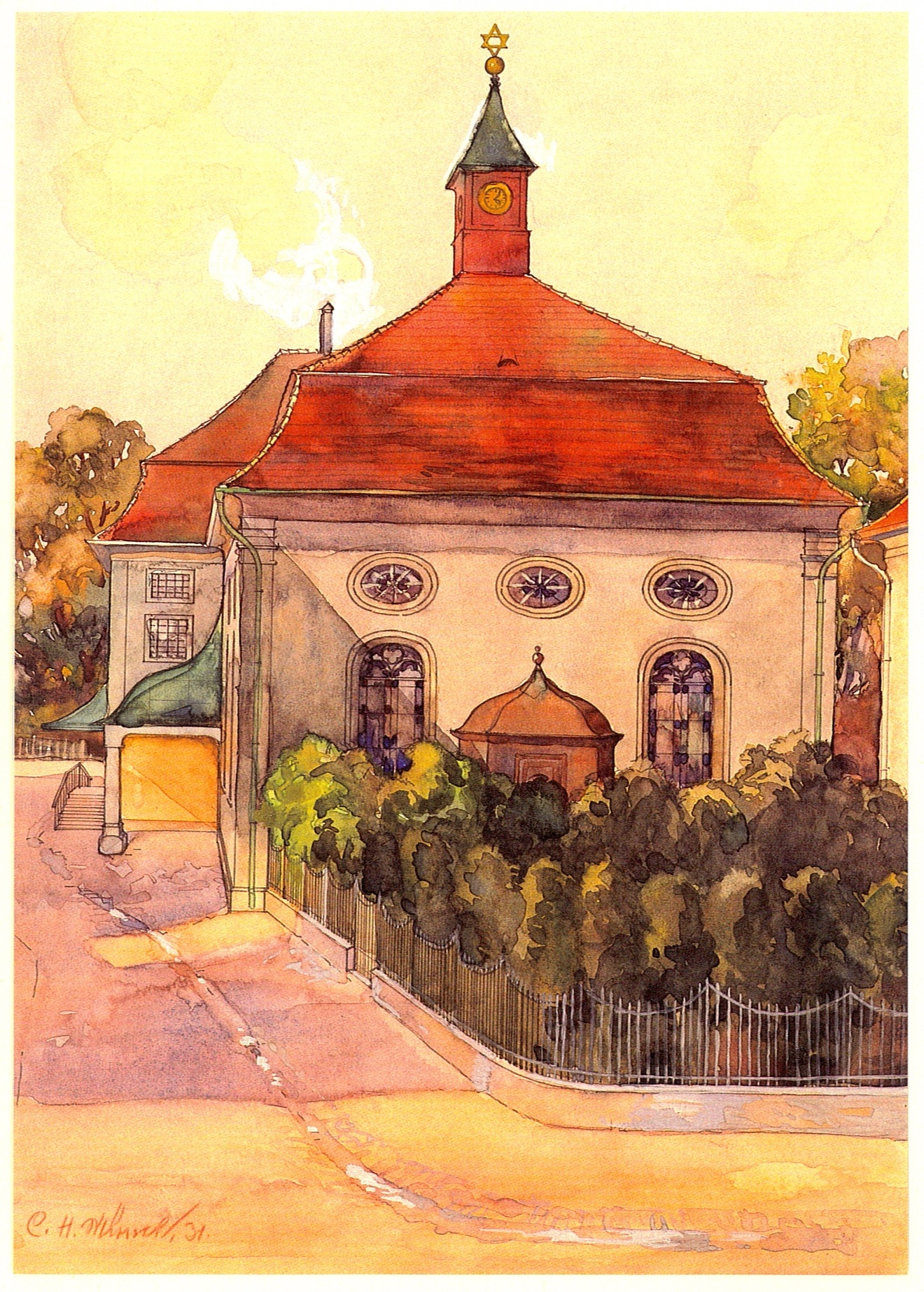
Solomon Sulzer, Sinagoga de Hohenems, acuarela, 1931
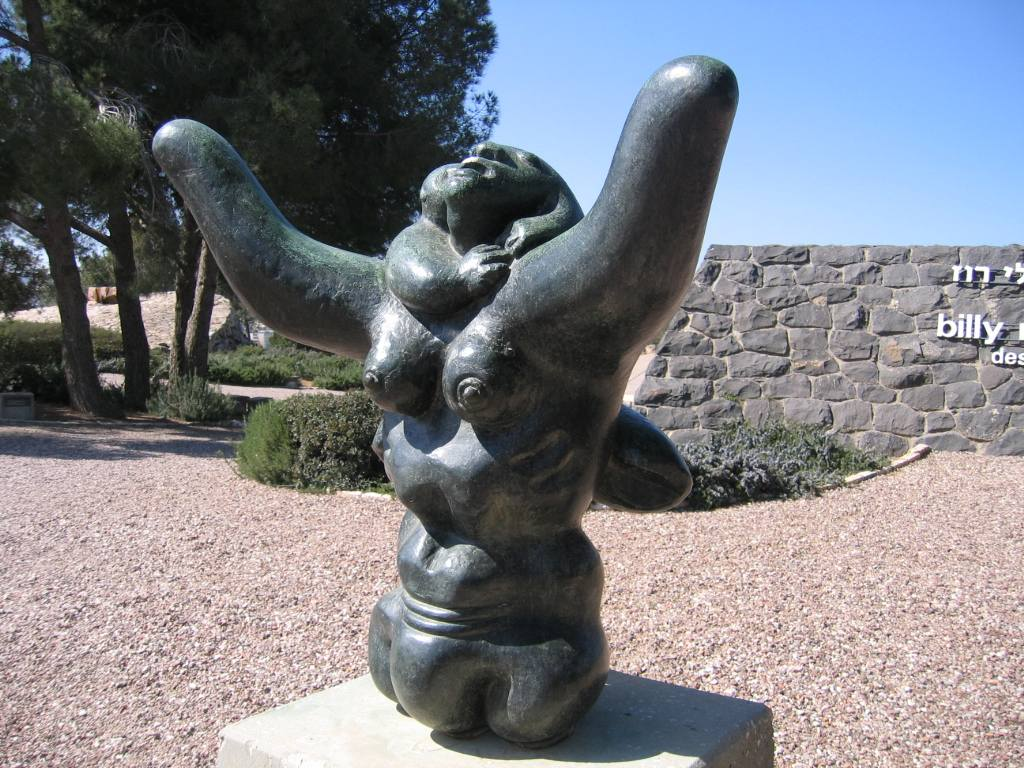
Lipchitz, Madre e hijo 2, bronce, 1941-1945. Jardín de las Esculturas, Museo de Israel, Jerusalén
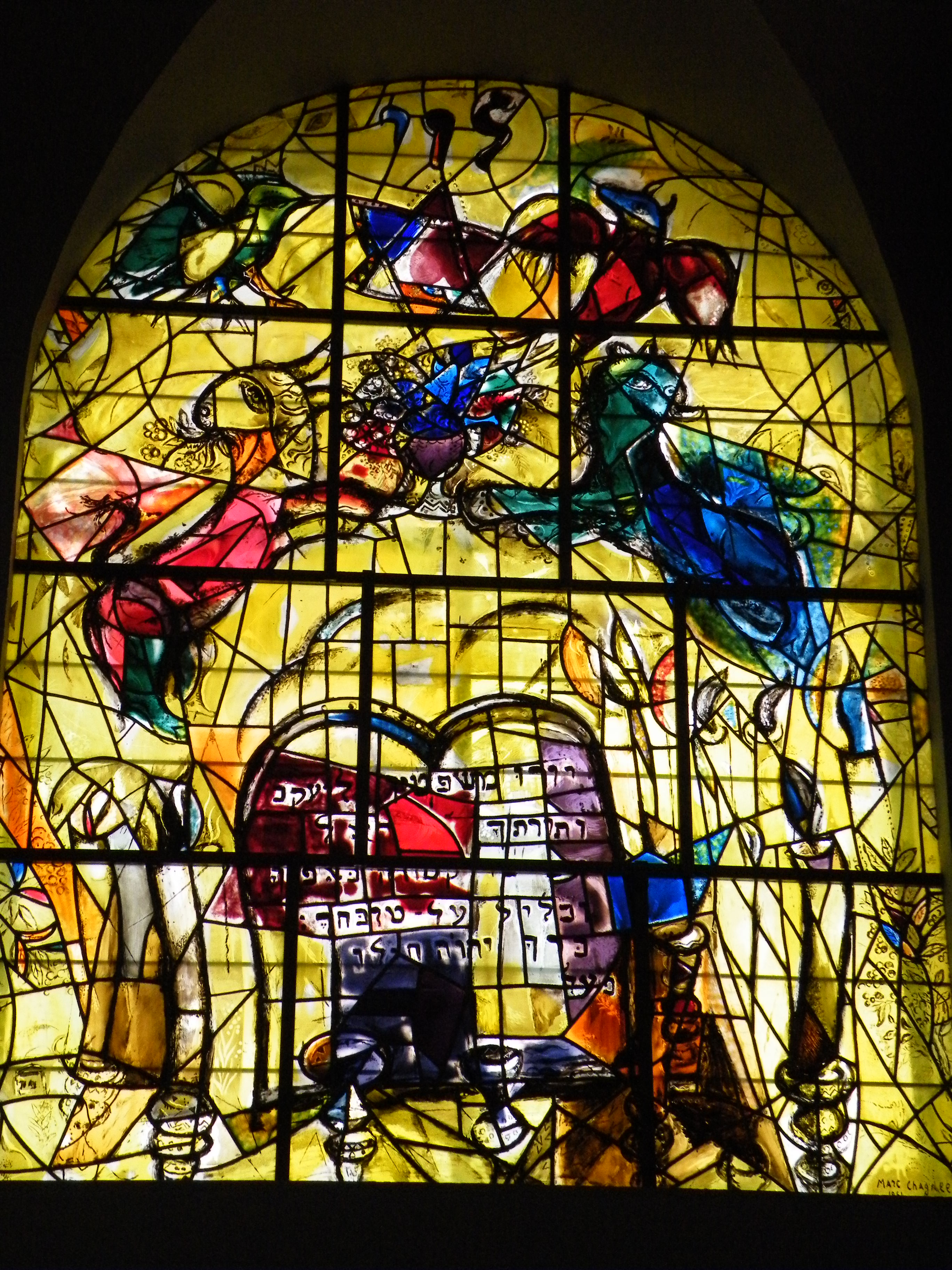
Marc Chagall, Vitrales dedicados a las Doce Tribus de Israel: Leví, Ein Kerem, Jerusalén, 1960
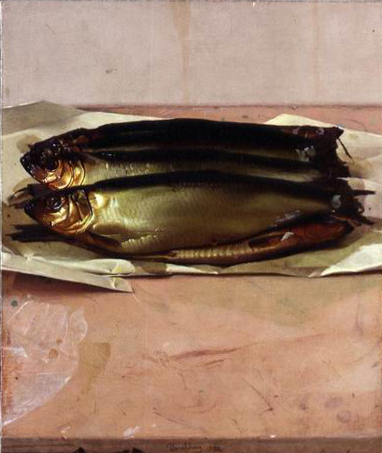
Hirshberg, Arenque ahumado, 1992

## Vanguardismo en arquitectura

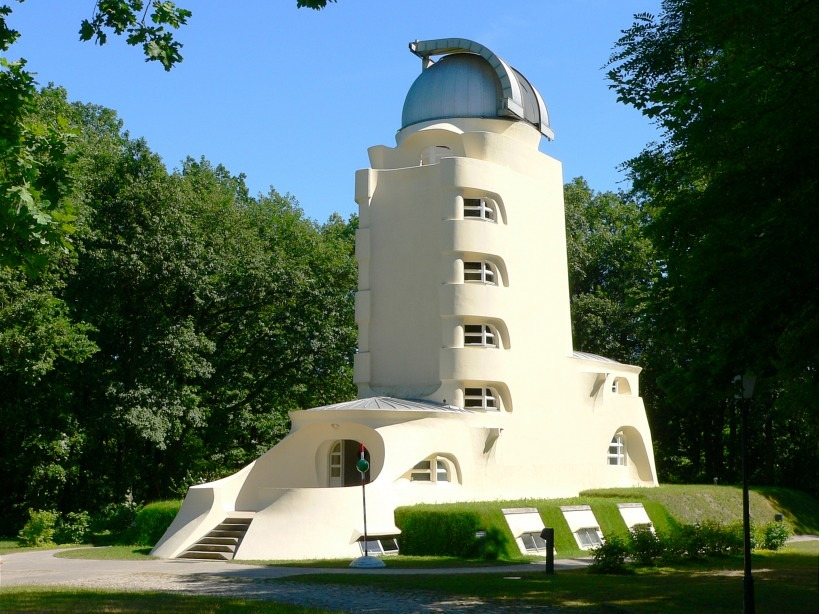
Erich Mendelsohn, Torre Einstein (observatorio astronómico), Instituto de Astrofísica de Potsdam, 1917-1921
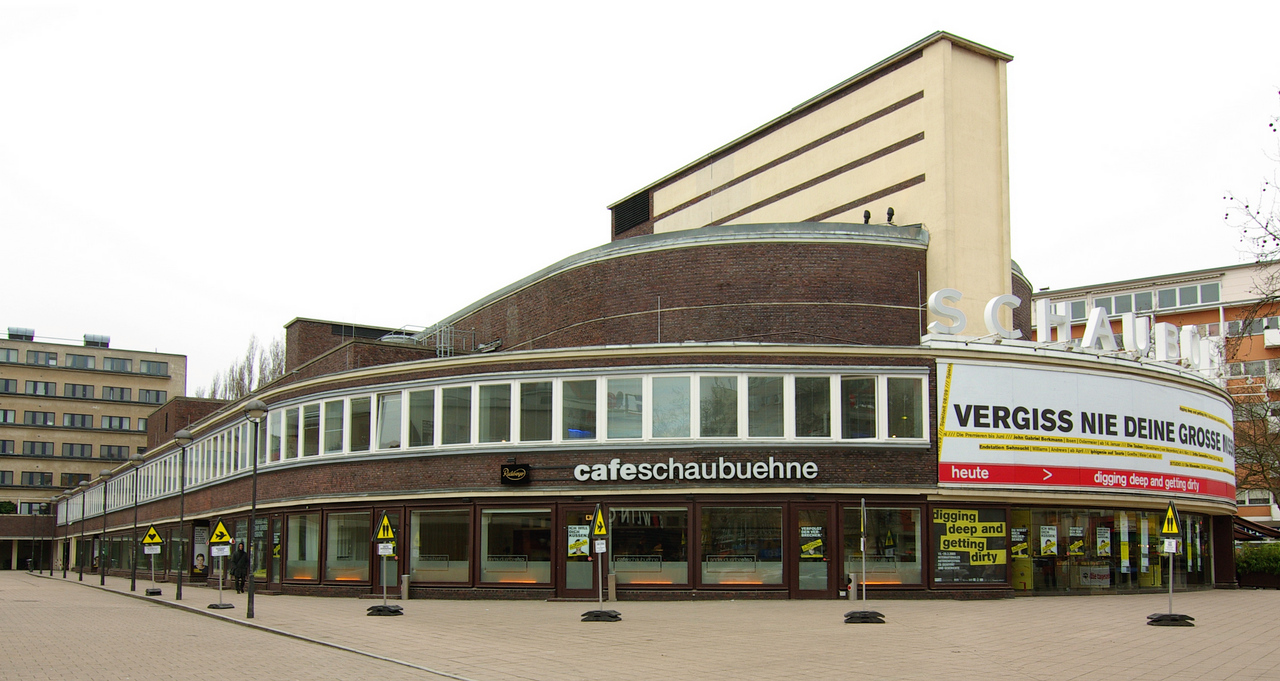
Erich Mendelsohn, Complejo Woga con Teatro Schaubühne, Berlín, 1927-1931
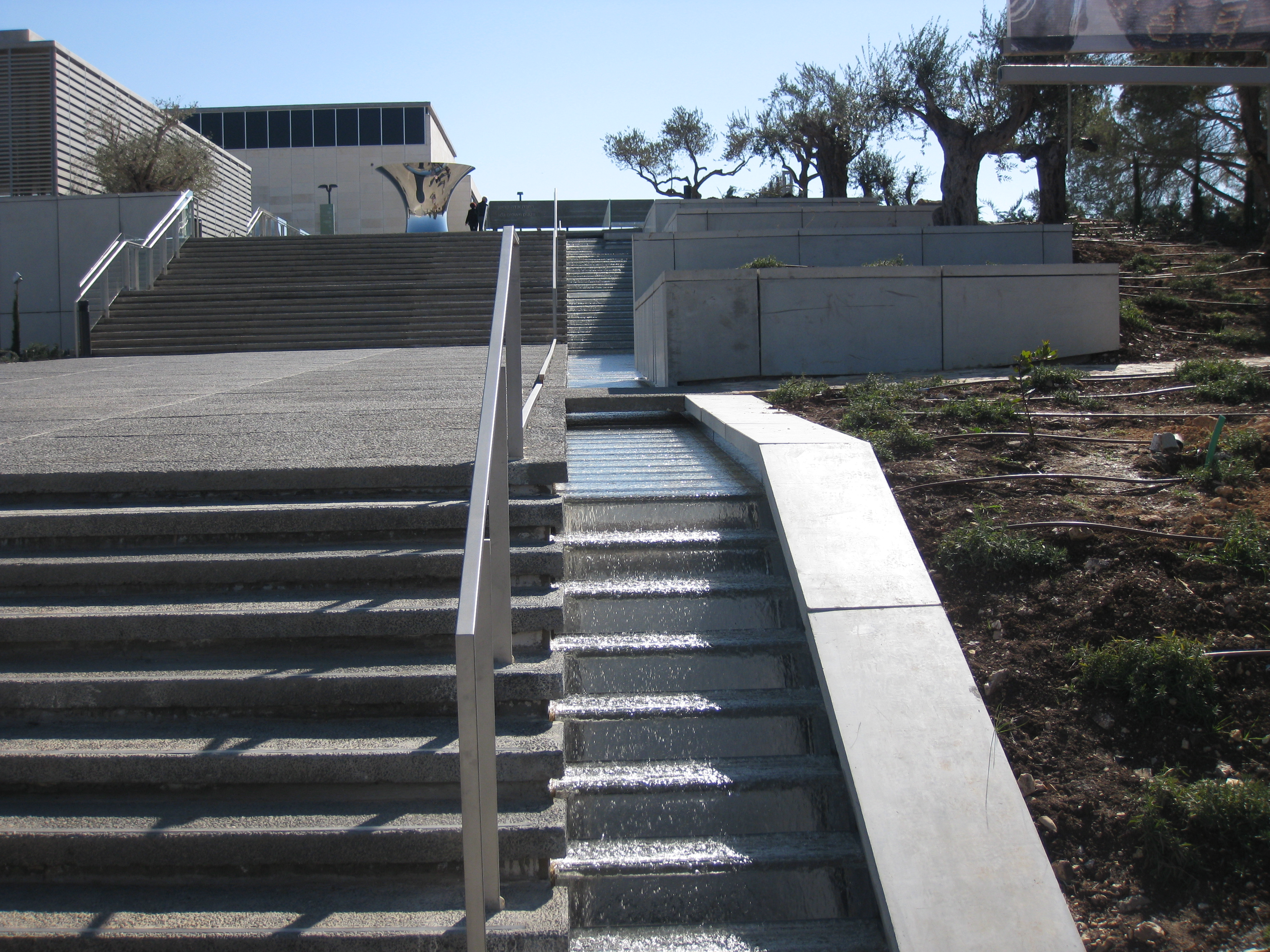
Alfred Mansfeld, Museo de Israel, Jerusalén, 1965
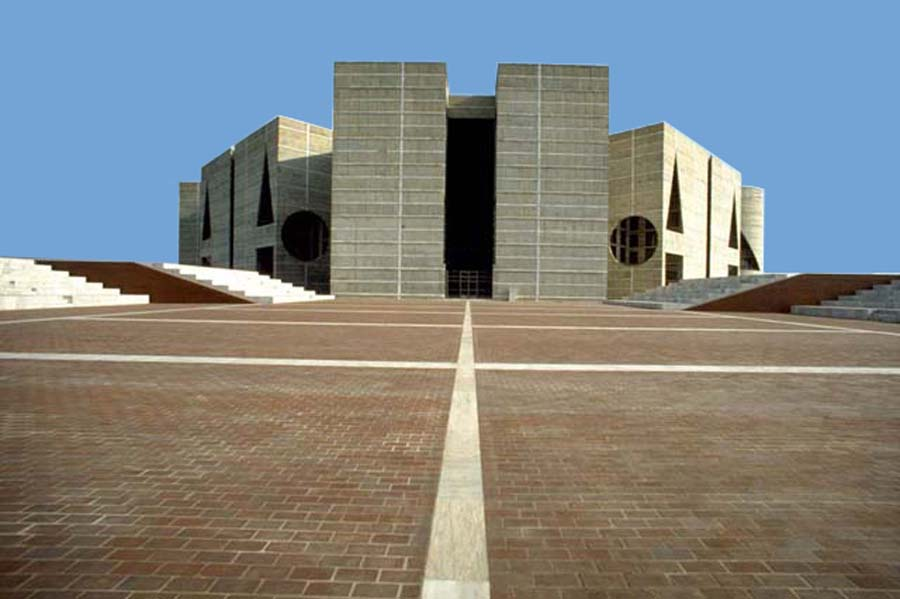
Louis Isadore Kahn, Asamblea Nacional de Bangladés, Daca, 1961-1981
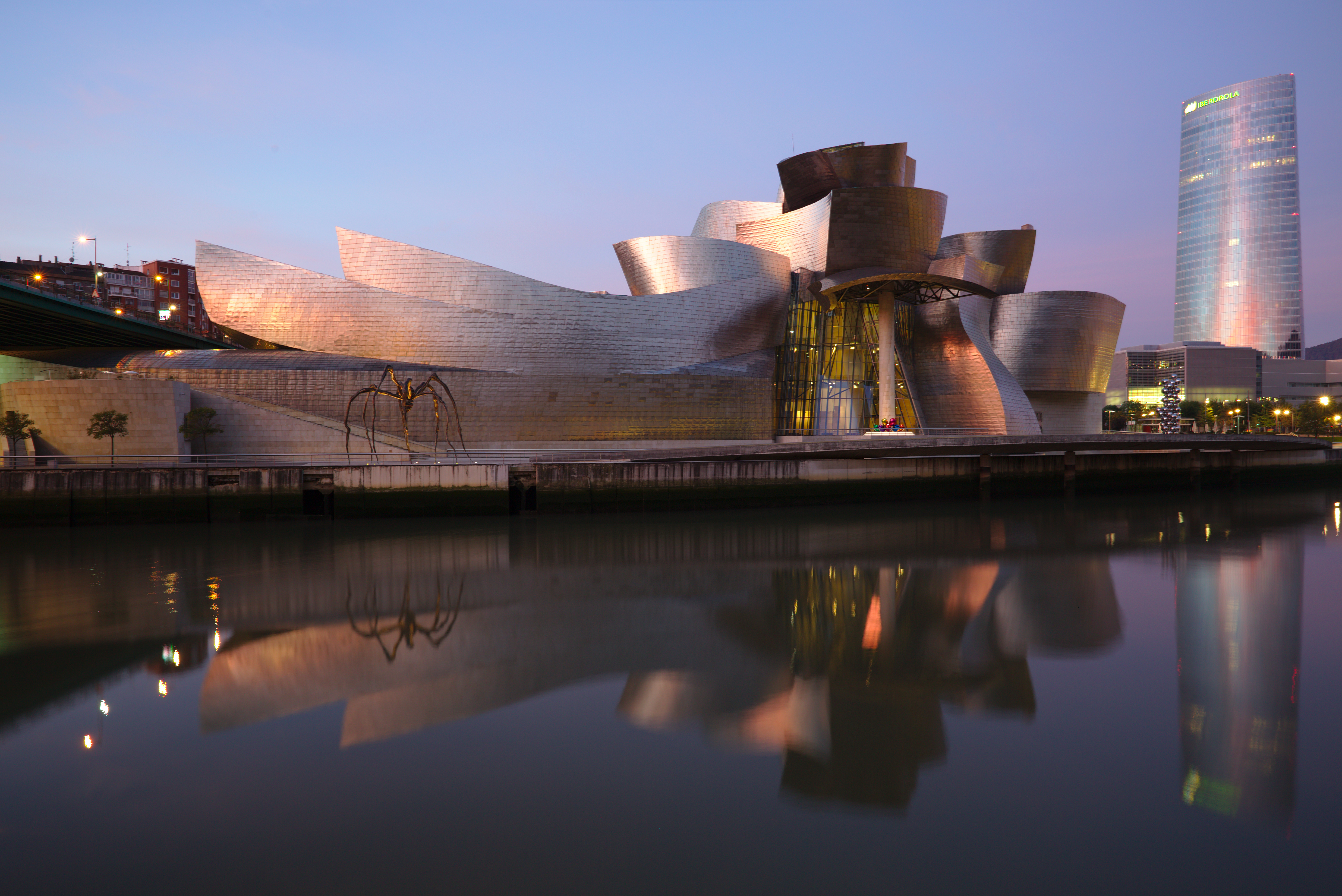
Frank Gehry, Museo Guggenheim Bilbao, Vizcaya, 1992-1997
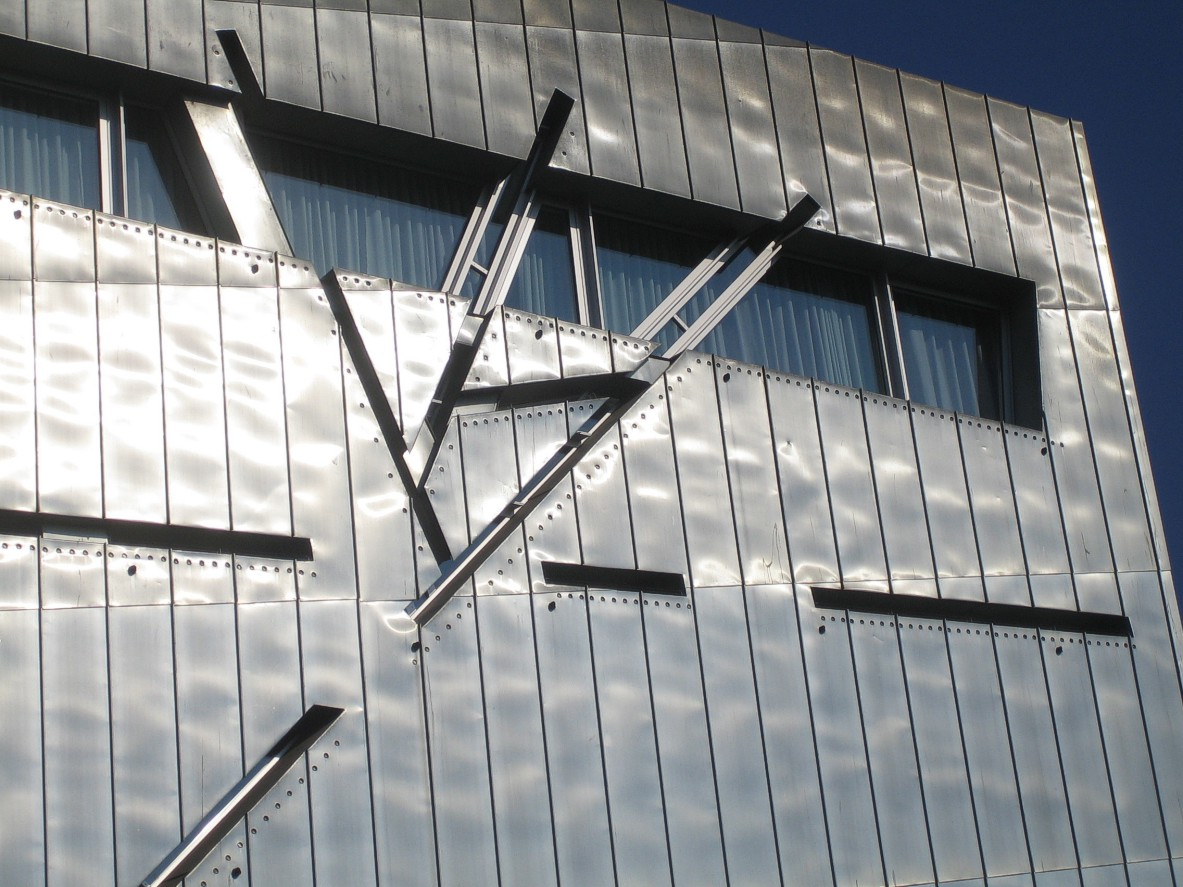
Daniel Libeskind, Museo Judío de Berlín, 1997-1999. El edificio presenta una marca que forma la letrea hebrea shin (ש), inicial del nombre del Todopoderoso (hebreo—Shadái).
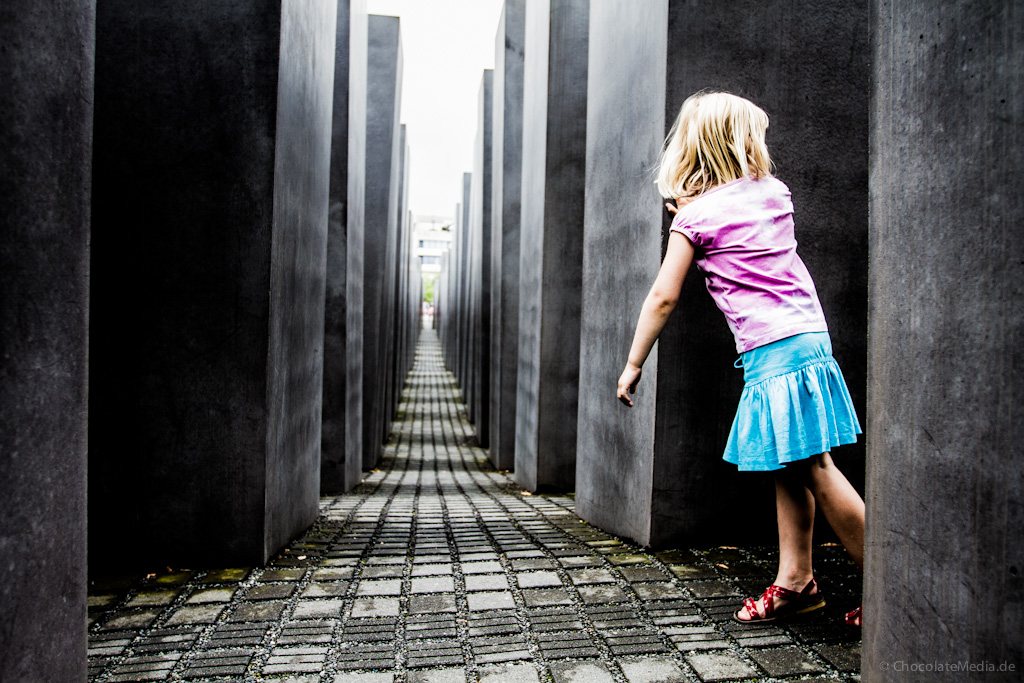
Peter Eisenman, Monumento a los judíos europeos asesinados en el Holocausto (1938-1945),[60] Berlín, 2003-2005
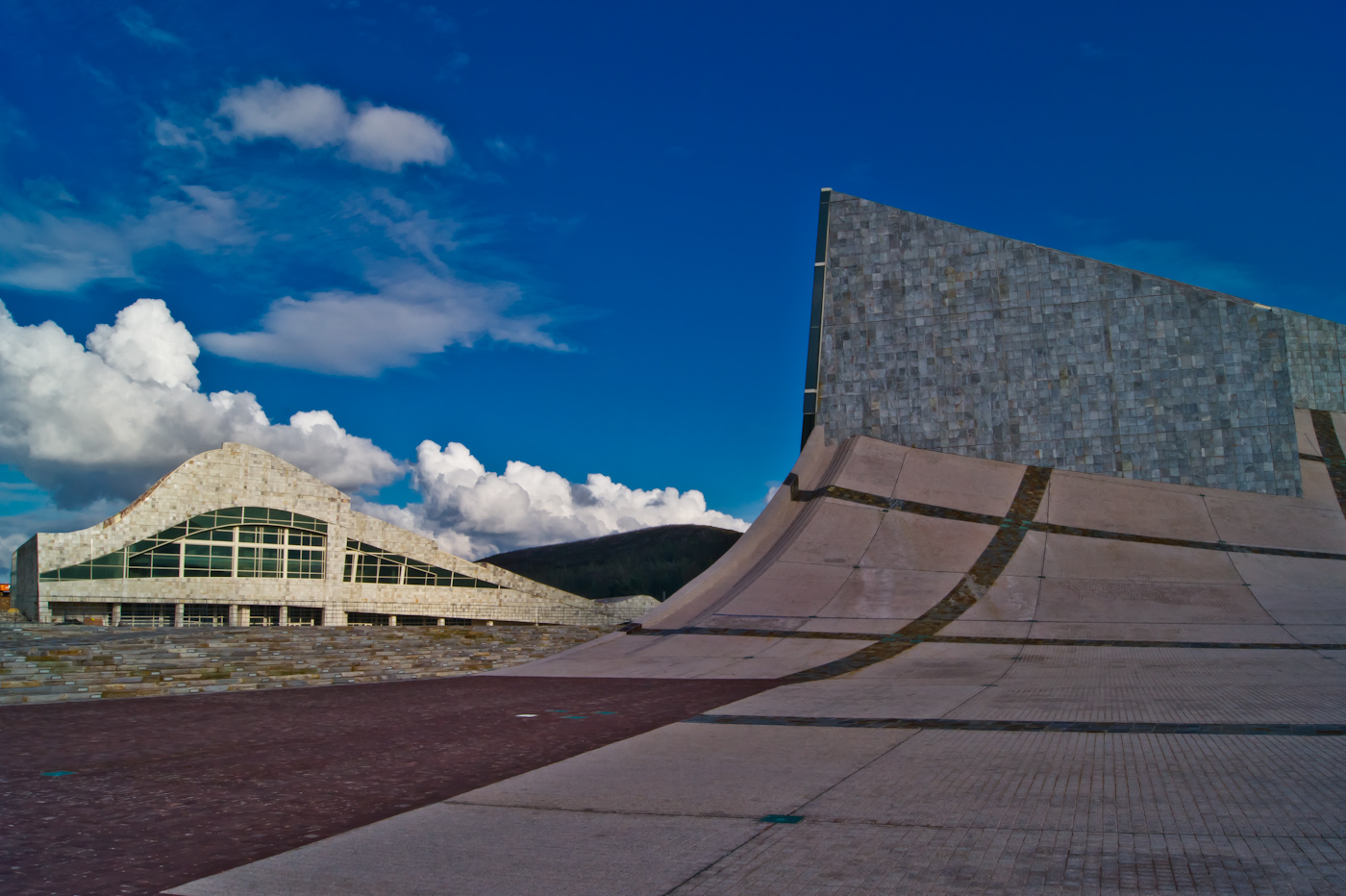
Peter Eisenman, Ciudad de la Cultura de Galicia, próximo a Santiago de Compostela, 2011

## Bibliografía

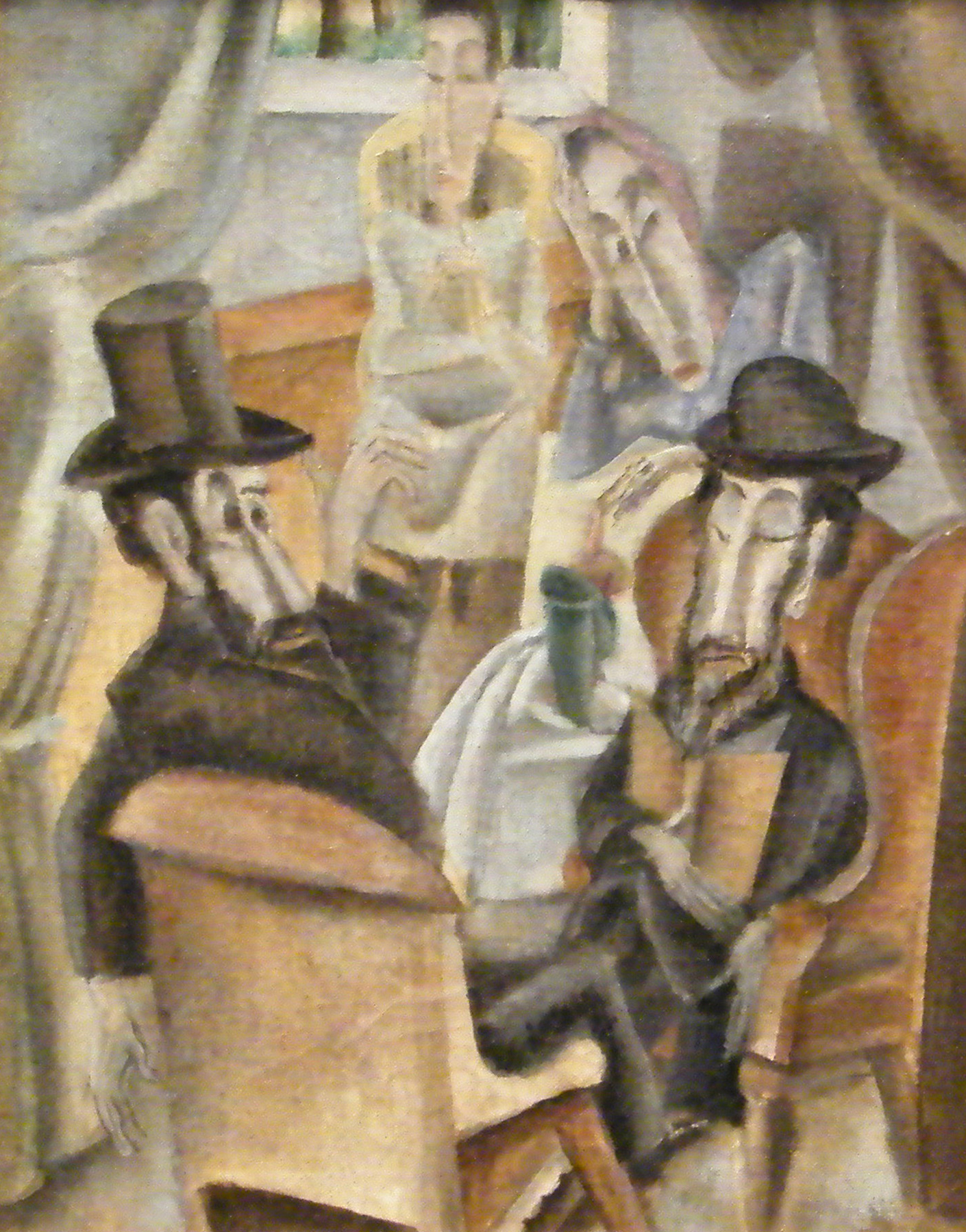
Max Weber, Sabbat, óleo, 1919. Museo Judío, Nueva York.